# Selección de fútbol de Argentina
La selección masculina de fútbol de Argentina es el equipo formado por jugadores de nacionalidad argentina que representa a la Asociación del Fútbol Argentino (AFA) en las competiciones oficiales organizadas por la Confederación Sudamericana de Fútbol (Conmebol), ente rector de ese deporte en América del Sur, y por la Federación Internacional de Fútbol Asociación (FIFA). Es campeona vigente a nivel confederativo, interconfederativo y mundial.
Disputó su primer partido internacional —que ganó por 6 a 0 contra Uruguay—, el 20 de julio de 1902, en la ciudad de Montevideo. Este es reconocido por FIFA, AFA y AUF como el primer partido oficial de ambas selecciones. Anteriormente, en 1901, se disputó un partido amistoso en Uruguay, pero este no es considerado oficial por la AUF ni por la FIFA, debido a que el representativo uruguayo era el Albion Football Club, así mismo la AFA no lo incluye en el conteo de sus mil partidos jugados.
Es considerada como una de las grandes potencias del fútbol masculino internacional, siendo -a nivel de selecciones absolutas- el país con más títulos oficiales ganados de la historia, con 23 y también con más subcampeonatos (21). En total, ha ganado al día de hoy cincuenta y cinco títulos internacionales oficiales, sumando los conseguidos a nivel de selecciones principal, olímpica y de juveniles.
Ha conquistado la Copa del Mundo en tres ocasiones, habiendo ganado el primer título como local en 1978, el segundo en México 1986 y el restante en Catar 2022. Además, fue finalista en otras tres ediciones: en Uruguay 1930, en Italia 1990 y en Brasil 2014. Actualmente, se ubica en el tercer puesto de la tabla histórica general de la Copa del Mundo.
También, en 1992 se adjudicó la Copa Rey Fahd, renombrada a partir de 1997 como Copa FIFA Confederaciones, en tanto que en 1995 y 2005 disputó el partido definitorio del torneo.
A nivel continental, ocupa el primer lugar de la clasificación histórica de la Copa América, y es el seleccionado que más veces se adjudicó el trofeo, ganándolo en dieciséis ocasiones (1921, 1925, 1927, 1929, 1937, 1941, 1945, 1946, 1947, 1955, 1957, 1959-I, 1991, 1993, 2021 y 2024), y el que más subcampeonatos logró en la competición, con catorce (1916, 1917, 1920, 1923, 1924, 1926, 1935, 1942, 1959-II, 1967, 2004, 2007, 2015 y 2016).
Además, hay que adicionar tres títulos interconfederativos oficiales: el Campeonato Panamericano de Fútbol en 1960 (siendo subcampeón en 1956) y la Copa de Campeones Conmebol-UEFA (anteriormente llamada Copa Artemio Franchi) en 1993 y 2022, competición en la que es el seleccionado con más títulos. En adición, se destaca -como torneo no oficial- la Copa de las Naciones de 1964 en tierras brasileñas en donde derrotó a Portugal, a la anfitriona Brasil (en ese momento, vigente bicampeona del mundo) y a Inglaterra (futuro campeón mundial de 1966), consiguiendo el título de manera invicta.
Es la única selección en la historia del fútbol en ganar cuatro torneos oficiales de manera consecutiva, logro que consiguió dos veces,y en obtener tres o más títulos sucesivos en tres ocasiones distintas. Además de ser la primera americana en ganar, seguidamente, Copa América y Mundial, terminando, así, con la llamada maldición del campeón de la Copa América. Cabe destacar que, en las finales del actual cuadruplete, derrotó a los que eran en su momento, los vigentes campeones de la Copa América (Brasil), la Eurocopa (Italia), y la Copa Mundial (Francia), además de ganarle a Colombia en la final de la Copa América 2024. Luego del logró mundial, recibió el Premio Laureus al Mejor Equipo del Año 2022.
Dentro de ese ciclo exitoso, cosechó un largo invicto de 36 cotejos (el mayor de selecciones americanas y el segundo a nivel global), que se inició en el partido por la medalla de bronce de la Copa América 2019 y culminó con la derrota contra Arabia Saudita en el primer encuentro del Mundial de 2022. El entrenador de este proceso, Lionel Scaloni, se convirtió, además, en el primer director técnico argentino de la historia en lograr el doblete de copa continental y mundial.
En los Juegos Olímpicos, la selección principal obtuvo su mayor logro en Ámsterdam 1928, al conseguir la medalla de plata. Por su parte, la selección olímpica obtuvo la medalla de oro en Atenas 2004 y en Pekín 2008 —de manera consecutiva— y la medalla de plata en Atlanta 1996. Además, obtuvo numerosas medallas en otras competiciones oficiales para el COI con selecciones formadas con juveniles, ganó: cinco medallas de oro, dos de plata y tres de bronce en los Torneos Preolímpicos; siete de oro, dos de plata y tres de bronce, en los Juegos Panamericanos; y dos de oro y una de plata en los Juegos ODESUR.
El seleccionado juvenil sub-20 es el máximo ganador de la Copa Mundial de la categoría, con seis títulos: 1979, 1995, 1997, 2001, 2005 y 2007. Además, fue finalista en 1983. Por otro lado, el seleccionado juvenil sub-17 ha logrado subir al podio de la Copa Mundial al obtener los terceros lugares en las ediciones de 1991, 1995 y 2003. Además de conseguir el cuarto lugar en 2001, 2013 y 2023.
Los seleccionados de Argentina y Francia son los únicos del mundo que han logrado ganar la Copa Mundial, los Juegos Olímpicos, la Copa Confederaciones, la Copa Intercontinental de Selecciones y su respectivo torneo de confederación continental: Copa América y Eurocopa, respectivamente.
Grandes jugadores de la historia del fútbol mundial han pasado por esta selección, entre los cuales destacan, el volante Diego Maradona, y los delanteros Alfredo Di Stéfano, Mario Kempes y Lionel Messi; entre otros notables futbolistas como Guillermo Stábile, Manuel Ferreira, Carlos Peucelle, José Manuel Moreno, Norberto Méndez, Adolfo Pedernera, Ángel Labruna, Amadeo Carrizo, Omar Sívori, Luis Artime, Osvaldo Ardiles, Daniel Passarella, Ubaldo Fillol, Daniel Bertoni, Leopoldo Luque, Ricardo Enrique Bochini, Jorge Valdano, Jorge Burruchaga, Oscar Ruggeri, José Luis Brown, Sergio Goycochea, Claudio Caniggia, Diego Simeone, Gabriel Batistuta, Fernando Redondo, Ariel Ortega, Roberto Ayala, Juan Sebastián Verón, Hernán Crespo, Javier Zanetti, Javier Saviola, Juan Román Riquelme, Javier Mascherano, Carlos Tévez, Sergio Agüero, Nicolás Otamendi, Ángel Di María y Emiliano Martínez.
En marzo de 2007, alcanzó por primera vez el primer puesto en la clasificación de la FIFA, que ocupó solo por ese mes, aunque en octubre de 2007 volvió a ubicarse al tope de la clasificación, hasta julio de 2008. Posteriormente, volvió a alcanzar el primer lugar entre julio y octubre de 2015, desde abril de 2016 hasta marzo de 2017, y desde abril de 2023 (luego de su consagración como campeón mundial en diciembre de 2022) hasta la actualidad.

## Historia

### Primer partido
| 20 de julio de 1902 | Uruguay | 0:6 (0:2) | Argentina | Estadio del Albion FC, Montevideo                            |                                                              |
|                     |         |           | Charles Dickinson 3' · Germán Arímalo 31' (a.g.) · Edward Morgan 64' · Carlos Carve Urioste 66' (a.g.) · Juan Anderson 71' · Jorge Brown 86' | Asistencia: 8 000 espectadores Árbitro(s): Robert Whall Rudd | Asistencia: 8 000 espectadores Árbitro(s): Robert Whall Rudd |

Uruguay: Enrique Sardeson, Carlos Carve Urioste, Germán Arímalo, Miguel Nebel, Alberto Peixoto, Luis Carbone, Bolívar Céspedes, Gonzalo Rincón, Juan Sardeson, Ernesto Boutón Reyes, Carlos Céspedes.
Argentina: José Laforia, William Leslie, Walter Buchanan, Eduardo Duggan, Carlos Buchanan, Ernesto Brown, Edward Morgan, Juan José Moore, Juan Anderson, Charles Dickinson, Jorge Brown.

### Primeras décadas (1902-1930)

#### Inicios y primeros éxitos

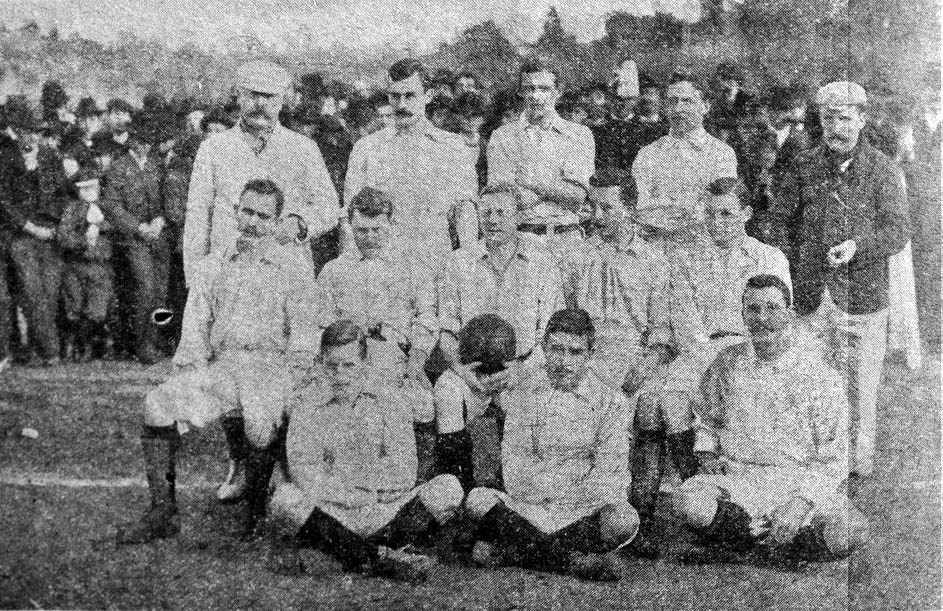
El equipo argentino antes de su primer partido internacional vs. Uruguay, 27 de julio de 1902. Esta es la primera foto de un equipo nacional.

El 20 de julio de 1902 disputó su primer partido oficial ante Uruguay, en Montevideo, con triunfo 6-0. En Buenos Aires jugó por primera vez el 13 de septiembre de 1903 ante el mismo rival, y perdió 2-3.

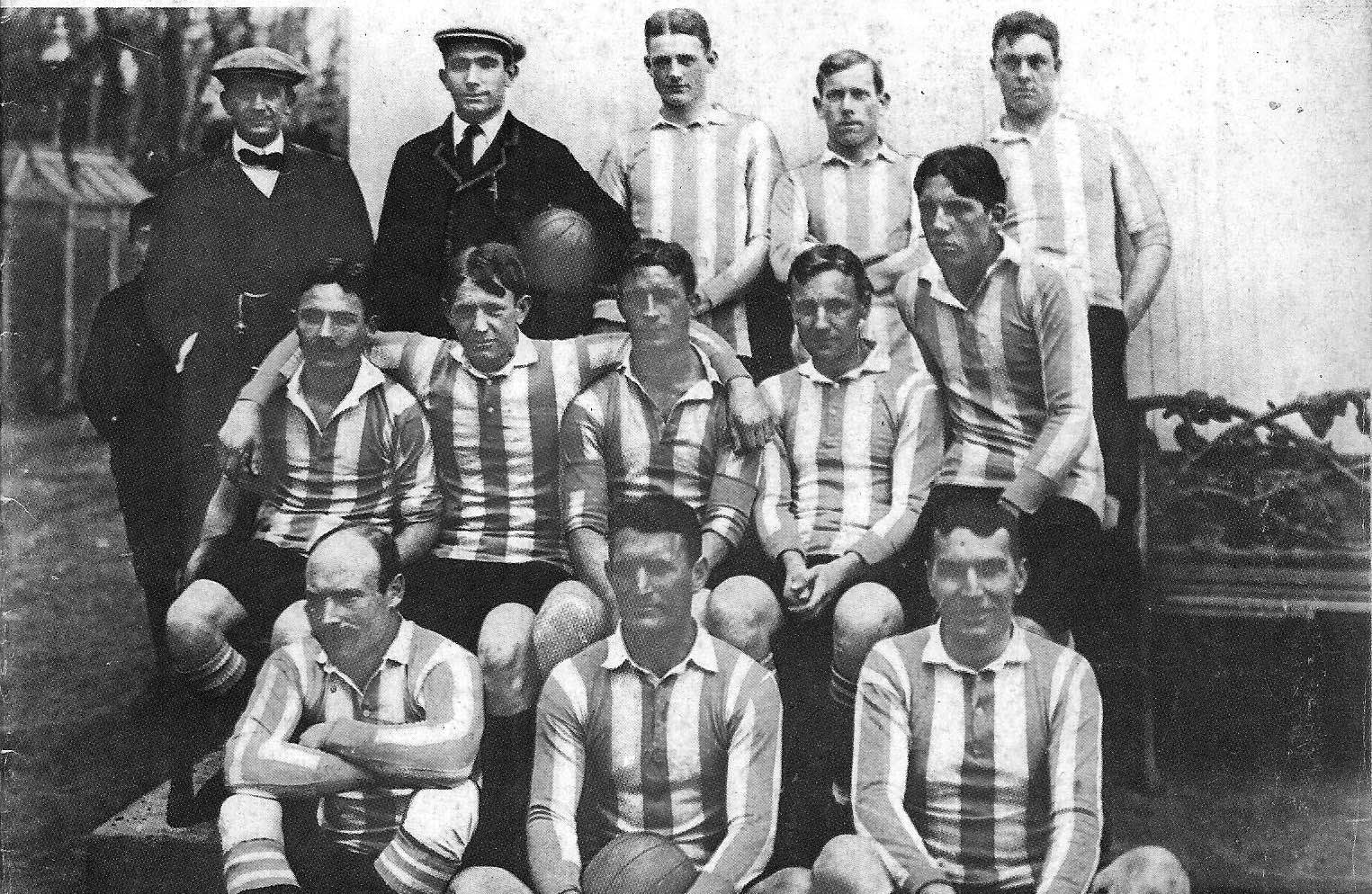
Alineación de 1908, usando la camiseta albiceleste.

Durante sus primeros años de existencia, el equipo nacional jugó solo partidos amistosos hasta 1905, cuando se celebró la primera edición de la Copa Lipton. Fue una copa organizada por las asociaciones de fútbol argentino y uruguayo, cuya última edición fue disputada en 1992. El primer título oficial ganado por Argentina fue en 1906, derrotando a Uruguay 2–0 en Montevideo. Ese mismo año, Argentina también jugó la Copa Newton, otra competencia organizada por ambas asociaciones, ganando el trofeo tras vencer a Uruguay 2–1 en Buenos Aires.
En los años siguientes, Argentina disputaba partidos solamente contra equipos sudamericanos, ya que las demás selecciones alegaban que los viajes eran largos y el desarrollo de la Primera Guerra Mundial.
Argentina ganaría cuatro Copas Newton consecutivas entre 1907 y 1911, y cuatro Copas Lipton de 1906 a 1909. Después de algunas victorias uruguayas, Argentina ganó las copas Lipton 1913, 1915 y 1916 y la Copa Newton 1916.
En 1910 se realizó en la Argentina la Copa Centenario Revolución de Mayo, un torneo en conmemoración del centenario de la Revolución de Mayo. Fue el primer torneo internacional de selecciones en Sudamérica en que participaron más de dos selecciones nacionales. Previamente, solo se habían disputado torneos internacionales entre las selecciones de Argentina y Uruguay, en la Copa Newton, la Copa Lipton o la Copa Honor Argentino. Los albicelestes ganaron sus 2 partidos y fueron campeones: derrotaron 5 a 1 a Chile y 4 a 1 a Uruguay y el goleador del torneo fue el delantero de Rosario Central Harry Hayes, con 3 tantos. Si bien la primera edición oficial de la Copa América se produjo en 1916, hay quienes dicen que este torneo bien pudo haber sido el primer Campeonato Sudamericano. Esta contienda deportiva no fue incluida en el historial del certamen sudamericano por no haber sido reconocida oficialmente por la Conmebol ya que esta entidad todavía no había sido fundada, hecho que ocurrió en 1916.

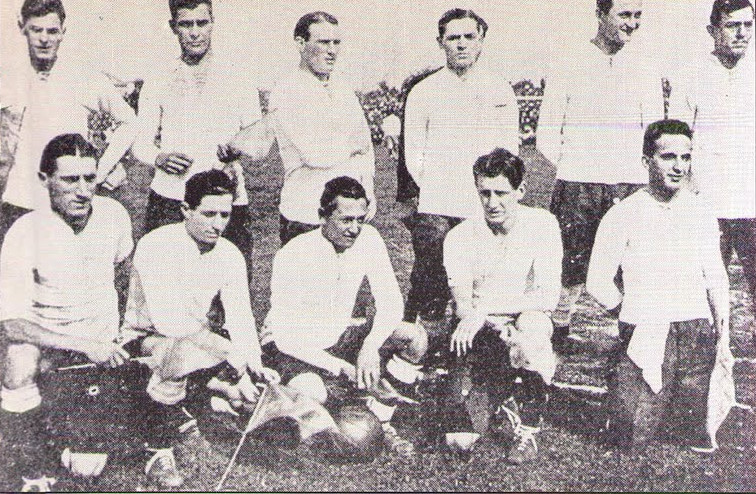
Equipo de Argentina campeón del Sudamericano de 1921.

En 1916, Argentina celebró el primer torneo organizado por Conmebol, el Campeonato Sudamericano (la actual Copa América) disputado en Buenos Aires y Avellaneda y ganado por Uruguay, que junto con el anfitrión, Brasil y Chile fueron los únicos equipos que disputaron la competencia inaugural, jugada bajo el sistema de todos contra todos. Durante ese torneo Argentina jugó tres partidos, derrotando a Chile 6-0 y empatando con Brasil 1-1 y Uruguay 0-0, que se convirtieron en campeones por diferencia de goles. El equipo del último partido ante Uruguay fue: Isola, Díaz, Reyes, Martínez, Olazar, Badaracco, Heissinger, Ohaco, H.Hayes, E.Hayes y Perietti.
Argentina logró tres subcampeonatos en las primeras cuatro ediciones del torneo. En 1916, 1917 y 1920 fue segundo, detrás de Uruguay, mientras que en 1919 había sido tercera, quedando a tres puntos de diferencia del campeón, Brasil.
A partir de 1921 llegaron los primeros éxitos oficiales para Argentina, que ganó su primer título en el Campeonato Sudamericano de 1921, celebrado en Buenos Aires. El equipo ganó todos los partidos en disputa, derrotando a Brasil (1-0), Paraguay (3-0) y Uruguay (1-0) para obtener seis puntos, sin goles recibidos. Los jugadores notables de ese equipo fueron el guardameta Américo Tesoriere y el delantero Pedro Calomino. Julio Libonatti fue también el máximo goleador del torneo. En los años siguientes, Argentina fue cuarto en 1922 y subcampeón en 1923, 1924 y 1926.

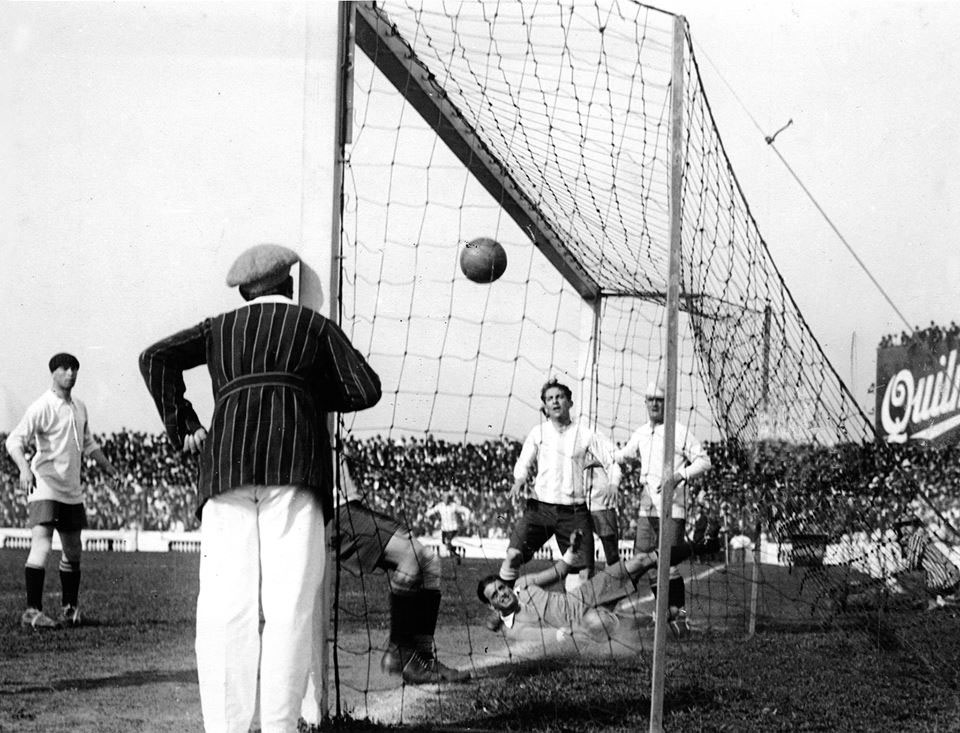
Onzari anota el gol olímpico ante Uruguay en 1924.

En 1924, Argentina jugó un partido amistoso contra Uruguay en el estadio de Sportivo Barracas. Cuando solo se habían jugado 15 minutos, el delantero Cesáreo Onzari anotó un gol desde un corner, sin que ningún otro jugador tocara la pelota antes de entrar en la meta. Debido al hecho de que Uruguay era el campeón olímpico, a esta obra se la llamó «gol olímpico», denominación que aún se sigue usando. El gol fue convalidado por primera vez, ya que la FIFA lo había aceptado recientemente. Según el periódico La Nación, 52 000 aficionados asistieron al juego que terminó con una victoria de la Argentina 2-1, donde el equipo uruguayo abandonó el campo faltando cuatro minutos por jugar. Los jugadores argentinos más tarde se quejaron del juego áspero de los uruguayos durante el partido, mientras que sus rivales también se quejaron de la agresividad de los espectadores locales, quienes le arrojaron botellas al final del partido.
En 1925, el Campeonato Sudamericano fue realizado por tercera vez en Argentina, y el local ganó su segundo título. El equipo jugó cuatro partidos y permaneció invicto una vez más, derrotando a Paraguay y Brasil dos veces cada uno, incluyendo la victoria 4-1 contra Brasil, con un triplete de Manuel Seoane.

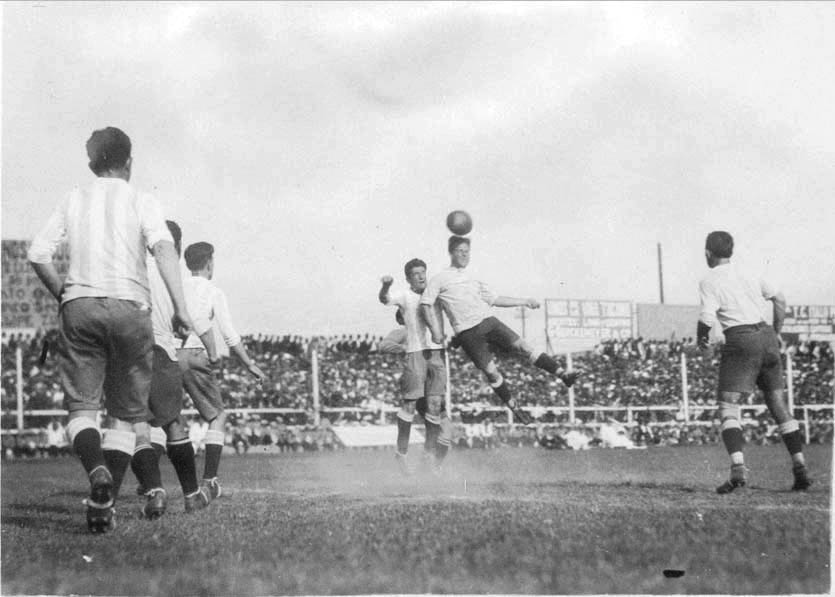
Argentina y en un partido del Campeonato Sudamericano 1927 que concluiría 3 a 2 para los albicelestes.

Argentina ganó otro título en 1927, al obtener el campeonato celebrado en Perú. El equipo hizo una gran campaña, terminando invicto con tres victorias sobre tres partidos jugados. Logró un gran triunfo sobre Bolivia por 7-1, luego superó a Uruguay por 3-2 y al equipo local por 5-1 en el último partido del torneo, que fue el tercero para Argentina.

#### Juegos Olímpicos de Ámsterdam 1928

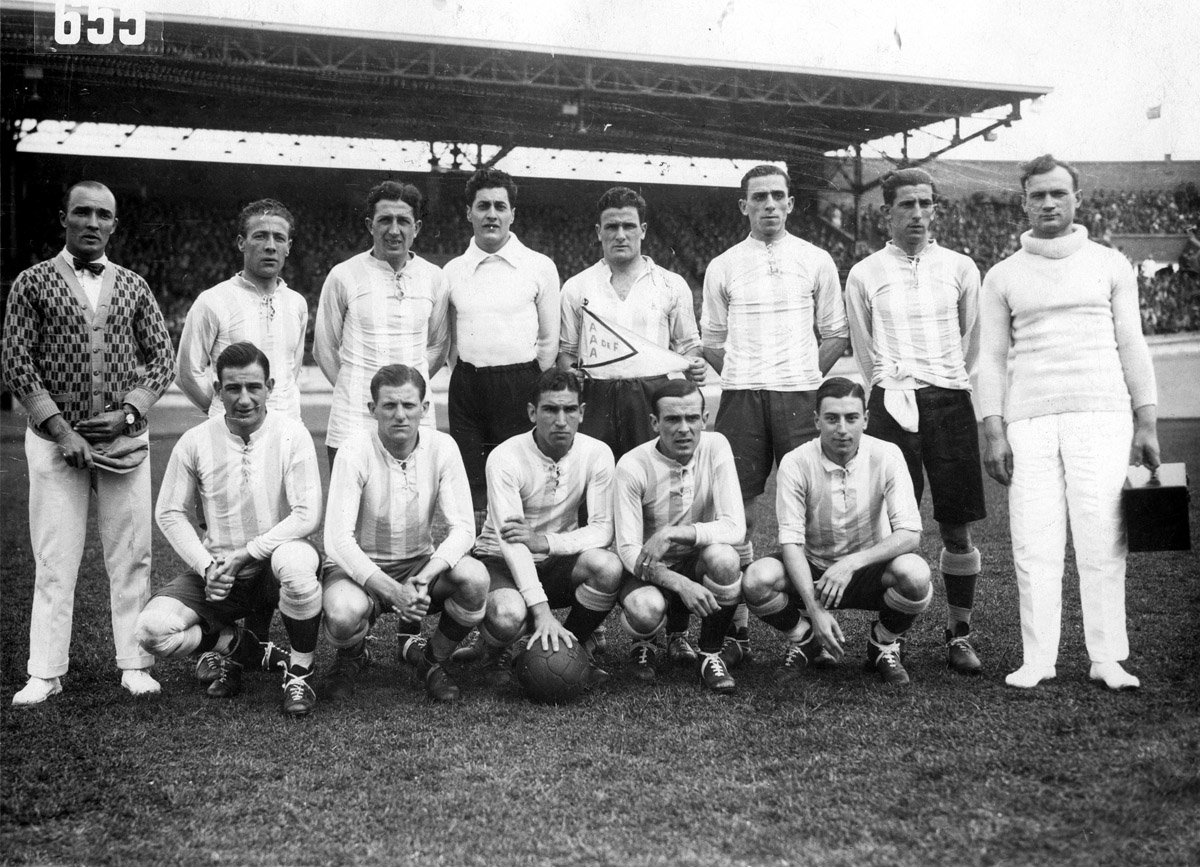
El equipo que disputó la final de los Juegos Olímpicos de 1928.

Tras ganar dos de los tres últimos campeonatos suudamericanos, Argentina llegaba a los Juegos Olímpicos de Ámsterdam 1928 como una de las selecciones favoritas para alzarse con el oro olímpico. El comienzo fue una goleada 11-2 ante Estados Unidos. Posteriormente, eliminó a Bélgica con un 6-3, y en semifinales derrotó a Egipto con un contundente 6-0. La final fue ante Uruguay, que venía de ser campeón en los Juegos Olímpicos de París 1924. Luego de empatar 1-1, se disputó un partido de desempate. Finalmente, los uruguayos ganaron por 2-1 y Argentina obtuvo la medalla de plata, con jugadores como Juan Evaristo, Luis Monti, Roberto Cherro, Domingo Tarasconi y Adolfo Zumelzú.

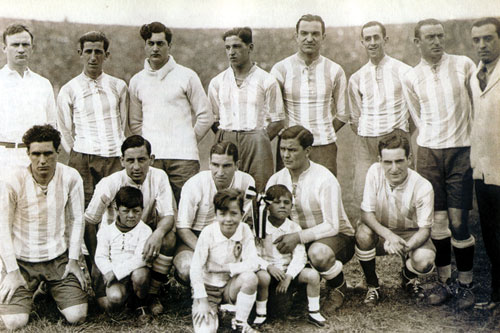
Equipo de Argentina ganador del Campeonato Sudamericano 1929.

Al equipo olímpico se sumaron Mario Evaristo y Manuel Ferreira y, en 1929, Argentina ganó su cuarto Sudamericano como anfitrión del torneo, terminando invicto una vez más, al derrotar a todos sus rivales: Perú (3-0), Paraguay (4-1) y Uruguay (2-0), en el último partido jugado en el estadio El Gasómetro, de Buenos Aires. La mayoría de los jugadores que formaron parte del equipo jugarían para Argentina en la primera Copa Mundial organizada por la FIFA un año más tarde.

#### Mundial de Uruguay de 1930

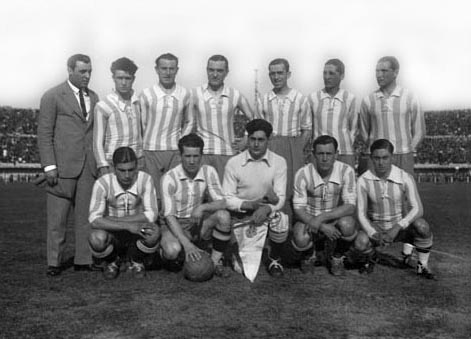
Equipo argentino en el partido ante México en el Mundial de 1930.

Un año después, llegó la Copa Mundial de 1930 en Uruguay, la primeriza edición disputada en Sudamérica.
En la primera fase del torneo, quedó agrupada en el Grupo 1 junto a Francia, México y Chile. La Albiceleste debutó con un triunfo contra Les Bleus por 1-0 con gol de Luis Monti. En el segundo duelo, vence a La Tricolor por 6-3 con un triplete de Guillermo Stabile, doblete de Adolfo Zumelzú, y un único gol de Francisco Varallo. En el último duelo, Argentina se impuso 3-1 a La Roja con un rápido doblete de Guillermo Stabile, y un solitario tanto de Mario Evaristo. Con puntaje perfecto, avanzó a semifinales, allí se enfrentó a Estados Unidos derrotando 6-1, avanzando a la final de la Copa del Mundo por primera vez en la historia.
Así consiguieron alcanzar la final, en el Estadio Centenario de Montevideo, en el cual fueron vencidos por los anfitriones, Uruguay. Los locales se adelantaron con un gol de Pablo Dorado, pero el equipo argentino se rehízo con goles de Carlos Peucelle y Guillermo Stabile finalizando el primer tiempo con una victoria parcial 1-2. En el tiempo complementario, tres tantos le bastó a Uruguay para dar vuelta la serie, José Cea, Victoriano Iriarte y Héctor Castro artífices de la remontada uruguaya que terminó en un 4-2 definitivo. El argentino Guillermo Stábile fue el máximo goleador del torneo con ocho tantos.

### Luces y sombras (1930-1974)

#### Ausencia en mundiales y claro dominio continental en la Copa América

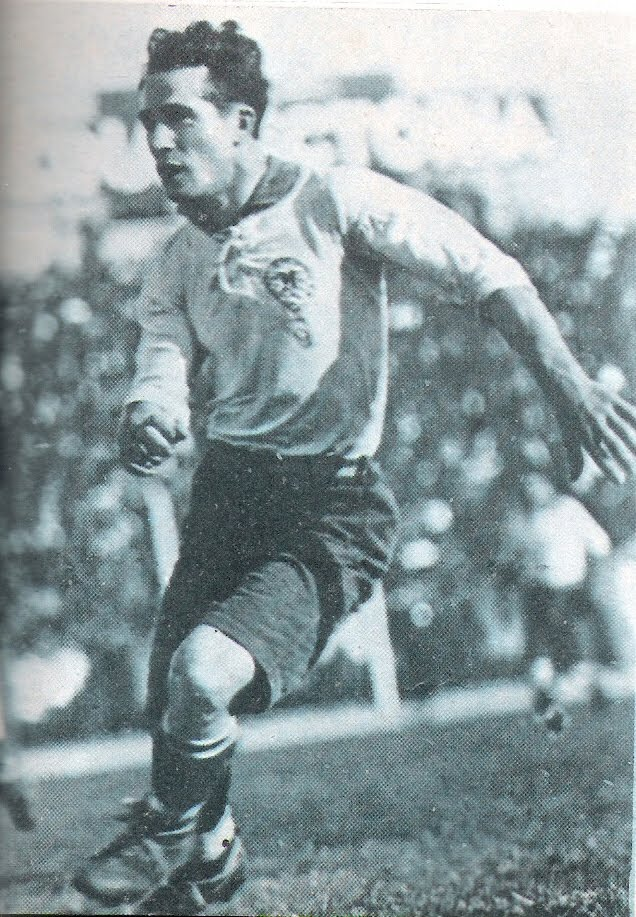
Guillermo Stábile, máximo goleador del mundial de 1930 donde salió subcampeón, dirigió al seleccionado entre 1939 y 1958, siendo el técnico con más títulos en la historia del seleccionado argentino con 6 Copas América y un Campeonato Panamericano.

A partir de allí comenzaría un período de ausencia de Argentina en las Copas del Mundo por desacertadas políticas de manejo deportivo en las cuales intervenían los gobiernos de turno. Tras participar en la Copa Mundial de 1934 en Italia con un equipo de segunda línea y quedar rápidamente eliminada en primera fase por Suecia 3-2, Argentina recién volvería a un Mundial en 1958 tras desistir de participar por decisiones políticas en 1938, 1950 y 1954.
Argentina no participó en los Mundiales de Francia 1938, la última antes de la Segunda Guerra Mundial, y Suiza 1954 argumentando que debía alternarse la organización de la copa entre sudamericanos y europeos. La primera Copa del Mundo después de la guerra fue la Copa Mundial de 1950 celebrado en Brasil, pero Argentina no asistió debido a un conflicto en 1948 con la Confederación Brasileña de Fútbol porque no permitió que un equipo brasilero y otro argentino disputasen un amistoso en Chile, a la que se sumó una huelga de jugadores y el éxodo de sus principales figuras como Alfredo Di Stéfano al fútbol de Colombia. Esto también provocó que Argentina no participase en la Copa América de 1949 organizada por Brasil, mientras que por problemas económicos no pudo hacerlo en 1939 y 1953.
Aun así, Argentina se convirtió en una potencia regional al obtener las consagraciones en las Copas América obtenidas en 1937 (bajo la dirección técnica de Manuel Seoane), y en 1941, 1945, 1946, 1947, 1955, y 1957 (bajo la conducción de Guillermo Stábile) a las que se sumaron dos subcampeonatos en 1935 y 1942, y el tercer puesto en 1956.
En 1951, Argentina jugó contra Inglaterra por primera vez y fueron derrotados 2–1 en el Estadio de Wembley. Un segundo partido se jugó en Buenos Aires el 14 de junio de 1953, donde Argentina ganó 3–1, y el partido causó grandes repercusiones en el país.

#### Los carasucias de 1957 y el desastre de Suecia 1958

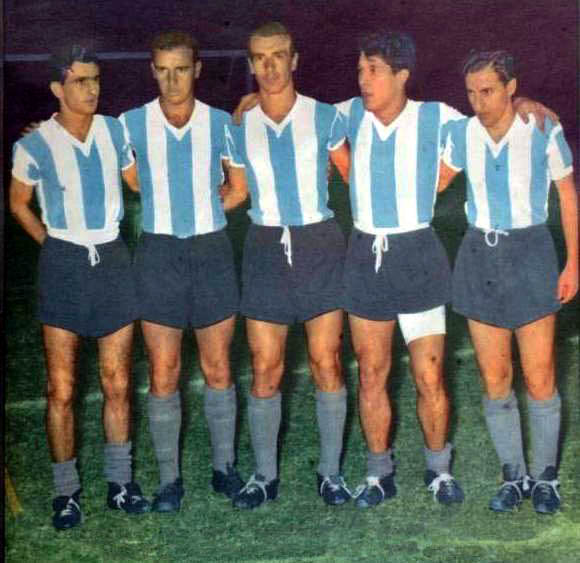
Los Carasucias, en la Copa América de 1957: Corbatta, Maschio, Angelillo, Sívori y Cruz.

El equipo argentino participante en la Copa América de 1957 es probablemente el más recordado de esos años debido a sus jugadores expertos y el estilo exquisito de juego demostrado en el campo. Argentina ganó a Colombia (8-2), Ecuador (3-0), Uruguay (4-0), Chile (6-2) y Brasil (3-0). El equipo fue derrotado por Perú en el último partido, pero ganó el torneo debido a que acabó primero en su grupo. La línea de ataque, formada por Oreste Corbatta, Humberto Maschio, Antonio Angelillo, Omar Sívori y Osvaldo Cruz, fue ampliamente elogiado por entonces, siendo todavía recordado por los medios de comunicación y los aficionados al fútbol. Maschio fue el máximo goleador con 9 tantos.
Argentina regresó a un mundial después de 24 años, más precisamente a la de 1958 celebrada en Suecia. El equipo sufrió la ausencia de Maschio, Angelillo y Sívori (jugando en la Serie A pero no convocado por Stábile para el torneo), que había realizado actuaciones excepcionales en Lima un año antes. Aunque el equipo se formó con jugadores valiosos, los títulos obtenidos anteriormente hicieron pensar que no sería necesaria una gran preparación para disputar el Mundial. La situación financiera de los clubes hicieron que el gran equipo que ganó la Copa América de 1957 en Lima se desarmara rápidamente, ya que los principales jugadores fueron transferidos a Europa, y en segundo lugar porque no hubo demasiados enfrentamientos con equipos europeos previo a la competencia mundial: solo en 1956 se jugó con Checoslovaquia e Italia en Buenos Aires, mientras que el resto, fueron amistosos con los vecinos del continente. Los dirigentes y cuerpo técnico conocían poco del fútbol europeo, y la falta de experiencia frente a las selecciones europeas se evidenció una vez finalizado el torneo.
Argentina perdió ante Alemania Federal 3-1 en el primer partido y ganó a Irlanda del Norte 3-1 en su segunda presentación. Aunque, Argentina fue finalmente eliminada tras caer 6-1 ante Checoslovaquia, una de las peores derrotas de un equipo nacional en una Copa del Mundo. El mal desempeño se hizo conocido como el desastre de Suecia. Después, en Buenos Aires, diez mil personas los esperaban en el Aeropuerto Internacional de Ezeiza para insultarlos.

#### Una pequeña revancha
Al año siguiente de aquel fracaso mundialista, llegó una pequeña revancha: el Brasil de Pelé, Zagallo, Didí, Vavá, Nilton Santos, y otras tantas estrellas que venía de ser Campeón del Mundo en Suecia 1958 disputó el Campeonato Sudamericano de 1959 en Argentina con todos sus titulares. La última fecha definiría el título entre argentinos y brasileños, ya que ambos lideraban las posiciones con 10 y 9 puntos respectivamente. Ante unas 85 mil personas (con la capacidad desbordada) el 4 de abril en el Estadio de River Plate se jugó el último partido definitorio del torneo entre los grandes rivales sudamericanos. El partido finalizó 1-1, con gol de Pizzuti para Argentina y Pelé para Brasil. Así, con el empate final, el título quedó en manos de Argentina, que volvió a ganar una nueva Copa América ante su gente, lo cual le permitió alzarse con su duodécimo título continental. El equipo fue entrenado por un Triunvirato compuesto por Victorio Spinetto, José Della Torre y José Barreiro, sustituyendo a Guillermo Stábile tras sus 19 años de permanencia en la selección nacional. Argentina no ganaría una Copa América hasta 1991, cuando el equipo entrenado por Alfio Basile obtuvo el trofeo en Chile.
En 1959, José Manuel Moreno se convirtió en entrenador de Argentina, aunque no pasó mucho tiempo con el equipo. Bajo su coaching, Argentina disputó el Campeonato sudamericano en Ecuador, donde el equipo derrotó a Paraguay (4-2), empató con Ecuador (1-1), sufre una gran derrota a manos de Uruguay (5-0), aunque el equipo logró una gran victoria contra Brasil (4-1) con tres goles de José Sanfilippo en el último partido. Una vez finalizado el torneo extra, Moreno dejó su lugar y Guillermo Stábile comenzó su segundo período como entrenador del equipo nacional de Argentina.
Argentina consiguió su primer título interconfederativo al conquistar el Campeonato Panamericano de Fútbol de 1960, un torneo organizado por la Conmebol y la Concacaf, en un intento por unificar las dos confederaciones. Y aunque en los siguientes años no ganó la Copa América, siguió demostrando supremacía a nivel continental, pero no encontraba una adecuada organización interna como para plasmar ese potencial futbolístico en Copas del Mundo. Ese mismo año el equipo sufrió tres derrotas en Brasil: dos de ellas en la Copa Roca y la siguiente en la Copa Atlántica. Ese fue el último partido donde Argentina fue entrenada por Stábile en su segundo mandato, siendo sustituido por Victorio Spinetto.
En 1961, Argentina inició una gira por Europa, jugando contra Portugal (2-0), España (0-2), Italia (1-4), Checoslovaquia (3-3) y la Unión Soviética (0-0). Después de un corto período de tiempo entrenado por José D'Amico, Juan Carlos Lorenzo se hizo cargo del equipo. Argentina hizo un mal desempeño en la Copa Mundial de 1962 de Chile, encuadrada en el Grupo 4, junto a Bulgaria, Inglaterra y Hungría. El equipo argentino cosechó tan solo una victoria 2-0 ante los búlgaros, una derrota 3-1 frente a los ingleses y un 0-0 contra los húngaros en el último encuentro, para ser eliminado en la primera fase del torneo.

#### La Copa de las Naciones
En el Campeonato Sudamericano 1963, Argentina, siendo dirigido por Horacio Torres, terminó tercero en el torneo, aunque el equipo alcanzó importantes victorias sobre Brasil, Ecuador y Colombia, pero perdió en Bolivia y Perú. Ese mismo año, Argentina también fue derrotada por Brasil en la Copa Roca.

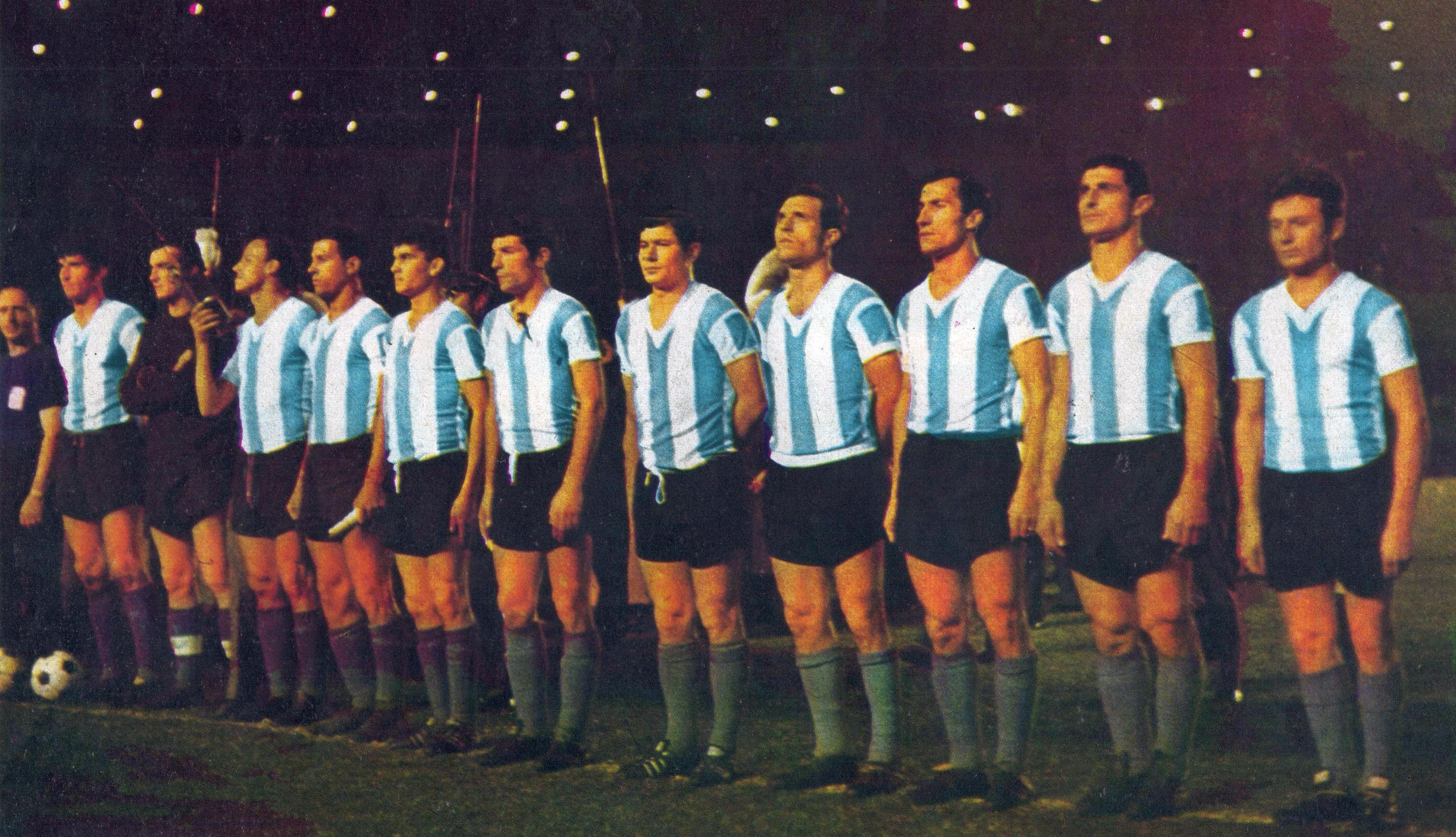
El equipo que ganó la Copa de las Naciones

En 1964, Argentina ganó la Copa de las Naciones, un torneo organizado por la Confederación Brasileña de Fútbol para conmemorar su 50 aniversario. Argentina participó en el campeonato con el debut de José María Minella como técnico, junto con Brasil Inglaterra y Portugal. Luego llamada "una pequeña Copa del Mundo", la Copa de las Naciones se considera "el primer gran título" ganado por Argentina. El equipo permaneció invicto ganando todos los partidos jugados, un 2-0 ante Portugal, un 1-0 a Inglaterra, y un gran 3-0 sobre Brasil, el organizador del evento. La victoria sobre Brasil fue muy elogiada por los medios de comunicación debido a que los brasileños no habían sido derrotados como locales desde el Maracanazo, en 1950. Argentina finalizó el torneo sin goles recibidos.

#### Mundial de Inglaterra de 1966
Argentina, todavía dirigida por José María Minella, clasificó para la Copa Mundial de 1966 celebrada en Inglaterra. Sin embargo, la AFA apostó a un cambio e inicialmente designó a Osvaldo Zubeldía como jefe del cuerpo técnico. Al poco tiempo, Juan Carlos Lorenzo se hizo cargo de la escuadra, comenzando su segunda experiencia en el equipo nacional. Argentina debutó en el Grupo 2, derrotando a España por 2-1, empatando contra Alemania Federal 0-0 y ganando contra Suiza por 2-0, avanzando hacia los cuartos de final donde allí se toparía con el anfitrión del torneo Inglaterra cayendo por 1-0.

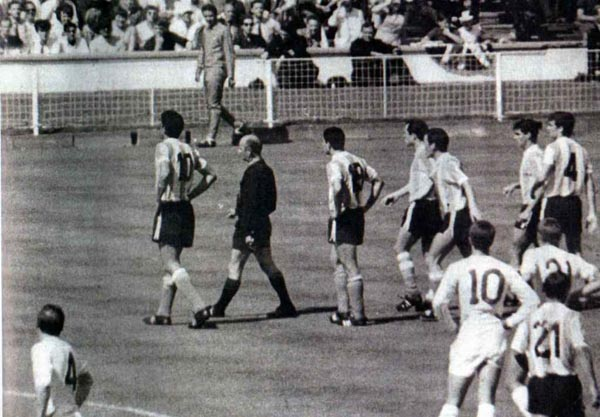
Antonio Rattín (#10) fue expulsado por el árbitro Kreitlein en el partido contra Inglaterra (1966).

Fue un partido polémico donde el mediocampista argentino Antonio Rattín fue expulsado por el árbitro alemán Rudolf Kreitlein acusando insultos, el fallo generó cierta suspicacia, más aún conociéndose de que el árbitro no hablaba el idioma español. Rattín estaba tan indignado con la decisión, creyendo que el árbitro era partidario de Inglaterra, que se negó a irse. Como una manera de mostrar su disgusto, se creó el mito (contado por el mismo Rattin) de que se sentó en la alfombra roja exclusivamente destinado a la Reina de Inglaterra (quien no había estado presente en dicho encuentro), aunque no hay ningún registro fílmico ni fotográfico de dicho momento. Finalmente, tuvo que ser escoltado del campo por dos policías y como una señal final de disgusto, arrugó el banderín británico del córner antes de ser escoltado fuera. Este incidente, y otros que rodean el mismo juego, comenzó la rivalidad duradera entre ambos equipos nacionales, aunque por otra parte, permitió la instauración de tarjetas amarillas y rojas en el fútbol, una solución ideada por la FIFA después de la chispa que activa el incidente. Argentina tuvo su primera "gran actuación" desde el mundial de Uruguay en 1930 y los jugadores fueron bien recibidos por una multitud en Ezeiza, mostrando una felicidad reforzada por el rumor del incidente con Rattín y la alfombra de la reina, donde el mismo Rattín más tarde dice que "no sabía dónde se había sentado".

#### La ausencia en México 1970
El siguiente paso para el equipo fue el Campeonato Sudamericano 1967, realizado por Uruguay. Argentina, dirigida por Jim Lópes, hizo una buena campaña, ganando cinco sobre seis partidos en disputa, siendo derrotado solo por el equipo anfitrión, quedando como segundo.
Durante 1967 y 1969, la Asociación del Fútbol Argentino nombró cinco entrenadores diferentes a la selección nacional: Carmelo Faraone (dirigió dos partidos), Renato Cesarini (5), José María Minella (8), Humberto Maschio (4) y Adolfo Pedernera (4). En esos años, Argentina jugó una serie de encuentros amistosos, la mayoría de ellos siendo equipos sudamericanos y unos pocos equipos europeos. En 1969, Argentina comenzó la clasificación para la Copa Mundial de 1970 dirigidos por Adolfo Pedernera. El equipo nacional compartió su grupo con Bolivia y Perú, cayendo derrotado en los dos primeros encuentros disputados como visitante. Aunque Argentina ganó el próximo partido (contra Bolivia, 1-0), el empate 2-2 contra Perú en el último partido (jugado en La Bombonera) permitió que el equipo peruano fuera uno de los representantes sudamericanos en la Copa del Mundo, eliminando a Argentina.
Hasta la fecha, esto sigue siendo la única vez que Argentina no ha podido clasificar para una Copa del Mundo. Este pésimo desempeño sigue siendo considerado como una de las mayores frustraciones de la Selección Argentina en su historia.

#### Mundial de Alemania de 1974
Después de la frustración de 1969, la AFA nombró a Juan José Pizzuti, que había ganado la Copa Intercontinental con Racing Club tres años antes, como entrenador de la selección nacional. Pizzuti dirigió durante tres años, en el que Argentina jugó varios juegos amistosos contra equipos sudamericanos, incluyendo el título de la Copa Roca 1971. En 1972, Argentina fue invitada a jugar la Copa Independencia de Brasil, donde el equipo no logró buenos resultados.

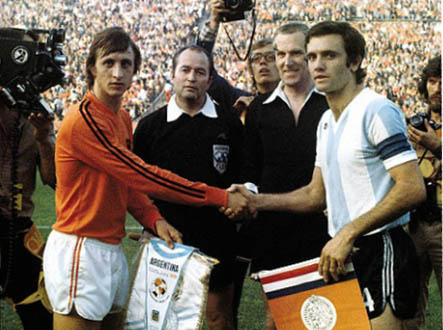
Roberto Perfumo con el capitán de la selección neerlandesa, Johan Cruyff.

Después de la Copa Independencia, Pizzuti fue sustituido por Omar Sívori, el jugador más notable de la Copa América 1957. La clasificación para la Copa Mundial de 1974 comenzó en septiembre de 1973, donde Argentina compartió su grupo con Bolivia y Paraguay. Bolivia solía jugar en La Paz, donde los jugadores argentinos sufrieron la falta de oxígeno y otros efectos causados por el mal de altura. Para evitar complicaciones, Sívori decide preparar un equipo para jugar en altitud. Siguiendo sus instrucciones, Miguel Ignomiriello, su número 2, llevó a muchos jugadores a Tilcara para que se aclimataran a la altitud.
Argentina ganó el partido 1-0. Ese equipo fue apodado la selección fantasma debido a la falta de organización existente en la AFA en ese momento, lo que significó que los medios de comunicación no pudieran obtener información sobre el equipo durante su permanencia en Tilcara. Años después, Mario Kempes reveló que los propios jugadores tenían que organizar algunos partidos amistosos para conseguir dinero para comprar comida porque la asociación se olvidó de ellos por completo. Argentina ganó los otros juegos contra Bolivia y Paraguay (4-0 y 3-1 respectivamente, ambos en Buenos Aires), finalmente clasificando para la Copa del Mundo.
Después de haber clasificado para la Copa Mundial de 1974, Omar Sívori dejó el cargo y fue sustituido por Vladislao Cap. Con un nuevo entrenador, una vez más, Argentina hizo un mal desempeño en un Mundial. Fueron derrotados por Polonia por 3-2, seguido por un empate 1-1 con Italia. En el último partido de la primera ronda, Argentina derrotó a Haití 4-1, logrando la clasificación a la segunda ronda, donde el equipo perdió ante los Países Bajos de Johan Cruyff por 4-0 y Brasil por 2-1, terminando con un empate 1-1 ante Alemania Democrática. Argentina terminó última en el grupo y octava en la tabla general.

### Era Menotti (1974-1982)

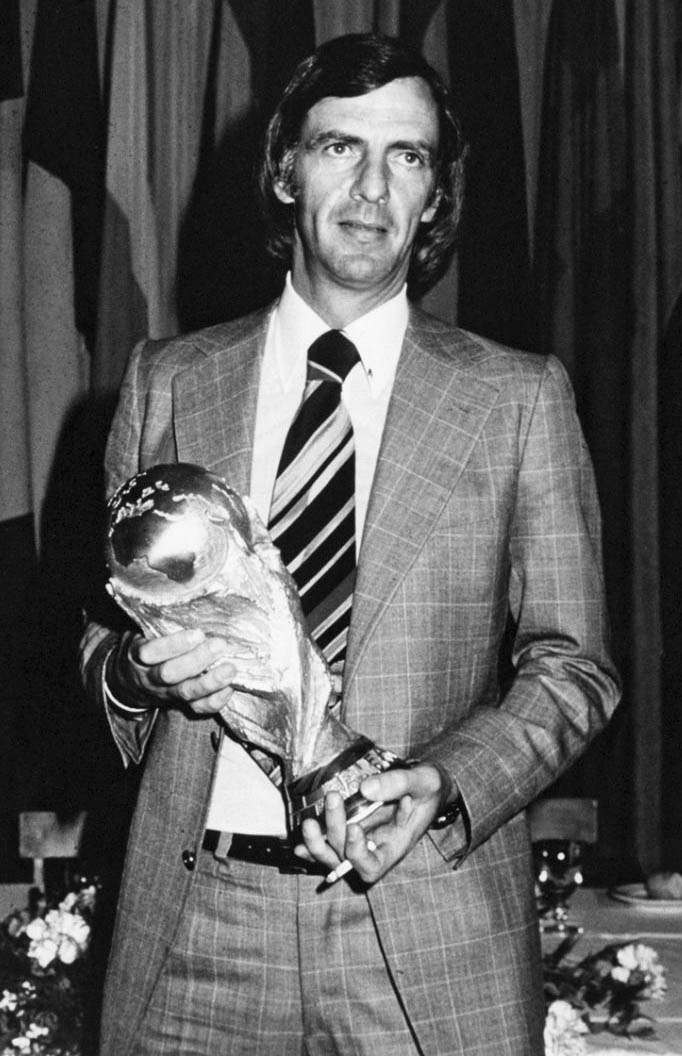
César Luis Menotti, DT de la Argentina que ganó la Copa del Mundo de 1978.

#### En busca de nuevos talentos
Tras el frustrante desempeño en Alemania 1974 y la designación de Argentina como sede de la Copa del Mundo de 1978 obligó a la AFA a realizar cambios en el fútbol argentino. David Bracuto fue nombrado Presidente de la AFA en 1974 y le ofreció a César Luis Menotti el cargo de entrenador, que Menotti aceptó bajo varias condiciones, entre ellas la condición de que los jugadores argentinos menores de 25 años no debían ser vendidos a clubes extranjeros. Menotti comenzó a recorrer y explorar todo el país, club por club, en busca de nuevos valores. Formó de esta manera un excelente plantel con figuras como Fillol, Passarella, Tarantini, Bertoni, Olguín, Luque, Valencia, Houseman, Ardiles y Kempes, entre otros grandes jugadores.
Menotti debutó el 12 de octubre de 1974 en un partido amistoso contra España. Argentina comenzó una larga preparación para la Copa Mundial de 1978 que se alojaría en la tierra natal por primera vez, disputando varios partidos y torneos amistosos. Durante esos años, Argentina jugó un total de 33 partidos. El año 1977 fue también el debut internacional de Diego Maradona, que jugó por primera vez a los 16 años contra Hungría. El partido se celebró en Buenos Aires con una gran victoria para el seleccionado albiceleste por 5-1.
Argentina también jugó la edición de la Copa América 1975, donde por primera vez no tenía una sede fija. Todos los partidos fueron jugados en cada país a través del torneo. Argentina debutó goleando a Venezuela (5-1 y 11-0) pero perdió ante Brasil en los dos partidos siguientes (2-1 y 1-0), por lo que la verdeamarela clasificó a la siguiente etapa y el equipo fue eliminado.
En 1978, comenzaron los preparativos finales para la Copa del Mundo, jugando varios partidos contra equipos sudamericanos y europeos. Aunque Diego Maradona era considerado uno de los mejores jugadores del mundo, Menotti no lo incluyó en la lista definitiva para el torneo. Algunas fuentes afirman que la Junta Militar que gobernaba al país en ese entonces indujo a Menotti para incluir al centrocampista de River Plate, Norberto Alonso, en lugar de Maradona, y que Menotti casi sin duda sabía que el prodigioso talento de 17 años de edad no sería capaz de manejar la inmensa presión y atención en el mayor evento deportivo de la historia argentina. Sin embargo, otros periodistas afirman que había demasiados mediocampistas ofensivos.

#### Mundial de Argentina de 1978: campeón del mundo en casa

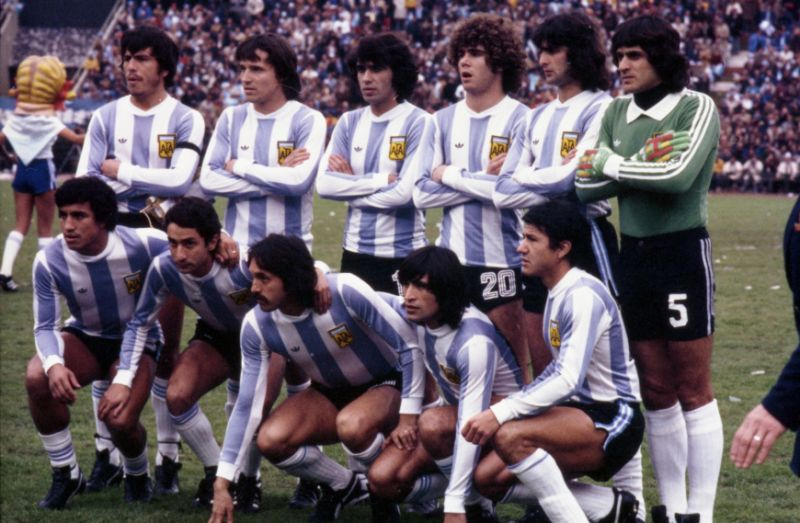
Argentina en su primer partido, ante Hungría

Argentina ingresó directamente al Grupo 1 de la Copa Mundial de 1978 como sede organizadora de la misma, acompañado por Francia, Italia y Hungría. En la primera fase disputó sus choques en el Estadio Monumental. En su debut, derrotó 2-1 a Hungría con aciertos de Leopoldo Luque y de Daniel Bertoni, ante un inútil descuento de Károly Csapó. Frente a Francia se repetiría el mismo marcador gracias a los goles de Daniel Passarella y de Leopoldo Luque que hacían insuficiente el tanto francés de Michel Platini. Una posterior derrota ante Italia por 0-1 no imposibilitó la clasificación y accedió como segunda de grupo a la siguiente fase del torneo. Allí esperaría un difícil grupo, compartido con Brasil, Polonia y Perú, de este grupo saldría uno de los finalistas.
Tras una victoria 2-0 frente a Polonia, gracias a un doblete de Mario Kempes, y un empate 0-0 ante Brasil, requería de un apabullante resultado contra la eliminada Perú, y dado el caso que sea por una diferencia de cuatro tantos. La Albiceleste hizo lo suyo y superó a Perú por un aplastante 6-0 con anotaciones de Alberto Tarantini, René Houseman, y dos tantos de Mario Kempes y de Leopoldo Luque. De esta manera, Argentina sumó 5 puntos, los mismos que Brasil pero con mayor diferencia de gol, ya que Argentina consiguió anotar (+8), y Brasil (+5), razón por la cual clasificó a su segunda final de Copa del Mundo.

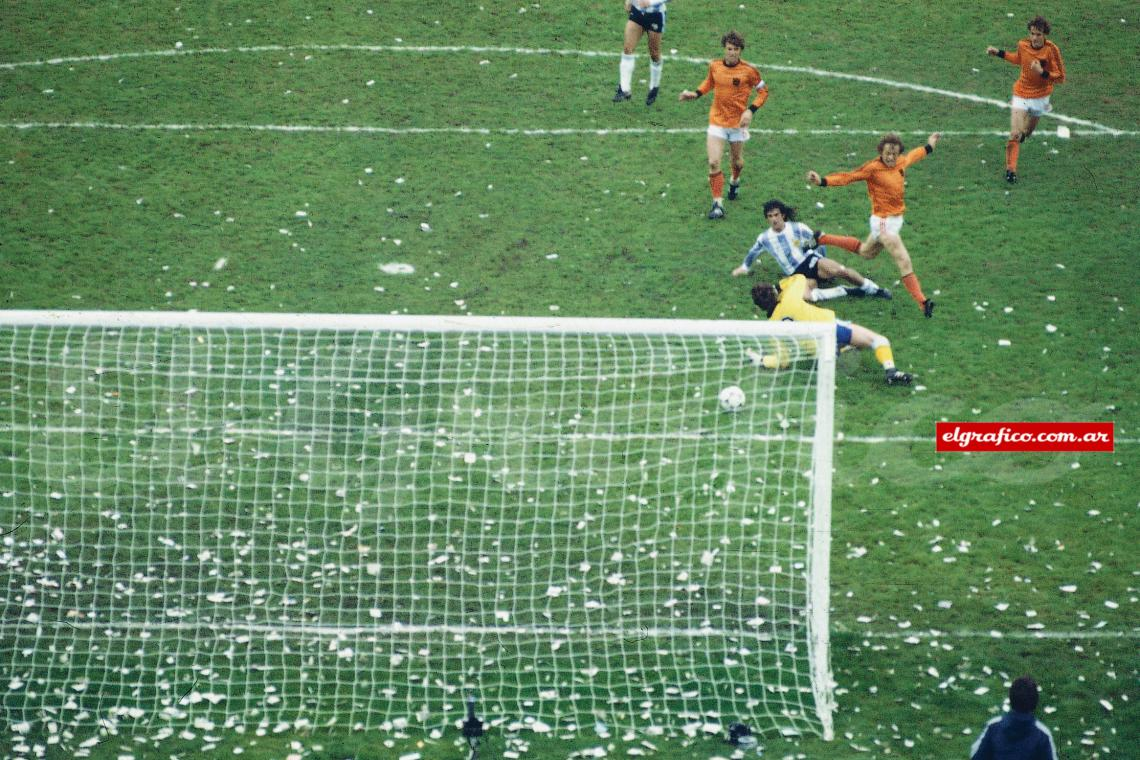
Mario Kempes anota el primer gol del partido

El partido decisivo ante los Países Bajos fue disputado en el Estadio Monumental de Buenos Aires ante 71.000 espectadores que colmaron las gradas. Mario Kempes adelantaría a la Albiceleste en el minuto 38, pero a pocos minutos del silbatazo final, la Orange Team empataría el cotejo por medio de Dick Nanninga en el minuto 82. Tras los noventa minutos reglamentarios (Rob Rensenbrink estuvo cerca de darle el título a los Países Bajos en el último minuto pero su remate se estrelló en el poste), el partido acudió a la prórroga, y una vez más, Mario Kempes marcó otro tanto en el minuto 105, y luego Daniel Bertoni agregó otro gol en el minuto 115 que selló la victoria 3-1 para la Argentina, y su primer título mundial en la historia. Mario Kempes pieza clave del equipo, terminó goleador del torneo con seis goles. Así, Argentina cortaba una racha de 18 años sin la obtención de un título oficial en su selección absoluta, ya que el último logró albiceleste de esa índole había sido en el Campeonato Panamericano de 1960.
Plantel campeón del Mundial 1978
| - Arqueros: 3 Héctor Baley, 5 Ubaldo Fillol, 13 Ricardo La Volpe. - Defensas: 6 Américo Gallego, 7 Luis Galván, 11 Daniel Killer, 15 Jorge Olguín, 17 Miguel Oviedo, 18 Rubén Pagnanini, 19 Daniel Passarella, 20 Alberto Tarantini. - Mediocampistas: 1 Norberto Alonso, 2 Osvaldo Ardiles, 8 Rubén Galván, 12 Omar Larrosa, 16 Oscar Ortiz, 21 José Valencia, 22 Ricardo Villa. - Delanteros: 4 Daniel Bertoni, 9 René Houseman, 10 Mario Kempes, 14 Leopoldo Luque - Entrenador: César Luis Menotti. |

#### Después del éxito
Después del éxito de la Copa del Mundo, César Luis Menotti continuó como entrenador, y Argentina jugó un partido amistoso como preparación para la Copa América 1979. Maradona anotó su primer gol en la selección absoluta contra Escocia en Glasgow, donde Argentina ganó por 3-1. En 1979, Argentina disputó una nueva edición del mencionado certamen regional, donde compartió grupo con Brasil y Bolivia, los cuales derrotaron a Argentina por 2-1 en la primera fecha. No obstante, Argentina ganó el segundo partido frente a Bolivia 3-0, pero empató con Brasil 2-2 en el último partido y fue eliminado de la competición.
El punto culminante fue la Copa Mundial de Fútbol Juvenil de 1979 obtenida por el equipo sub-20 en Tokio. El equipo, también entrenado por Menotti, ganó el torneo con Diego Maradona y Ramón Díaz como los líderes y los jugadores más destacados de la escuadra. El torneo fue también el primer campeonato oficial que jugó Maradona en un equipo nacional.
Debido a que Argentina no necesitaba clasificarse para la próxima Copa del Mundo por ser el campeón vigente, el equipo nacional jugó una serie de partidos como preparación para la competición. En 1980, no hubo torneos oficiales por lo que el equipo recorrió Europa y también organizó juegos amistosos en algunas de las ciudades más importantes de Argentina como Mar del Plata, Córdoba y Mendoza. Argentina participó en el Mundialito, un torneo auspiciado por Uruguay en conmemoración del quincuagésimo aniversario del primer torneo de la Copa del Mundo, donde el equipo derrotó a Alemania Federal 2-1 y empató con Brasil 1-1, igualó en puntos con este último pero con menor diferencia de gol, motivo para ser eliminado en la primera fase.

#### Mundial de España de 1982

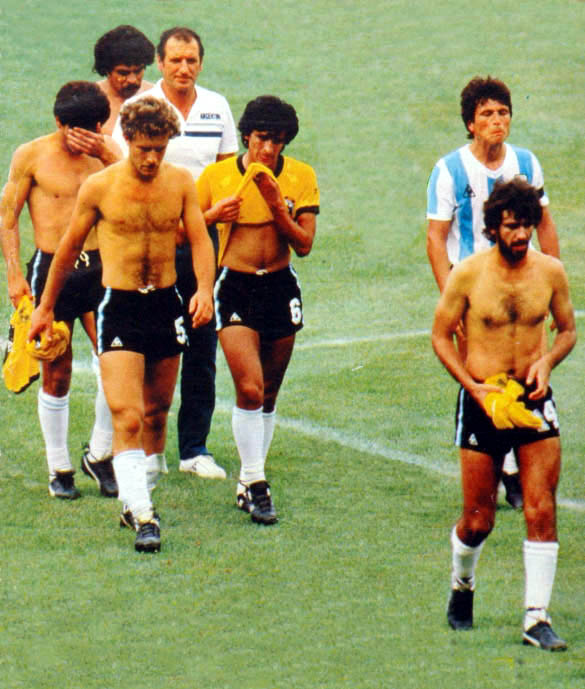
Jugadores argentinos tras la derrota frente a Brasil

En 1982, el seleccionado argentino viajó a España para participar en el Mundial 1982, mientras que Argentina luchaba en la guerra de las Malvinas con el Reino Unido después de la recuperación de las Islas Malvinas, ordenada por el presidente de facto, Leopoldo Galtieri, el 2 de abril.
La alineación se basó en el equipo de 1978, con la incorporación de Diego Maradona (que había ganado un título nacional jugando en un nivel alto) y Ramón Díaz, que junto a Maradona había salido campeón con la sub-20. El equipo llegó a España como un gran favorito para ganar la Copa. No obstante, debutó con una derrota 1-0 ante Bélgica en Barcelona. Había tensiones internas dentro del campo entre los jugadores más viejos y más jóvenes, y esto causó problemas. Sin embargo, el equipo se recuperó al derrotar a Hungría (4-1) y El Salvador (2-0), logrando la clasificación para la siguiente etapa. En la segunda ronda, Argentina compartió grupo con Italia y Brasil, siendo derrotado por ambos (1-2 y 1-3) y eliminado del campeonato. Maradona no pudo mostrar sus habilidades durante el torneo, sufriendo el duro juego de los rivales (especialmente el de Claudio Gentile en el partido con Italia). Finalmente, sería expulsado por el árbitro después de patear al jugador brasileño Batista en la ingle. Otros jugadores que estuvieron fueron Juan Barbas, Gabriel Calderón (del equipo ganador del campeonato juvenil), Patricio Hernández, Julio Olarticoechea, Enzo Trossero y Jorge Valdano.
El fracaso en la Copa del Mundo causó que Menotti dejara su puesto. A pesar de las malas actuaciones, el equipo nacional alcanzó dos títulos mundiales (mayor y sub-20) durante los nueve años de Menotti como director técnico. Esa fue la primera vez que Argentina planeó y llevó a cabo un trabajo a largo plazo con objetivos claros y serios.

### Era Bilardo (1982-1990)

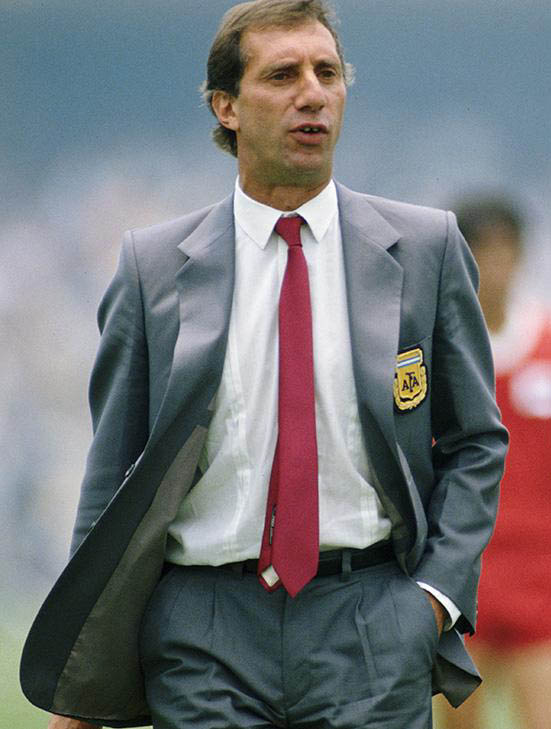
Carlos Salvador Bilardo, el DT de la selección argentina ganadora de la Copa del Mundo de 1986.

#### Camino a México
Para sustituir a Menotti, la AFA elige a Carlos Salvador Bilardo, que había ganado el Metropolitano 1982 con Estudiantes de La Plata. Bilardo era famoso por su perfeccionismo y obsesión con la táctica y la estrategia del juego, que llamó la atención tanto de seguidores como críticos. La era de Bilardo comenzó en mayo de 1983 con un empate 2-2 con Chile en Santiago. Poco después Argentina disputó la Copa América 1983, el primer torneo oficial con Bilardo. El equipo fue eliminado en la primera ronda con tres empates (un 2-2 de local y de visitante ante Ecuador; y un 0-0 contra Brasil de visitante), y una victoria (1-0 ante Brasil de local).
El plantel fue formado por futbolistas exclusivamente de la Primera División de Argentina, siendo algunos de ellos los arqueros Ubaldo Fillol y Nery Pumpido, los defensores Néstor Clausen, José Luis Brown, Enzo Trossero, Julio Olarticoechea y Roberto Mouzo; los mediocampistas Claudio Marangoni, Jorge Burruchaga, Alejandro Sabella y José Daniel Ponce; y los delanteros Ricardo Gareca y Alberto Márcico.
Después de la Copa América, Argentina viajó a Calcuta para jugar la Copa Nehru, y luego jugó una serie de amistosos antes de las eliminatorias a la Copa Mundial de 1986 en México. El equipo hizo una gira exitosa en Europa donde ganó los tres partidos jugados, incluyendo un 3-1 contra Alemania Federal en Düsseldorf. En mayo de 1985, Argentina jugó su primer partido de eliminatorias contra Venezuela, ganando 3-2 de visitante. Argentina ganó tres partidos consecutivos, a Colombia (3-1 en Bogotá; y 1-0 en casa) y Venezuela (3-0 de local), pero perdió ante Perú (1-0 en Lima) en un partido, donde el centrocampista peruano Luis Reyna marcó a Maradona al límite del reglamento. Para finalizar, Argentina se enfrentó en el último partido de las eliminatorias contra Perú en Buenos Aires. El equipo visitante ganaba 2-1 clasificando para México, pero en los últimos minutos del partido, una recordada jugada de Daniel Passarella finalizó con el tanto de Ricardo Gareca que señaló el 2-2 definitivo, y que le permitió a Argentina ser uno de los cuatro representantes sudamericanos en México.
A pesar de que dirigió al equipo a una nueva clasificación para una Copa del Mundo, Bilardo fue criticado por los medios de comunicación que se centraron en el bajo nivel del equipo durante el proceso. Algunos periodistas también acusaron a Bilardo de jugar defensivamente, dejando atrás el histórico hito argentino de pases cortos y regates. Clarín, el diario más leído del país, fue uno de los opositores más duros del DT, y el propio Bilardo declaró que Clarín llamó al presidente de la AFA, Julio Grondona, para pedirle que despidiera al entrenador.
Antes de la Copa del Mundo, Argentina hizo una gira por Europa, perdiendo con Francia (uno de los favoritos para ganar la Copa) y Noruega, pero derrotando a Israel por 7-2.

#### Mundial de México de 1986: La consagración de Maradona

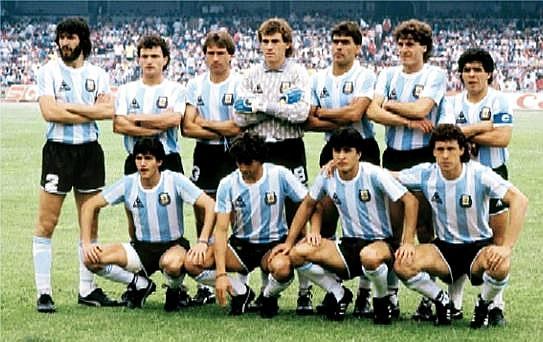
Argentina antes del juego contra Corea en México 1986. Arriba: Batista, Cuciuffo, Garré, Pumpido, Brown, Ruggeri y Maradona. Abajo: Burruchaga, Giusti, Borghi y Valdano.

Argentina entró en la Copa Mundial de 1986 de México con la esperanza puesta casi exclusivamente en su máxima estrella de ese momento, Diego Maradona. Fue asignada en el Grupo A, junto a Italia, Bulgaria, y Corea del Sur. Hubo cierta lucha entre Maradona y Passarella, debido a que la capitanía del equipo fue traspasada de Passarella a Diego por orden de Carlos Bilardo. Finalmente, Daniel Passarella quedó fuera de la nómina por una gastroenteritis, observada siempre con desconfianza (se llegó a decir que la había provocado Bilardo, que es médico, con un laxante para quitarlo del equipo).
En su debut en la primera fase, Argentina superó 3-1 a Corea del Sur, con el duplicado tanto de Jorge Valdano y el único de Oscar Ruggeri. Ante la recia Italia, el inicial tanto por vía del penal de Alessandro Altobelli fue igualado por Diego Maradona, partido que acabaría empatado 1-1. En el último compromiso selló la clasificación a la siguiente ronda tras triunfar 2-0 ante Bulgaria con goles de Jorge Valdano y de Jorge Burruchaga.

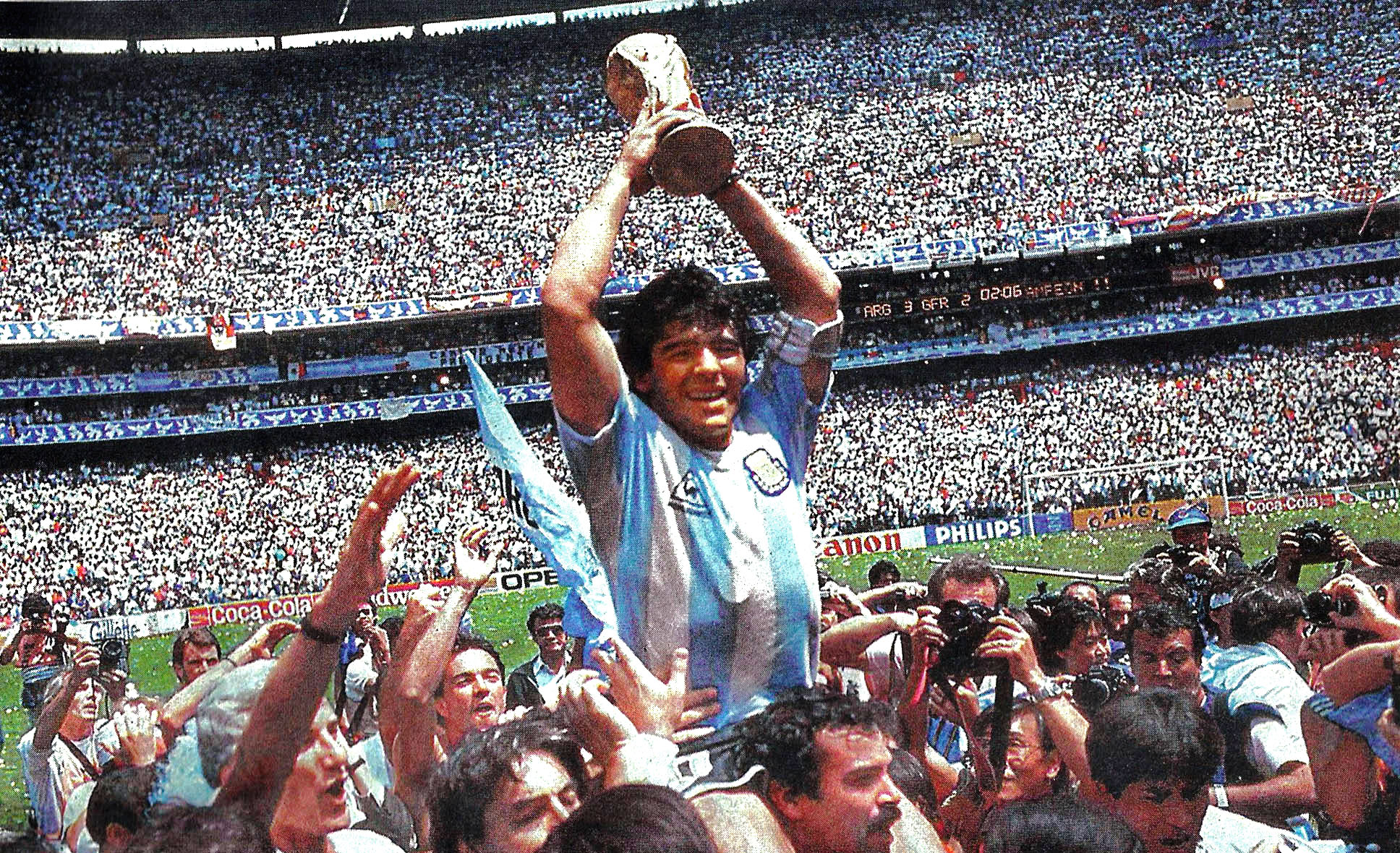
Diego Maradona alzando el trofeo en el Estadio Azteca de la Ciudad de México.

En los octavos de final, el choque frente a Uruguay, depararía otra victoria argentina, que vencería 1-0 con el tanto de Pedro Pasculli. En los cuartos de final, se enfrentó ante Inglaterra, aquí Diego Maradona anotó dos famosos goles, «La Mano de Dios» y el «Gol del Siglo», que contrarrestó al tanto inglés de Gary Lineker. En las semifinales, Argentina derrotó a Bélgica 2-0 tras un nuevo doblete de Diego Maradona para avanzar a su tercera final de Copa del Mundo.
La final fue albergada en el Estadio Azteca ante Alemania Federal. José Luis Brown abrió la cuenta a los 23 minutos, y en el minuto 55, Jorge Valdano ponía el marcador 2-0. Sin embargo, la Albiceleste se relajó y el equipo de Alemania Federal lograba empatar a balón parado. En el minuto 74, Karl-Heinz Rummenigge anotaba el 2-1 y en el minuto 80, Rudi Völler igualaba el marcador. Tres minutos más tarde, Diego Maradona rodeado de adversarios, filtra un magistral pase a Jorge Burruchaga quien marcó el definitivo 3-2, adjudicándose así Argentina su segundo título mundial. Se sacaron seis tarjetas amarillas en este partido, lo que fue una cifra récord hasta la final de 2010.
Argentina permaneció invicto en el torneo, ganando cinco sobre seis partidos en disputa. Maradona jugó a un nivel superlativo, como lo había hecho en el Mundial sub-20 de 1979 liderando a la Argentina al título. Maradona también fue el goleador del equipo con cinco goles, además de ganar la Bota de Oro como el mejor jugador del torneo. El equipo en la final fue: el arquero Nery Pumpido; los defensores José Luis Brown, José Luis Cuciuffo, Oscar Ruggeri; los mediocampistas Julio Olarticoechea; Ricardo Giusti, Sergio Batista, Héctor Enrique, Jorge Burruchaga; y los delanteros Diego Maradona, Jorge Valdano.
Plantel campeón del Mundial 1986
| - Arqueros: 15 Luis Islas, 18 Nery Pumpido, 22 Héctor Zelada. - Defensas: 5 José Luis Brown, 6 Daniel Passarella, 8 Néstor Clausen, 9 José Luis Cuciuffo, 13 Oscar Garré, 19 Oscar Ruggeri. - Mediocampistas: 2 Sergio Batista, 3 Ricardo Bochini, 4 Claudio Borghi, 7 Jorge Burruchaga, 10 Diego Maradona, 12 Héctor Enrique, 14 Ricardo Giusti, 16 Julio Olarticoechea, 20 Carlos Tapia, 21 Marcelo Trobbiani. - Delanteros: 1 Sergio Omar Almirón, 11 Jorge Valdano, 17 Pedro Pasculli. - Entrenador: Carlos Salvador Bilardo. |

Después de ganar la Copa del Mundo, Argentina no disputó un partido hasta 1987, cuando llegó una nueva edición de la Copa América. El torneo cambió de formato, volviendo a un anfitrión único donde Argentina fue elegida local. Se formó un equipo argentino con una mezcla de jugadores de ligas europeas y locales, que debutó con un empate 1-1 contra Perú, luego venció a Ecuador 3-0, y en semifinales, perdió 1-0 ante un descansado Uruguay, por ser actual campeón, y que finalmente repetiría título. Por último, perdió con Colombia 2-1, quedando en el cuarto puesto. A finales de 1987, Argentina jugó un amistoso contra Alemania Federal ganando 1-0 en el Estadio José Amalfitani. En 1988, el equipo jugó la Copa de las Cuatro Naciones, perdiendo ante la Unión Soviética (4-2) y Alemania Federal (1-0). Argentina se dirigió inmediatamente a Australia para disputar la Copa de Oro del Bicentenario de Australia, donde el equipo no tuvo un buen desempeño, con una victoria frente a Arabia Saudita y una gran derrota ante el anfitrión (4-1).
De regreso a Argentina, el equipo comenzó su preparación para la Copa América 1989, celebrada en Brasil. Argentina clasificó a la segunda ronda tras vencer a Chile y Uruguay (ambos 1-0) y lograr dos empates con Ecuador y Bolivia (ambos 0-0). En la fase final, Argentina cayó derrotada ante Brasil y Uruguay (ambos 2-0) y solo empató con Paraguay (0-0). Quedó así tercera de su grupo sin ganar un partido y sin goles anotados en la ronda. Algunos jugadores del equipo fueron Pumpido, Brown, Ruggeri, Clausen, Cuciuffo, Burruchaga, Maradona, Enrique, Giusti (todos ellos campeones del mundo en 1986), Claudio Caniggia, Abel Balbo, Luis Islas, Roberto Sensini, Gabriel Calderón, Néstor Gorosito y Pedro Troglio.

#### Mundial de Italia de 1990: finalistas otra vez
Llegaba una nueva cita mundialista, a la que se presentaba como vigente campeón, la Copa Mundial de 1990 de Italia el equipo aún bajo la batuta de Carlos Bilardo. Previamente, el equipo jugó varios partidos sin buenos resultados, ganando solamente uno de los cinco juegos jugados (a Israel, elegido nuevamente para ser el último rival a contender antes del torneo, como en 1986, desde entonces considerado "cábala"). El delantero Jorge Valdano, uno de los jugadores más importantes durante la Copa del Mundo 1986, estaba retirado desde hacía dos años, pero recibió una oferta de Bilardo para integrar el plantel debido a la falta de delanteros eficaces. Esperanzado, entrenó arduamente para estar en buenas condiciones físicas para la Copa, pero el 5 de mayo, en Suiza, donde el equipo iba a jugar un partido un par de días después, se lastimó el tobillo izquierdo, por lo que Bilardo decidió no incluirlo en la lista definitiva de jugadores. Una vez consumada la desafectación, arreciaron las versiones: como Valdano y Maradona habían sondeado a jugadores de otras selecciones para pedir una distribución más equitativa de los ingresos del Mundial, se dijo que la FIFA había presionado, y también hubo comentarios de su negativa a contribuir para el viaje de barras a Italia. Valdano desmiente todo eso y asegura que fue exclusiva decisión del técnico, o como él mismo dijo: "Nadé a través del océano y me ahogué en la orilla."
En esta ocasión, el seleccionado albiceleste quedó encuadrado en el Grupo B, junto a Camerún, la Unión Soviética, y Rumania. Debutó en el partido inaugural en el Stadio di San Siro en Milán, siendo derrotado 1-0 por Camerún; Francois Omam-Biyik fue el artífice del único tanto. Este resultado causó una gran sorpresa en Argentina y en el mundo, dado que el conjunto africano era una selección desconocida por el ambiente futbolero, y Argentina era la vigente campeona del mundo. El partido estaría signado por la violencia por la cual los “leones indomables” ejercían sobre los jugadores argentinos, incluso terminando con dos jugadores expulsados. Tras ese revés, Argentina ganó su segundo partido contra la Unión Soviética por 2-0 (donde el arquero titular Nery Pumpido fue gravemente herido, siendo sustituido por Sergio Goycochea para el resto del torneo), y empató 1-1 con Rumania en el último encuentro de la primera ronda, ambos disputados en el Stadio San Paolo en Nápoles.
El equipo clasificó a la segunda ronda como mejor tercero, donde se enfrentó a su némesis Brasil en el Stadio delle Alpi en Turín. Durante la primera mitad, Brasil generó mucho más ocasiones que Argentina, con los delanteros Müller y Careca disparando repetidamente al arco, incluso estrellando pelotas en los postes pero sin poder convertir, Claudio Caniggia marcó un tanto que fue anulado incorrectamente por posición de adelanto, Argentina con Maradona en muy mal estado físico contrajo la ofensiva rival durante la primera mitad que terminó 0-0, con un público marcadamente hostil, y un clima tremendamente sofocante. En la segunda mitad, Brasil no fue tan persistente como lo había sido durante los primeros 45 minutos, por lo que Argentina aprovechó la situación. Restando solo nueve minutos de partido, Diego Maradona tomó el balón en el centro del campo, regateó a tres oponentes e hizo un pase preciso (con "caño" incluido a un jugador brasileño) a Claudio Caniggia, quien avanzó con la pelota y después de regatear al portero Claudio Taffarel, marcó el único gol del partido. Argentina ganó así 1-0, eliminando por primera vez a su archirrival en una Copa del Mundo. Ese partido sigue siendo considerado por los medios de comunicación y los hinchas como uno de los momentos más notables del seleccionado albiceleste.
En cuartos de final, en un encuentro disputado en el Stadio Artemio Franchi en Florencia, Argentina tuvo que pasar por la tanda de penaltis para superar a Yugoslavia (0-0 t.s. 3:2 pen) El arquero Sergio Goycochea se lució al detener los tiros de Dragan Stojković, Dragoljub Brnović y Faruk Hadžibegić. Del lado argentino, Diego Maradona y Pedro Troglio malograron el tiro, y por un momento, Argentina llegó a estar detrás de los yugoslavos, pero la excepcional actuación de Goycochea mantuvo a su país en el torneo.
Argentina avanzó entonces a semifinales, tocándole contra la anfitriona Italia en el Stadio San Paolo en Nápoles. El local era considerado el favorito a ganar el encuentro, pues su máxima estrella Salvatore Schillaci venía siendo el goleador del torneo (le concedieron la Bota de Oro y el Balón de Oro al final de la competición), mientras que Argentina tenía muchos jugadores mal físicamente, entre ellos Maradona (jugó con el tobillo izquierdo inflamado). Sin embargo, Argentina hizo su mejor actuación en la Copa del Mundo y el partido finalizó 1-1 después de los 90 minutos. Con cero goles en tiempo suplementario, el juego fue a tanda de penaltis, donde Goycoechea fue el héroe otra vez, deteniendo los disparos de Roberto Donadoni y Aldo Serena para enviar a Argentina a su cuarta final de Copa del Mundo.
La final, disputada en el Olímpico de Roma, fue jugada por segunda vez consecutiva por Argentina y Alemania Federal, en lo que fue una revancha de lo sucedido en 1986. El delantero Claudio Caniggia estaba suspendido para dicha final luego de recibir una tarjeta amarilla en la semifinal contra Italia. Alemania llegó al partido decisivo como el gran favorito, ya que el equipo había mostrado un estilo de juego preciso y eficaz, a diferencia de Argentina, que (con la excepción del encuentro con Italia) no había tenido buenas actuaciones anteriores. Además, los futbolistas germanos estaban en buenas condiciones físicas, mientras que los jugadores argentinos llegaron a la final acarreando varias lesiones, incluyendo a Maradona, que seguía necesitando infiltraciones en el tobillo izquierdo. Hubo incluso hostilidad por parte de los italianos hacia los argentinos, habida cuenta del resultado anterior (fue famosa la imagen de Maradona en televisión, donde se ven sus labios insultando a la afición italiana, por los silbidos al himno argentino). El partido estuvo caracterizado por errores arbitrales del colegiado uruguayo nacionalizado mexicano Edgardo Codesal, sumado a la expulsión de dos jugadores de la Albiceleste. A pocos minutos para que el partido fuera al alargue, el árbitro Codesal cobró una controvertida falta del Roberto Sensini a Rudi Völler dentro del área y, como consecuencia, decretó un polémico penalti concedido en el minuto 87, cinco minutos antes del silbatazo final que se dio al 90 + 2, que acabó el sueño al tricampeonato. El alemán Andreas Brehme fue el encargado de ejecutar el penal, este no lo fallaría concediendo a Alemania Federal su tercer título mundial.
El campeón de 1986 no pudo revalidar el título. El equipo acarreaba varias lesiones, entre las que destaca la de su máxima figura Diego Maradona, quien disputó todo el torneo lesionado. Otros jugadores, incluyendo a Oscar Ruggeri y Jorge Burruchaga, también estaban de igual forma. El jugador más destacado de Argentina fue Sergio Goycochea, quien todavía es recordado por su sobresaliente actuación en las tandas de penaltis. Aun así, fueron recibidos con fervor por parte de los hinchas argentinos, que saludaron desde el balcón de la Casa Rosada a los mismos.

### Era Basile (1990-1994)

#### Un recambio generacional y triunfos continuos

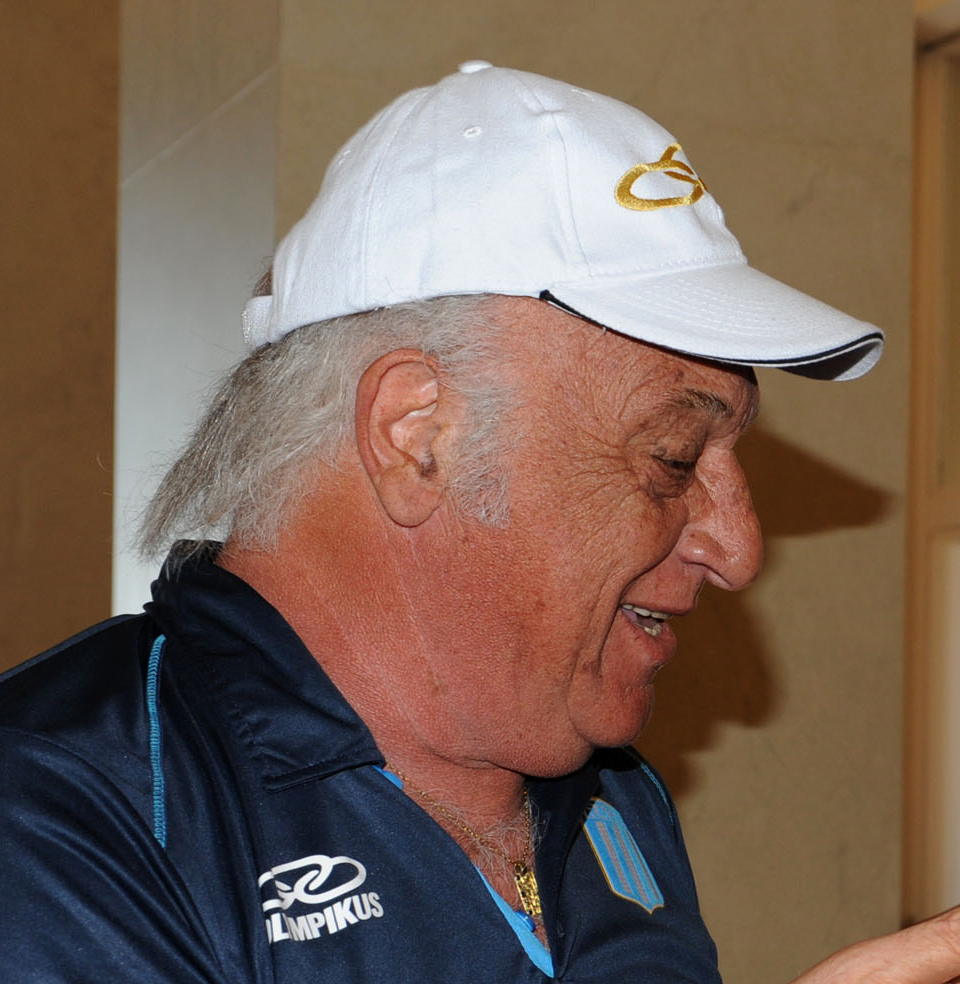
Alfio Basile, DT de la Argentina ganó las Copas América 1991 y 1993, la Copa Confederaciones 1992 y la Copa Artemio Franchi 1993.

Después de la Copa del Mundo, Bilardo renunció, asumiendo que su época había terminado, al igual que su capitán Maradona, que había anunciado poco después de la caída ante Alemania que el Mundial de 1990 había sido su último torneo con la selección.
Alfio Basile fue anunciado como el reemplazo de Bilardo. El entrenador comenzó su mandato convencido de que la nueva era llegaría con una renovación generacional del plantel, por lo que en su mayoría llamó a futbolistas que estaban jugando en Primera División en lugar de jugadores del extranjero, al menos por primera vez. Así fue que en el equipo aparecieron una importante cantidad de jóvenes promesas, como Diego Simeone, Leonardo Rodríguez, Gabriel Batistuta. Darío Franco, y Fernando Redondo, entre otros, que se mezclaron con algunos de experiencia que continuaban de la era Bilardo, como Oscar Ruggeri, Sergio Goycochea, José Basualdo, y Claudio Caniggia, con los que Argentina mostró un juego vistoso y contundente.
Argentina debutó con Basile en el banquillo en febrero de 1991, derrotando a Hungría 2-0 en Rosario. Como preparación para una nueva edición de la Copa América que se celebraba en julio de ese año (el primer campeonato oficial bajo la batuta del «Coco»), el equipo jugó algunos partidos y torneos amistosos, tales como la Copa Stanley Rous, donde Argentina empató 2-2 con Inglaterra en el Estadio de Wembley (después de perder 0-2 en la primera mitad). En marzo, Maradona dio positivo a una prueba de drogas en Italia (se determinó que había consumido cocaína), por lo que fue suspendido de la actividad profesional por 15 meses.

#### Copa América 1991: Campeones de América luego de 32 años
En la Copa América realizada en Chile, Argentina obtuvo su decimotercer campeonato continental después de un periodo de 32 años, con una sobresaliente actuación en el campo. El equipo debutó con un 3-0 frente a Venezuela, luego derrotó al local Chile 1-0, más tarde logró un 4-1 sobre Paraguay en Concepción, y finalmente cerró su grupo con una victoria 3-2 ante Perú.
En la fase final, la selección alcanzó un gran 3-2 sobre su némesis Brasil, después empató 0-0 con Chile, y derrotó a Colombia 2-1 en el último partido, alzándose con el título debido a los 5 puntos que conquistó. Argentina ganó el torneo invicta, ganando seis de siete partidos. Gabriel Batistuta fue el goleador del torneo con seis goles. Aparte de Batistuta, Sergio Goycochea, Leonardo Astrada, Claudio Caniggia, Diego Simeone (que llevaba la camiseta con la emblemática dorsal 10 en ausencia de Maradona), Darío Franco y Leo Rodríguez fueron algunos de los jugadores más destacados de la Albiceleste.

#### Copa Rey Fahd 1992

Alineación de la final de la primera Copa Confederaciones en 1992, ante Arabia Saudita.

En 1992, Argentina ganó la Copa Kirin, un torneo amistoso (derrotando a Japón y Gales), y en octubre, se ganó el derecho de participar en la Copa Rey Fahd. Esta competición luego sería renombrada y oficializada retroactivamente por la FIFA como Copa Confederaciones.
Los equipos que lo integraban eran Arabia Saudíta, la vigente campeona asiática además de ser el país anfitrión; Argentina, campeona de la Copa América 1991; Estados Unidos, campeón de la Copa de Oro de la Concacaf 1991; y Costa de Marfil, campeona de la Copa Africana de Naciones 1992. Para esta edición inicial, no hubo representantes de Europa u Oceanía.
Argentina acudía como gran favorita, con una selección que incluía a los mejores jugadores del país: Gabriel Batistuta, Leonardo Rodríguez, Claudio Caniggia, Diego Simeone, Sergio Goycoechea, Óscar Ruggeri y Fernando Redondo dijeron presente, entre otros. El equipo se encontraba inmerso en un período destacado en el que llegó a disputar hasta treinta partidos consecutivos sin conocer la derrota. Por su parte, el seleccionador Basile utilizó la competición como preparación para la Copa América 1993 y para la fase eliminatoria del Mundial de Estados Unidos de 1994.
Argentina ganó este certamen con tranquilidad, derrotando fácilmente a Costa de Marfil 4-0 en la semifinal y a Arabia Saudíta 3-1 en la final.

#### 1993: campeones de la Copa Artemio Franchi y bicampeonato de América
El 24 de febrero de 1993, Maradona regresó al equipo cuando Argentina jugó la Copa Artemio Franchi contra Dinamarca en Mar del Plata. Argentina ganó 5:4 en tanda de penaltis después de empatar 1-1 en tiempo reglamentario.
Entre junio y julio de ese mismo año, el conjunto nacional también disputó la Copa América realizada en Ecuador. Vale destacar que esta edición fue la primera en la que participaron 12 selecciones (previamente solo eran las diez pertenecientes a Conmebol), lo que causó que el formato imperante se modificara, abandonando el sistema todos contra todos y agregando una fase eliminatoria similar a la utilizada en otras competiciones, en tanto que los grupos pasaron a dividirse en tres con cuatro combinados cada uno.
A pesar de su retorno en la Copa Artemio Franchi algunos meses atrás, Maradona no fue convocado para el certamen continental, así que el «Cholo» usó el emblemático número 10 en su camiseta otra vez.
Argentina comenzó la ronda con dos empates ante México y Colombia (ambos 1-1), pero una victoria por la mínima frente a Bolivia (1-0) fue suficiente para obtener el pase a cuartos de final. Allí, Argentina eliminó a Brasil por segunda vez consecutiva (6:5 en tanda de penales después de un empate 1-1), mientras que en semifinales venció a Colombia de la misma manera (6:5 en penales después de un empate 0-0). En la final contra México (cuarta selección del mundo con más títulos absolutos), Argentina logró un triunfo por 2-1, con dos goles de Batistuta, logrando su décimo cuarto título regional, y superando así a Uruguay, el máximo campeón a la fecha (que volvería a revalidar su récord recién en 2011), consiguiendo solamente dos victorias en los noventa minutos reglamentarios, el resto en tiempo suplementario o penales.
Algunos de los jugadores que formaron parte del plantel fueron Sergio Goycochea, Oscar Ruggeri, Gabriel Batistuta, Darío Franco, Diego Simeone, Fernando Redondo y Luis Islas.

#### Mundial de Estados Unidos de 1994
Inmediatamente después de la Copa América, Argentina tuvo que jugar las eliminatorias para la Copa Mundial de 1994, celebrada en los Estados Unidos. El equipo compartió grupo con Colombia, Paraguay, y Perú. Argentina ganó los dos primeros partidos como visitante a Perú (1-0 en Lima) y Paraguay (3-1 en Asunción) pero perdió ante Colombia 2-1 en Barranquilla. Así la selección perdió la racha que se mantuvo en 33 partidos invicta, siendo al día de hoy, el tercer invicto más largo de la historia a nivel de selecciones.
En Buenos Aires, Argentina derrotó a Perú 2-1, empató 0-0 con Paraguay, y sufrió una derrota catastrófica y hasta el momento la peor derrota como local del seleccionado argentino a manos de Colombia 5-0 el 5 de septiembre de 1993 en el Estadio Monumental. Se convirtió en la caída más grande del equipo nacional desde el 6-1 del Mundial 1958 ante Checoslovaquia, y su peor derrota como local. Colombia (con grandes jugadores como Carlos Valderrama, Freddy Rincón, Faustino Asprilla y Leonel Álvarez), no solo ganó las eliminatorias invicta, sino que envío a Argentina a jugar la repesca intercontinental contra Australia, el representante de Oceanía.
La revista deportiva más importante del país, El Gráfico, entró en "luto" con una portada completamente negra con la única leyenda: "Vergüenza", que expresaba la bronca y la humillación después de la derrota.
Para cumplir el objetivo, Basile le pidió a Maradona que volviera porque el equipo lo necesitaría para clasificar a la Copa. Fue una negociación complicada debido a la existente "lucha de egos" entre el astro y otros integrantes del plantel, aunque Maradona finalmente aceptó y voló a Sídney para iniciar lo que fue su última etapa vistiendo la celeste y blanca. Argentina disputó el encuentro de ida con los socceroos el 31 de octubre de 1993, que terminó 1-1 (con goles de Abel Balbo y Aurelio Vidmar). El partido de vuelta fue en Buenos Aires, donde la Albiceleste triunfó por 1-0, con un gol de Batistuta a los 59'. Con un marcador global de 2-1, la Albiceleste logró la anhelada clasificación a la cita mundialista.
Argentina disputó varios partidos amistosos como preparación. El equipo perdió ante Brasil 0-2 pero venció a Marruecos 3-1 en Salta e Israel 3-0 en Ramat Gan. Realizó su debut en la competición con una paliza a Grecia 4-0 en Boston, con un hat-trick de Batistuta. Maradona marcó el tercer gol de Argentina, que sería su último en una Copa del Mundo y en la selección. El equipo jugó su segundo partido contra Nigeria otra vez en Boston, al que derrotó por 2-1 con un doblete de Caniggia. Al final del partido, la Albiceleste se convertía en una de las favoritas para ganar el torneo, debido al estilo de juego de ataque mostrado por el escuadrón (jugando con cuatro delanteros), la cantidad de goles anotados, y las buenas actuaciones de algunos de sus jugadores como Redondo, Caniggia, Batistuta, e incluso el envejecido Maradona, que se veía en gran forma y había marcado una joya de gol.
Pero al final del partido contra Nigeria, Maradona fue llamado a un control antidopaje, que dio resultados positivos para efedrina, una sustancia prohibida. El impacto y la repercusión de las noticias fueron inmediatos, y Maradona fue expulsado del torneo y suspendido por 15 meses por la FIFA, en el famoso incidente donde «le cortaron las piernas».
Todavía herida después de perder a su líder, Argentina fue derrotada por Bulgaria en el calor sofocante de Dallas, en su último partido de la fase de grupos. Aun así, el equipo clasificó a la fase eliminatoria, donde fueron derrotados por Rumania 3-2 en el Rose Bowl en Pasadena con un gran gol final de Gheorghe Hagi, apodado el Maradona de los Cárpatos. Después de los éxitos de 1986 y 1990, y a pesar de un comienzo prometedor, Argentina fue eliminada en octavos de final. Luego de la eliminación, en una entrevista para ESPN con Quique Wolff, Maradona declaró que el equipo de 1994 era «la mejor Argentina de todos los tiempos».

### Era Passarella: etapa de transición (1994-1998)
Tras la decepción en Estados Unidos, Basile renunció a su cargo, y en su lugar, la AFA designó a Daniel Passarella, capitán del equipo que saliera campeón mundial en 1978. La llegada de Passarella como nuevo director técnico del seleccionado y su mano dura para “limpiar” internas entre jugadores poco aportó en el plano deportivo, aunque sí repercutió en la prensa: Passarella obligó a sus jugadores a usar el pelo corto, y prohibió a quienes no lo acataran la participación en su formación, además de ser igualmente rígido con la homosexualidad o el uso de aritos en las orejas. Por estos motivos, figuras como Fernando Redondo y Claudio Caniggia quedarían fuera de sus convocatorias.
Para afrontar la nueva era, hacía falta sangre renovada en el plantel, y para eso, el Káiser apostó por jugadores como Marcelo Gallardo, Ariel Ortega, Pablo Aimar, Hernán Crespo, Juan Sebastián Verón, Matías Almeyda, Javier Zanetti, Roberto Ayala y Claudio Javier López, sumado a algunos que habían tenido su estreno en la era del «Coco», como Gabriel Batistuta y Diego Simeone.

Alineación de la final de la Copa Confederaciones 1995, ante Dinamarca.

La primera gran prueba del Káiser al mando de la selección se dio a poco tiempo después de haber asumido el cargo de entrenador, ya que en enero de 1995, Argentina participó en la segunda edición de la Copa Confederaciones (aún nombrada «Copa Rey Fahd») en calidad de campeón de la Copa América 1993. El seleccionado albiceleste integró el Grupo B, junto a Japón y Nigeria. Allí venció a los asiáticos por un contundente 5-1, y empató 0-0 con los africanos. Si bien Argentina había obtenido la misma cantidad de puntos que Nigeria (4), la diferencia de gol entre ambos combinados le valió nuevamente el pase a la final, donde cayeron por 0-2 ante Dinamarca.
Argentina en 1995 y 1997 le dio dos grandes alegrías al pueblo argentino, aunque a nivel selección juvenil (copa mundial sub-20), al lograr vencer en 1995 en la final de la copa mundial sub-20 a Brasil, y en la copa del mundo sub-20 1997 al otro grande del fútbol sudamericano: Uruguay, en la final.
En la Copa América 1995, Argentina superó la fase de grupos con victorias sobre Bolivia (2-1) y Chile (4-0), aunque en el tercer encuentro sufrió una sorpresiva caída ante Estados Unidos por 0-3. Así, Argentina acabó segundo de su grupo por diferencia de gol. En cuartos de final protagonizó un choque contra Brasil; la Albiceleste ganaba 2-1 hasta que en el minuto 81, un polémico gol brasileño de Túlio Maravilha que utilizó el antebrazo izquierdo para bajar un centro y concretar el gol bajo la portería de Hernán Cristante decretó el 2-2 parcial. El árbitro peruano Alberto Tejada no escuchó los reclamos de los jugadores y el banco argentino. El empate llevó a que la definición se determinara con tiros desde el punto penal. Brasil se impondría por 4:2, luego de que Claudio Taffarel atajara los remates de Diego Simeone y Néstor Fabbri.
En marzo de ese año, el seleccionado también disputó de local los Juegos Panamericanos. Tras superar de forma invicta la primera ronda, la Albiceleste derrotó por 3-2 a Honduras y se aseguró un lugar en la final frente a México. En el partido definitorio, ninguno de los dos equipos pudo sacar ventaja sobre su rival, por lo que el certamen debió definirse desde los tiros del punto penal. El resultado fue 5:4 a favor del conjunto dirigido por el Káiser, que pudo colgarse la medalla dorada del primer puesto. Este torneo luego sería disputado a partir de 2003 por la selección sub-23.
En 1996, se desarrollaron los Juegos Olímpicos de Atlanta y con la inclusión de tres mayores de 23 años por primera vez, debutó con un triunfo en la fase clasificatoria ante Estados Unidos por 3-1 y luego empató con Portugal y Túnez, sendos 1-1. Luego, en cuartos de final, goleó a España por 4-0, y venció a Portugal por 2-0 en su llave de semifinales; en la otra, Nigeria sorprendió al derrotar a Brasil por 4-3. En la final, Argentina estuvo dos veces arriba en el marcador, aunque caería en los últimos minutos por 3-2, quedándose con la medalla de plata.
Antes de disputar el Mundial de Francia en 1998, el seleccionado albiceleste debió disputar otra edición de la Copa América en 1997, donde, luego de vencer a Chile (2-0), y empatar con Ecuador (0-0) y Paraguay (1-1), quedó nuevamente eliminado en cuartos, esta vez por Perú 2-1.

#### Mundial de Francia de 1998
Argentina no tuvo problemas en llegar al Mundial de Francia de 1998, haciendo un muy buen papel en las eliminatorias, por primera vez en formato todos contra todos. Sin embargo, en su ínterin osciló entre buenas y malas actuaciones. Con Maradona oficialmente retirado, la selección entró en el torneo con altas expectativas por el despegue de jugadores que habían disputado el Mundial anterior, con Gabriel Batistuta siendo una amenaza constante en el área chica, y Diego Simeone siendo la figura principal desde el mediocampo.
Ubicada en el Grupo H de la competición, sus oponentes fueron Japón, Jamaica y Croacia. Comenzaron su campaña con una victoria 1-0 sobre su par asiático, y siguieron con un 5-0 a los caribeños. Su tercer partido fue ante los eslavos, a los que vencieron por 1-0. Entró en la fase eliminatoria con el impresionante récord de siete goles anotados, y sin haber concedido un solo gol en los tres encuentros de la ronda inicial. En octavos de final, su contrincante fue Inglaterra, un equipo igualmente fuerte. Argentina tomó la delantera en apenas seis minutos jugados a través de Gabriel Batistuta desde el punto penal, pero Alan Shearer igualó el marcador de la misma manera cuatro minutos más tarde. Seis minutos después, el joven Michael Owen obtuvo la pelota tras un mal pase a Roberto Ayala para anotar un gran gol tras su esfuerzo individual, pero antes de que terminara el primer tiempo, un tiro libre de Javier Zanetti en una jugada preparada puso el 2-2. En el complemento, el inglés David Beckham fue expulsado después de una agresión a Simeone, con el resultado sin cambios hasta el final de la jornada reglamentaria y la prórroga. En la tanda de penales, Argentina ganó por 4-3, después de que Ayala anotara el punto decisivo para clasificar a cuartos de final, con una gran actuación del portero Roa.
En cuartos de final, Argentina se midió ante los Países Bajos. El encuentro fue igualmente peleado, con ambos lados anotando goles tempranos; Patrick Kluivert anotaría a los 12 minutos y Claudio López empataría cinco minutos más tarde. Promediando el primer tiempo, Ariel Ortega estrella un tiro en el poste. Por un periodo de tiempo, Argentina tuvo una ventaja, pues los neerlandeses estuvieron con un hombre menos con la expulsión de Arthur Numan después de su segunda falta hacia Simeone; pese a que Batistuta reventó el poste derecho de Edwin van der Sar, quién solo atinó a quedarse parado ante el inminente gol que no fue, el conjunto argentino era incapaz de tomar la oportunidad y de romper el empate antes de que ellos también tuvieran un jugador menos en el campo de juego, ya que Ortega recibiría dos amarillas consecutivas, la primera por simular un falta en el área chica, la segunda después de un cabezazo al portero neerlandés Edwin van der Sar. La defensa albiceleste se mantuvo firme hasta el minuto 89, cuando un largo balón aéreo del capitán neerlandés Frank de Boer encontró a Dennis Bergkamp, que maniobró alrededor de Ayala y venció al arquero Roa para enviar a los Países Bajos a la semifinal, eliminando a Argentina de la competencia.

### Era Bielsa: éxito en eliminatorias y fracaso en el Mundial (1998-2004)

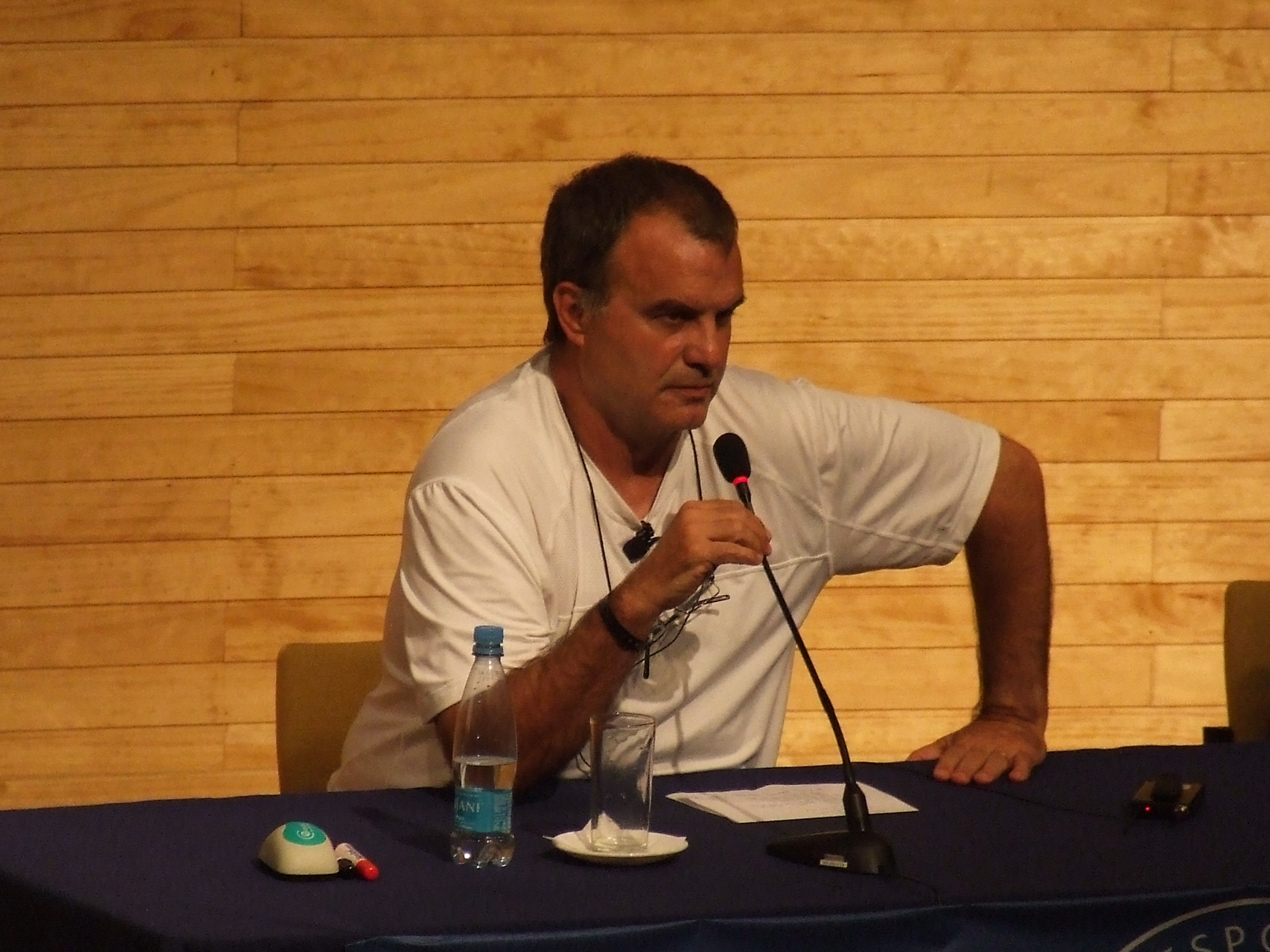
Marcelo Bielsa, entrenador de la selección nacional entre 1998 y 2004.

En octubre de 1998, Marcelo Bielsa asumió como el entrenador nacional, en reemplazo de Daniel Passarella. Durante su estadía, la selección obtuvo los mejores registros de su historia, tanto en promedio de goles a favor, en contra, porcentaje de partidos ganados y puntos logrados en una eliminatoria para un Mundial (teniendo en cuenta el formato imperante desde la Copa Mundial de Fútbol de 1998): 13 victorias, 42 goles a favor, 15 goles en contra y 43 puntos (12 puntos más que el segundo) con una sola derrota, la segunda mejor defensa del grupo (detrás de Uruguay) y la mejor diferencia de goles (+27). Los buenos resultados, y el juego desplegado por el seleccionado argentino durante los primeros años de su etapa como entrenador del conjunto albiceleste le valieron el reconocimiento como mejor seleccionador nacional del mundo en 2001.
Bielsa arriesgó en el aspecto táctico con una formación habitual de 3-4-3, inédita hasta entonces para Argentina: atacar en espacios cerrados y defender a veces en zonas abiertas, para multiplicar las situaciones de gol y tener la posesión del balón, basándose en un ataque permanente y una presión alta y constante, exigiendo esfuerzos físicos intensos y coordinados. En el esquema de Bielsa resultaron clave jugadores como el mediocentro Juan Sebastián Verón, el defensa Roberto Ayala, y los delanteros Ariel Ortega y Hernán Crespo. El polémico entrenador utilizaba un esquema de juego poco apto para las costumbres de los jugadores argentinos pero lograba resultados positivos y contundencia en su juego a pesar de no ser vistoso para el gusto futbolístico nacional.
La era Bielsa comenzó en la Copa América 1999, celebrada en Paraguay, donde Argentina fue eliminada en los cuartos de final, luego de derrotar a Ecuador (3-0) y Uruguay (2-1) y perder ante Colombia (0-3) en un partido donde Martín Palermo obtuvo el dudoso mérito de fallar tres penales en un mismo partido, siendo eliminada por Brasil 2-1. Roberto Ayala falló el penal que significaba el empate. Posteriormente, Argentina no participó en la Copa América 2001 realizada en Colombia por motivos de seguridad y fue reemplazada por Honduras.

#### Mundial de Corea-Japón de 2002

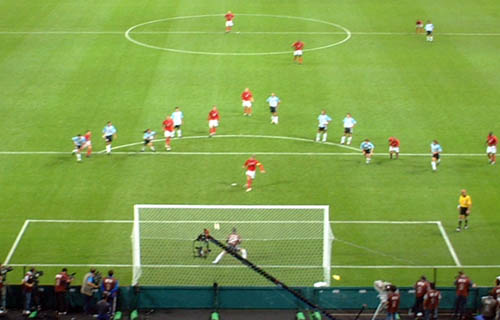
Beckham marcando el penal que le dio la victoria a Inglaterra en el Mundial 2002.

Para la Copa Mundial de Fútbol de 2002, celebrada en Corea del Sur y Japón, Argentina llegaba como una de las candidatas. Quedó encuadrada en el Grupo F, que fue, en la ocasión, el grupo de la muerte. Debutó contra Nigeria, equipo al que ya había enfrentado y vencido en Estados Unidos 1994 (con un resultado 2-1 a favor aquella vez), venciéndola con un ajustado 1-0 gracias a un cabezazo de Batistuta, ejecutado luego de un tiro de esquina de Juan Verón. La Albiceleste dominó un partido en el que tuvo varias situaciones claras de gol que fueron neutralizadas por el arquero nigeriano Ike Shorunmu, mientras el equipo africano tuvo sólo una chance de anotar gracias a una buena jugada individual de su capitán Jay Jay Okocha.
El enfrentamiento más duro del conjunto argentino fue contra Inglaterra, que tuvo un claro dominio del partido durante el primer tiempo, con una pelota estrellada en el palo de Cavallero por su estrella Michael Owen, quien luego exageró una falta en el área de los sudamericanos para conseguir un penal, ejecutado con precisión por el capitán David Beckham. En el segundo tiempo del encuentro, Inglaterra mantuvo su dominio y sumó nuevas chances de gol, mientras que Pablo Aimar reemplazó a Verón, quien había mostrado un rendimiento muy pobre hasta el momento. Aimar le inyectó calidad personal al juego, pero no logró compensar la falta de precisión del «Burrito» Ortega y del recién ingresado «Piojo» López. Luego terminó siendo desbordado por la eficiente y asfixiante marca inglesa. El partido fue una dura derrota para Argentina, que no tuvo reacción ante el juego británico.
Obligado a ganar sí o sí contra Suecia para clasificar a octavos de final, el director técnico Bielsa se vio presionado desde la prensa por el mal rendimiento de Verón en el partido contra Inglaterra y la posibilidad de hacer que Batistuta y Hernán Crespo jugaran juntos. Bielsa no cedió a su rígido esquema ensayado durante las eliminatorias, y si bien Argentina mostró un buen dominio del partido contra los suecos, un tiro libre ejecutado con potencia por Anders Svensson dejó toda intención del equipo atrás. Tras el gol, el director técnico realizó los tres cambios posibles para buscar mejoras, sin conseguirlas claramente, uno de ellos la sustitución de Batistuta, el mejor jugador ofensivo argentino. El veterano goleador Claudio Caniggia fue expulsado con tarjeta roja directa del partido a pesar de estar sentado en el banco de suplentes, por insultar al árbitro, sin haber llegado a jugar ninguno de los tres juegos disputados. Ortega, sobreactuando una falta en el área sueca, obtuvo un penal sobre el final de la agónica derrota. El "10" argentino pateó fallidamente a las manos del arquero Magnus Hedman, quien dio rebote con sus puños, gracias al cual el delantero Hernán Crespo tuvo la chance de rematar al arco y convertir. Sin tiempo para dar vuelta el resultado, Argentina quedó eliminada inesperada pero indiscutiblemente de un torneo en el cual la prensa y el público esperaba un rendimiento muy superior al que logró. Debido al alto nivel de expectativas que había con respecto a la selección argentina en el torneo, la pronta eliminación fue la peor ubicación en la historia de la Albiceleste con el 18.º lugar, y devino en una avalancha de críticas hacia Bielsa, quien igualmente fue reafirmado en el cargo de entrenador por el presidente de la Asociación del Fútbol Argentino, Julio Grondona. El fracaso en el Mundial afectó personalmente a Bielsa, que tras la eliminación se aisló varios meses en su casa de campo.

#### Copa América 2004
En julio de 2004, Bielsa condujo al equipo hasta la instancia final de la Copa América celebrada en Perú. Argentina llegaba a la final tras dos triunfos ante el anfitrión Perú (1-0) y Colombia (3-0), que sería frente a Brasil. Argentina estaba ganando 2-1 y se estaba quedando con el título cortando una racha de 11 años sin ganar una copa cuando en el último minuto (90'+3) Adriano aprovechó un mal rechace de la defensiva argentina para vencer a Abbondanzieri con un espectacular zurdazo, enviando el partido a la tanda de penaltis al finalizar con empate a dos goles. En los penales, la seleção se proclamó campeona por 4:2.

#### Juegos Olímpicos de Atenas 2004
Semanas después, en agosto, Bielsa llevó al combinado olímpico a ganar la medalla de oro en los Juegos Olímpicos de Atenas 2004. El equipo argentino se impuso con claridad en todos sus encuentros hasta alcanzar la final, donde derrotó a Paraguay por la mínima con gol de Carlos Tévez, habiendo ganado todos los partidos disputados en el torneo olímpico, obteniendo el único título oficial que le faltaba al fútbol argentino y la primera medalla de oro para el país desde 1952.

#### Renuncia
Luego de superar a Perú como visitante por las eliminatorias para el Mundial 2006 en septiembre de 2004 (cuando el seleccionado argentino se encontraba en puestos de clasificación), Bielsa sorpresivamente decidió abandonar su cargo por cuestiones personales. Sumó un total de 85 partidos (incluyendo a la selección argentina olímpica): ganó 56, empató 18 y perdió 11.

### Era Pekerman (2005-2006)

#### Copa Confederaciones 2005

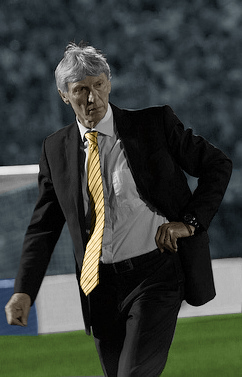
José Pekerman, seleccionador de Argentina entre 2005 y 2006.

Alineación de la final de la Copa Confederaciones 2005, ante Brasil.

El sucesor de Marcelo Bielsa fue José Pekerman, quien luego de conquistar tres campeonatos mundiales con el seleccionado sub-20, tendría su oportunidad al frente de la mayor.
Su mandato comenzó en la Copa Confederaciones 2005, donde Argentina clasificó como subcampeón de la Copa América 2004, ya que Brasil había clasificado como campeón del mundo. Argentina fue ubicada en el Grupo A, donde venció a Túnez (2-1) y Australia (4-2), aunque igualó en el último partido con Alemania (2-2). En semifinales enfrentó a México, donde luego de un empate 0-0 en los noventa minutos reglamentarios, llevaron el partido a la prórroga. El mexicano Carlos Salcido anotó a los 104', pero seis minutos más tarde Luciano Figueroa encontró la paridad y se fueron a la tanda de penales. Allí, el mexicano Ricardo Osorio erró su penal ante Germán Lux, y Esteban Cambiasso marcó el suyo para pasar a la final por 6:5. En dicha instancia, sin embargo, caerían con contundencia frente a la canarinha por 4-1.

#### Los inicios de Messi
Después de la derrota en la final, el equipo consiguió clasificar al Mundial de Alemania de 2006, como segundo con 34 puntos, igual que Brasil pero con menor diferencia de gol y, de la mano de jóvenes promesas que Pekerman dirigió en juveniles –como Tévez, Saviola, y Riquelme entre otros— Argentina creó grandes expectativas. Ese mismo año también debutaría Lionel Messi en la selección absoluta, luego de haber ganado la Copa Mundial sub-20: frente a Hungría, el 17 de agosto de 2005, salió al campo en el minuto 63 por Lisandro López y tan solo 47 segundos después fue expulsado por el árbitro Markus Merk tras unos agarrones con el defensor Vilmos Vanczák.

#### Mundial de Alemania de 2006

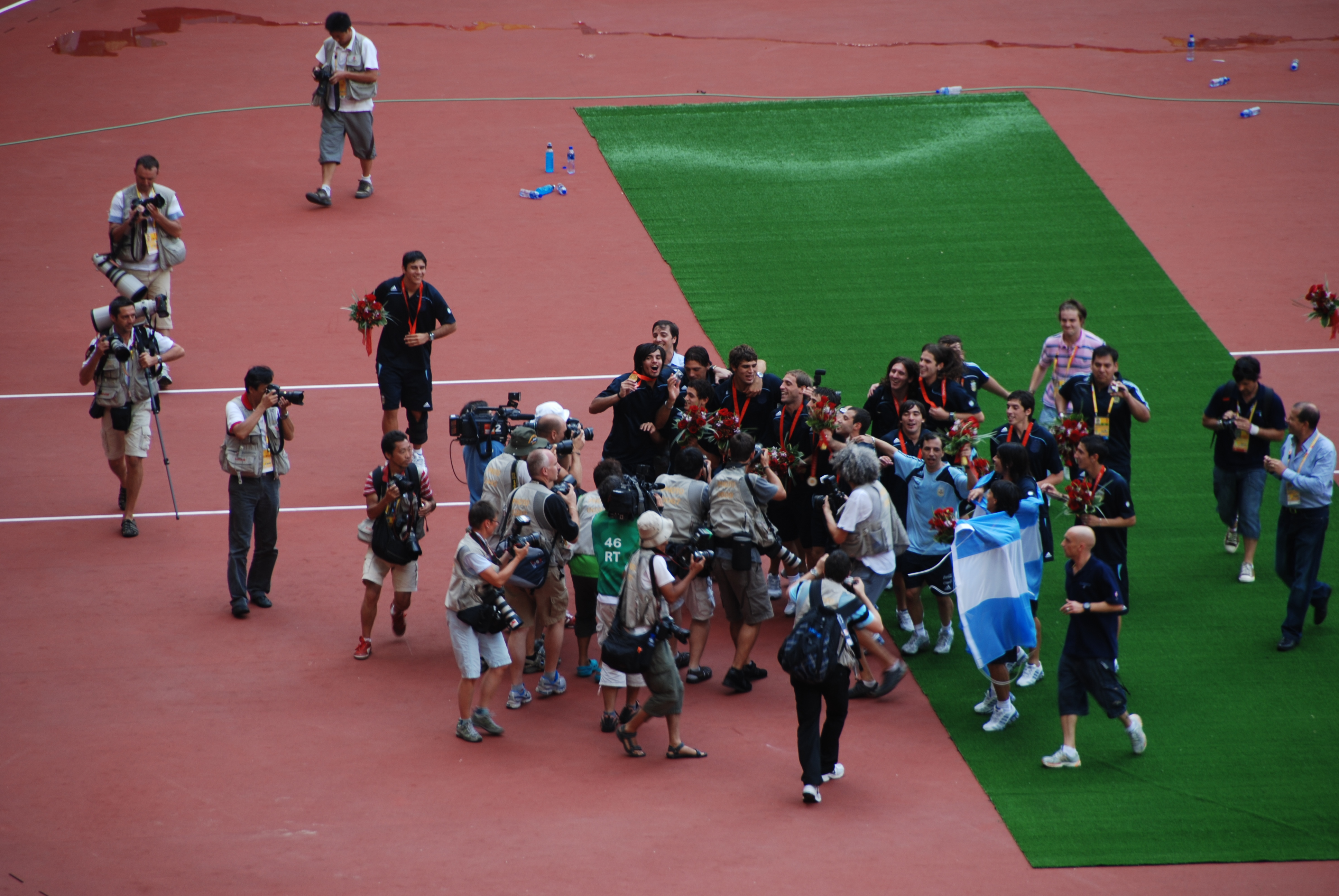
Jugadores argentinos en Pekín, celebrando la medalla de oro obtenida en los Juegos Olímpicos de 2008.

El sorteo puso a Argentina en el Grupo C, una vez más en el llamado grupo de la muerte, porque allí estaban incluidos los seleccionados de los Países Bajos, Serbia y Montenegro y Costa de Marfil, este último clasificado en forma agónica
En el debut, el seleccionado argentino debió enfrentarse con Costa de Marfil, el equipo más modesto del grupo pero que contaba entre sus filas a Didier Drogba, elegido como el futbolista del año en África. El partido no fue sencillo para la Albiceleste, que tras irse al vestuario en el entretiempo con dos goles de ventaja (Hernán Crespo a los 24' y Javier Saviola a los 38') y haber mostrando un buen dominio del balón, terminó ganando por la mínima diferencia luego de que Drogba descontara a los 82'. Tras el triunfo en el debut, el equipo se enfrentó a Serbia y Montenegro, a la que venció por 6-0, en uno de los mejores partidos de la fase de grupos, con goles de Maxi Rodríguez (2), Esteban Cambiasso, Hernán Crespo, Carlos Tévez, y Lionel Messi. Ya clasificada a la segunda fase, la selección debió enfrentar a los Países Bajos. Ambos entrenadores realizaron varios cambios en la formación inicial respecto a los partidos anteriores, y como no intentaron arriesgar demasiado (ya que ambas obtuvieron el pase a octavos de final en los previos encuentros), el partido finalizó en un empate sin goles (0-0). Gracias a ello, Argentina se clasificó en el primer puesto de su grupo, relegando a los Países Bajos a la segunda posición. 
Argentina llegaba al partido por octavos de final contra la selección mexicana habiendo obtenido mejores resultados que su rival. Conscientes de que habían hecho un excelente papel en la fase de grupos, el combinado nacional salió bastante confiado al encuentro. Sin embargo, el conjunto tricolor realizó un buen planteo táctico. México conseguiría quitarle la posesión del balón a Argentina y anotaría a los 5' el primer gol a través de Rafael Márquez Álvarez. Cinco minutos después Argentina logró empatar mediante un remate de Hernán Crespo. El partido continuó sin que se convirtieran más goles y, tras jugarse los noventa minutos, debió definirse en tiempo suplementario. A los 8' del tiempo suplementario, Maxi Rodríguez, ubicado en el sector derecho, recibió un pase aéreo de Sorín, detuvo el balón con el pecho y antes de que el mismo cayera al piso realizó un remate que ingresó cerca del palo derecho de Oswaldo Sánchez. Este gol fue votado como el mejor del torneo y le permitió a Argentina obtener el pase a cuartos de final tras vencer a México por 2-1.
Por los cuartos de final, Argentina debía enfrentarse al anfitrión, Alemania. Comenzó dominando la posesión del balón durante todo el primer tiempo, como en buena parte del partido. Sin embargo, no se mostró tan contundente en la finalización de las jugadas, presentando poco peligro para el arco de Jens Lehmann; durante todo el partido solo fueron realizados cinco remates al arco. A los pocos minutos del segundo tiempo, el seleccionado argentino consiguió ponerse en ventaja tras un remate de cabeza de Roberto Ayala. A partir de ese momento Alemania se adelantó y comenzó a presionar en el campo rival, lo que dio resultado en el minuto 80 cuando Miroslav Klose consiguió empatar el encuentro y llevarlo a tiempo suplementario. Durante el alargue la ventaja fue para la Albiceleste, que tuvo mayor posesión de balón. Pese a esto, no pudo plasmar dicho dominio en el resultado, y tras el empate en tiempo suplementario, el partido debió definirse por penales. Allí, tanto Ayala como Cambiasso fallaron sus penales, y Alemania obtuvo su pase a la semifinal tras ganar la definición desde los doce pasos por 4:2. La curiosidad del partido la produjo el arquero Jens Lehmann, quien consultaba antes de cada penal ejecutado por el equipo argentino una lista que tenía guardada en una media. Posteriormente, el cuerpo técnico alemán reconoció que había estudiado a los pateadores argentinos durante años, y que ese papel contenía la información detallada de cada jugador. Sin embargo, posteriormente la lista fue dada a conocer y solo dos de los cinco tiros fueron efectivamente predichos; los restantes jugadores de la lista no participaron en el lanzamiento de penales. Los penales por parte del seleccionado argentino debió atajarlos Leo Franco, debido a que Roberto Abbondanzieri tuvo que retirarse lesionado del campo de juego, por una falta cometida por Miroslav Klose y que el árbitro no cobró. Muchos especialistas vieron juego sucio en esta acción, dado el reconocimiento que tenía el portero argentino en los penales, siendo uno de los especialistas en la materia. Muchos piensan que de no haber salido el «Pato» del partido, Argentina podría haber ganado y, en consecuencia, disputar la semifinal del torneo.

### Segunda era Basile (2006-2008)
Tras una seguidilla de éxitos con Boca Juniors, Alfio Basile fue convocado a dirigir la selección nacional por segunda vez luego de la renuncia de José Pékerman en septiembre de 2006. El «Coco» inició su segunda etapa dirigiendo a la Albiceleste en la Copa América 2007. Argentina ganó los tres partidos en la fase de grupos, venciendo a Estados Unidos, Colombia y Paraguay, y pasando invicta a la siguiente ronda. Después de las victorias sobre Perú y México en cuartos de final y semifinales, respectivamente, fueron favoritos para vencer a Brasil en la final, pero fueron derrotados por 3-0.
La selección olímpica dirigida por Sergio Batista obtuvo la medalla dorada ganándole a Nigeria 1-0 en la final. Esa victoria estableció el récord de más victorias consecutivas en los torneos de fútbol (6 ganados en 2004 y 6 ganados en 2008). Javier Mascherano fue el único sobreviviente de la escuadra 2004 y por consiguiente se convirtió en el primer argentino en ganar dos medallas de oro olímpicas.
En 2008, una derrota ante Chile por 1-0 y la distancia de siete puntos con Paraguay, el líder de las eliminatorias 2010, hicieron que Alfio Basile presentara la renuncia el 16 de octubre de ese año.

### Era Maradona: el regreso del «Diez» como director técnico (2008-2010)

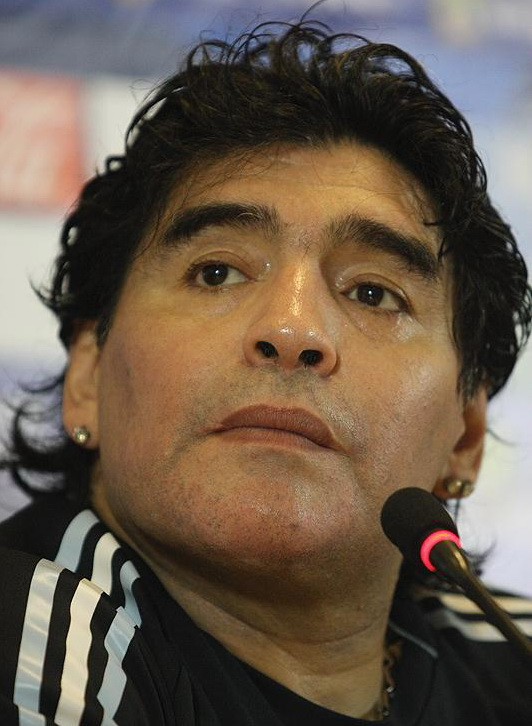
Diego Armando Maradona, director técnico de la selección argentina entre 2008 y 2010.

En octubre de 2008, tras la renuncia de Alfio Basile, Maradona fue presentado como nuevo director técnico en conferencia de prensa, acompañado de Carlos Bilardo como Coordinador de Selecciones Nacionales.
Su debut se produjo el 19 de noviembre de 2008 en el mismo estadio (Hampden Park), y ante el mismo rival (Escocia), al cual le marcó su primer tanto en la selección. El partido finalizó con un triunfo por 1-0, con gol de Maxi Rodríguez.
Su segundo partido en las eliminatorias se jugó frente a la selección boliviana, en La Paz. El resultado fue 6-1 para los locales, siendo la mayor goleada que recibió Argentina en su historia, igualando el 6-1 ante Checoslovaquia en el Mundial de 1958. En las eliminatorias, Argentina tuvo que esperar hasta la última fecha para poder clasificar al Mundial 2010 con las victorias ante Perú (2-1) (el último gol a los 46' ST por Martín Palermo) y Uruguay (1-0). Tras la clasificación, Maradona sorprendió con fuertes declaraciones contra el periodismo. Debido a las mismas, el 15 de noviembre la Comisión Disciplinaria de la FIFA le prohibió ejercer cualquier actividad relacionada con el fútbol por dos meses y, además, le impuso una multa de 25 mil francos suizos.

#### Mundial de Sudáfrica de 2010
El partido inaugural para Argentina en el Mundial de Sudáfrica fue ante Nigeria. La primera llegada del partido fue para los africanos pero rápidamente Argentina logró controlar el encuentro. A los 6 minutos y a partir de un saque de esquina, Gabriel Heinze marcó el primer gol de palomita tras un centro realizado por Juan Sebastián Verón. El segundo lance, fue ante Corea del Sur. Apenas a los 17 minutos, Park Chu-Young abrió el marcador con un gol en contra. Pasada la media hora de juego, Gonzalo Higuaín anotó el segundo, y cuando parecía que Argentina tenía todo controlado, Martín Demichelis cometió un grosero error que fue aprovechado por Lee Chung-Yong para anotar el descuento transitorio. La tranquilidad argentina llegó en los 15 minutos finales cuando sendos tantos de Higuaín a los 76 y a los 80 minutos pusieron el 4-1 final.
Con siete cambios, la Albiceleste de Maradona afrontó el tercer encuentro ante Grecia. Por primera vez, Lionel Messi fue el capitán del equipo, ya que Maradona decidió darle descanso a Javier Mascherano. En un partido en que no se sacaban diferencias, Martín Demichelis cabeceó en el área pero la pelota rebotó en Diego Milito, y el mismo Demichelis con un derechazo potente fusiló el arco helénico para abrir el marcador. Con Palermo en cancha, luego del gol, Messi tuvo otra chance pero su tiro se estrelló en el palo. Y a los 89 minutos, Martín Palermo se cubrió de gloria al anotar el 2-0 final. El gol del Titán fue muy emotivo y festejado ya que es un jugador muy querido en Argentina.
Por tercera vez en la historia y por segunda vez consecutiva en octavos de final, el seleccionado argentino debía enfrentar al combinado mexicano. Con el correr de los minutos Argentina comenzó a ir más hacia el arco rival y concretó el primer gol. El Apache en clara posición adelantada recibió un centro de Messi y cabeceó solo al arco. La pantalla gigante con la que contaba el estadio mostró la jugada, y al verla, los jugadores mexicanos fueron a buscar al árbitro Rosetti y al juez de línea pero ambos decidieron validar el gol a pesar del fuera de juego. Siete minutos después Ricardo Osorio se equivocó y le dio un pase a su rival, Gonzalo Higuaín, que con una gran jugada individual marcó el segundo tanto. En el segundo tiempo Carlos Tévez con un remate impresionante de afuera del área hizo nula la estirada del portero Oscar Pérez marcando el tercer tanto. Tras este gol México pudo controlar durante más tiempo la pelota y consiguió descontar a través de Javier "Chicharito" Hernández. Con el correr de los minutos la diferencia se mantuvo y Argentina pasó de ronda.

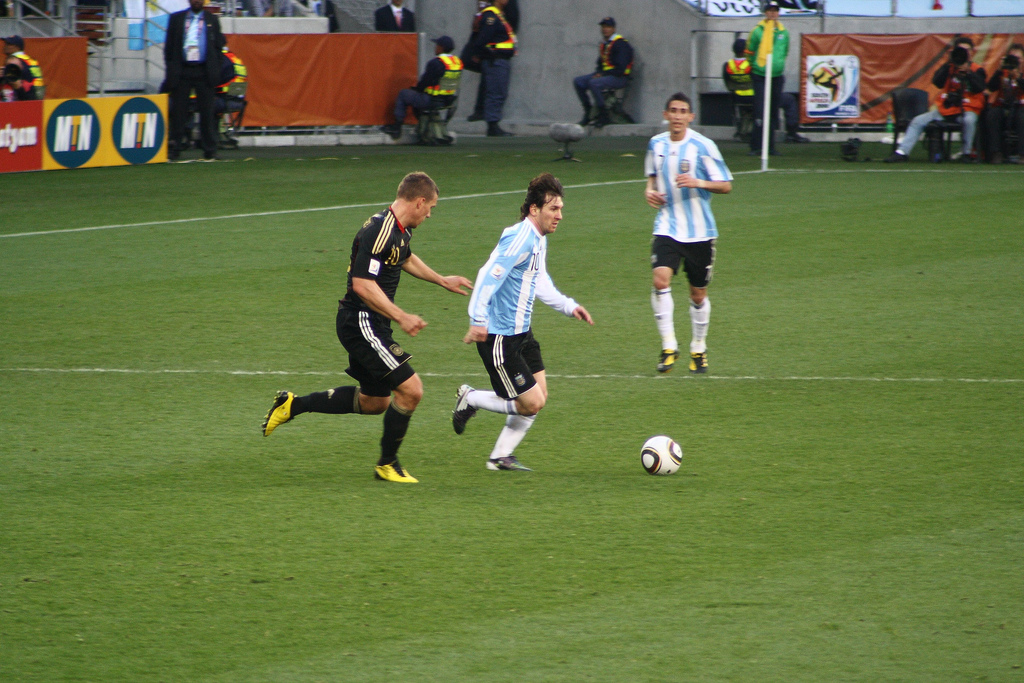
Lionel Messi corre la pelota siendo marcado por Lukas Podolski en los cuartos de final de Sudáfrica 2010.

En cuartos de final, la Albiceleste enfrentó nuevamente a Alemania. Apenas a los 2 minutos de juego, Nicolás Otamendi, que estuvo impreciso en la mayor parte del partido, cometió una falta y fue amonestado. Bastian Schweinsteiger realizó el tiro libre y el mismo Otamendi regaló la marca de Thomas Müller, que adelanto rápidamente al conjunto alemán. Desde ese momento Argentina no pudo hacer pie en el encuentro, y aunque mejoró un poco con el correr de los minutos, sus ataques no eran nada serio. Al comienzo de la segunda etapa Argentina salió decidida. Jugado a empatar, claramente Argentina mejoró y comenzó a tener más chances de gol pero a pesar de atravesar su mejor momento en el partido, Alemania, que apostaba a defenderse y contraatacar, marcó la diferencia. Así fue como en los últimos 25 minutos Miroslav Klose, Friedrich y otra vez Klose pusieron el 4-0 final. Quizá la diferencia en el resultado fue demasiada con respecto al juego del partido, pero lo cierto es que Argentina intentó atacar con más corazón que fútbol. Sin embargo, esto no alcanzó, ya que los ataques alemanes eran contundentes, ante una Argentina más que desordenada. Ese fue el último partido que dirigió Maradona en el seleccionado nacional, ya que la AFA decidió no renovarle el contrato porque no aceptó las modificaciones en la conformación del cuerpo técnico que le habían propuesto.

### Era Batista (2010-2011)

#### Copa América 2011
Tras la salida forzada de Maradona, la AFA designó a Sergio Batista como el director técnico interino. El nuevo seleccionador había dirigido recientemente a la sub-23 durante los Juegos Olímpicos de Pekín, ganando la medalla de oro y ratificando el dominio argentino en las selecciones juveniles. Su ciclo en la mayor marcó el comienzo del predominio de la generación de futbolistas que participó tanto en dicha conquista como en la de los dos últimos mundiales sub-20, la cual estaba liderada por las figuras de Lionel Messi, Javier Mascherano, Sergio Agüero, Ángel Di María, Ezequiel Lavezzi, Éver Banega y Fernando Gago.
Con Batista al mando, la selección le gana 1-0 a Irlanda en Dublín y consigue un recordado triunfo ante la selección española (que acababa de consagrarse campeona del mundo por primera vez en su historia) por 4-1, con goles de Messi, Higuaín, Tévez y Agüero. Así comienza una era en donde Argentina no logró malos resultados (1-0 a Brasil en Catar, 2-1 en Ginebra contra Portugal, un 4-2 a Paraguay, entre otros), pero que nunca encontró un juego característico.
Tras ser confirmado en el cargo hasta 2014, Batista enfrentaba el desafío de armar de cara a la Copa América 2011 un equipo capaz de sacar provecho al mejor Lionel Messi, que ese año se encaminaba a ganar su tercer Balón de Oro consecutivo tras liderar al F. C. Barcelona en la consecución de su cuarta Champions League. Para tal fin, el técnico intentó armar un equipo a la imagen del de Pep Guardiola, jugando sin un centrodelantero y buscando generar un juego de posesión y toque horizontal con el ingreso de mediocampistas como Esteban Cambiasso, Fernando Gago, Lucas Biglia, Éver Banega y Javier Pastore.
Argentina, al ser el anfitrión del torneo, fue enmarcada como cabeza de serie en el Grupo A, junto a Bolivia (1-1), Colombia (0-0), y Costa Rica (3-0). Con dos empates y una victoria, llegó con muchas dudas y dificultades a los cuartos de final, donde se enfrentó a un sólido Uruguay que venía de obtener el cuarto puesto en el reciente Mundial de Sudáfrica. La selección argentina fue eliminada en penales por 5:4, tras un ajustado 1 a 1 lleno de polémicas. La actuación de local en la Copa América fue considerada un fracaso, produciéndose tras la eliminación la pronta destitución de Batista en el cargo de técnico.

### Era Sabella (2011-2014)

#### Mundial de Brasil 2014: una final del mundo después de 24 años

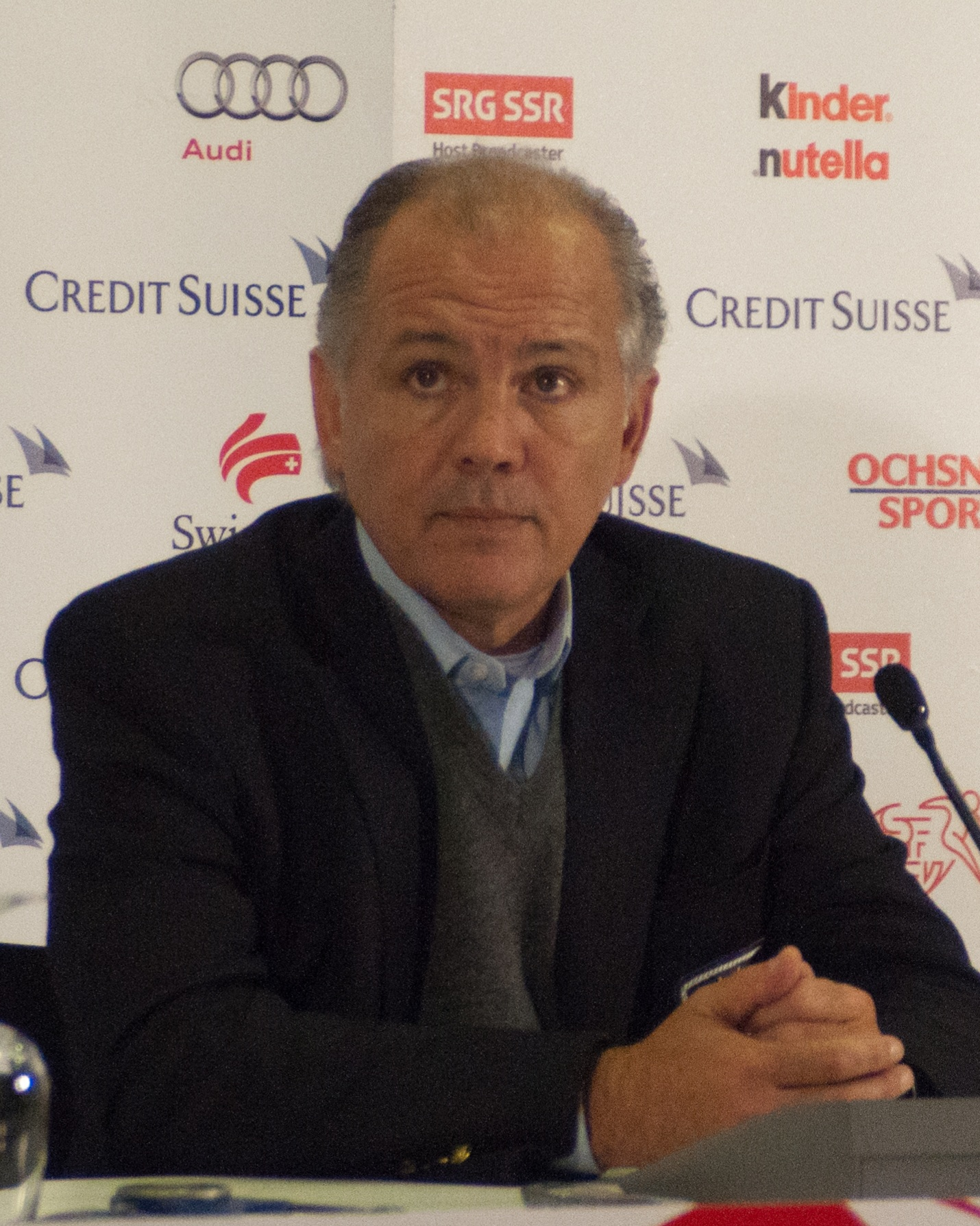
Alejandro Sabella dirigió al seleccionado argentino, llevándola a disputar una final de Copa del Mundo, instancia que no lograba desde 1990.

En reemplazo de Batista, Alejandro Sabella fue el elegido para dirigir la selección de cara a la Copa Mundial de 2014. La contratación respondía a su destacado trabajo realizado en el club Estudiantes de La Plata, donde el técnico ganó un torneo local, la Copa Libertadores y un subcampeonato en la Copa Mundial de Clubes de la FIFA. En este último caso, manteniendo la ventaja durante 89 minutos frente al F. C. Barcelona de Pep Guardiola, el cual era considerado en la época el mejor equipo del mundo y uno de los mejores de la historia.
Su primera intervención fue la transferencia de la cinta de capitán a Lionel Messi, apuntado ahora no solo en su papel de estrella del equipo, sino también para el ejercicio de un rol de liderazgo humano y futbolístico. Otros cambios buscaron fortalecer la línea defensiva. Así, con los ingresos de Marcos Rojo, Federico Fernández y Ezequiel Garay, más las confirmaciones de Pablo Zabaleta en el lateral derecho y Javier Mascherano como mediocentro defensivo, Sabella logró resolver un histórico déficit de la selección argentina, con frecuencia señalada por su pobre desempeño defensivo en relación con su potencial de ataque. Otro cambio muy comentado fue la exclusión de Carlos Tévez del seleccionado nacional, dando punto final a las especulaciones sobre sus reticencias para acomodarse al juego y el liderazgo de Messi.
Argentina consiguió finalizar en el primer puesto de las eliminatorias 2014 (con 32 puntos) pese a que arrancó titubeante su andadura hacia la Copa Mundial de 2014 (victoria ante Chile por 4-1, derrota ante Venezuela 1-0 y empate con Bolivia 1-1). El meritorio triunfo en la cuarta jornada en la complicada visita a Colombia (2-1) enderezó el rumbo de la Albiceleste. No volvió a perder hasta la última fecha frente a Uruguay, cuando ya estaba matemáticamente clasificada. Fue la selección más goleadora de Sudamérica, con 35 tantos en 16 duelos y la segunda con menos goles recibidos (15). Fueron de destacarse las presencias de Lionel Messi, Gonzalo Higuaín, Sergio Agüero y Ángel Di María, apodados desde la prensa como los cuatro fantásticos, ya que, en conjunto, marcaron 27 de los 35 tantos; a los que se sumaron jugadores con gran presente europeo como Fernando Gago, Ezequiel Lavezzi, Javier Mascherano, Pablo Zabaleta, Lucas Biglia, Marcos Rojo y Ezequiel Garay.
En la fase inicial del Mundial, disputada en Brasil, Argentina quedó encuadrada como cabeza de serie en el Grupo F, con Bosnia-Herzegovina (2-1), Irán (1-0) y Nigeria (3-2). El desempeño general de la selección generó algunas dudas, al haber obtenido resultados ajustados y victorias sobre la hora contra rivales de menor jerarquía. Particularmente en el primer partido, Sabella planteó un defensivo 5-3-2 que fue cuestionado incluso por los jugadores una vez finalizado el partido. El aspecto más destacado del equipo fue la actuación de Messi, que marcó cuatro goles en tres partidos y posibilitó la clasificación argentina como primera de grupo.
En octavos de final, Argentina enfrentó a Suiza, en un partido donde, pese a su favoritismo, no lograría batir al portero suizo, Diego Benaglio, quien tuvo una gran participación. La defensa argentina, en tanto, logró neutralizar el ataque helvético, particularmente en el segundo tiempo. A pocos minutos de llegar a la definición desde el punto penal, Messi da una asistencia perfecta en el minuto 118 a Ángel Di María, marcando el gol que permitió el pase a los cuartos de final.
En el encuentro por cuartos ante Bélgica, Gonzalo Higuaín puso a la selección en ventaja desde el minuto 8, su único gol en el torneo. En el resto del partido, los belgas intentaron revertir el resultado, pero no pudieron organizar un ataque consistente frente al buen armado defensivo de Sabella. Finalmente, la selección logró por primera vez en 24 años superar la instancia de cuartos,

El partido de semifinales con los Países Bajos fue muy duro y trabado. La defensa argentina, liderada por Javier Mascherano, logró detener los intentos de los neerlandeses, principalmente de Arjen Robben y Robin van Persie, mientras que Higuaín y Messi fueron igualmente anulados. Luego de empatar 0-0 en los noventa minutos reglamentarios, la paridad se prolongó por los otros treinta del suplementario, hasta llegar a la definición por penales. En esta instancia, el portero Sergio Romero tuvo una destacada actuación, ya que logró despejar los tiros de Ron Vlaar y Wesley Sneijder. Los tantos anotados por Robben y Dirk Kuyt no fueron suficientes para contrarrestar los remates acertados de Messi, Ezequiel Garay, Sergio Agüero y Maxi Rodríguez. Con anotación perfecta, Argentina logró llegar a la final del torneo, su primera en una Copa del Mundo desde 1990, luego de 24 años.

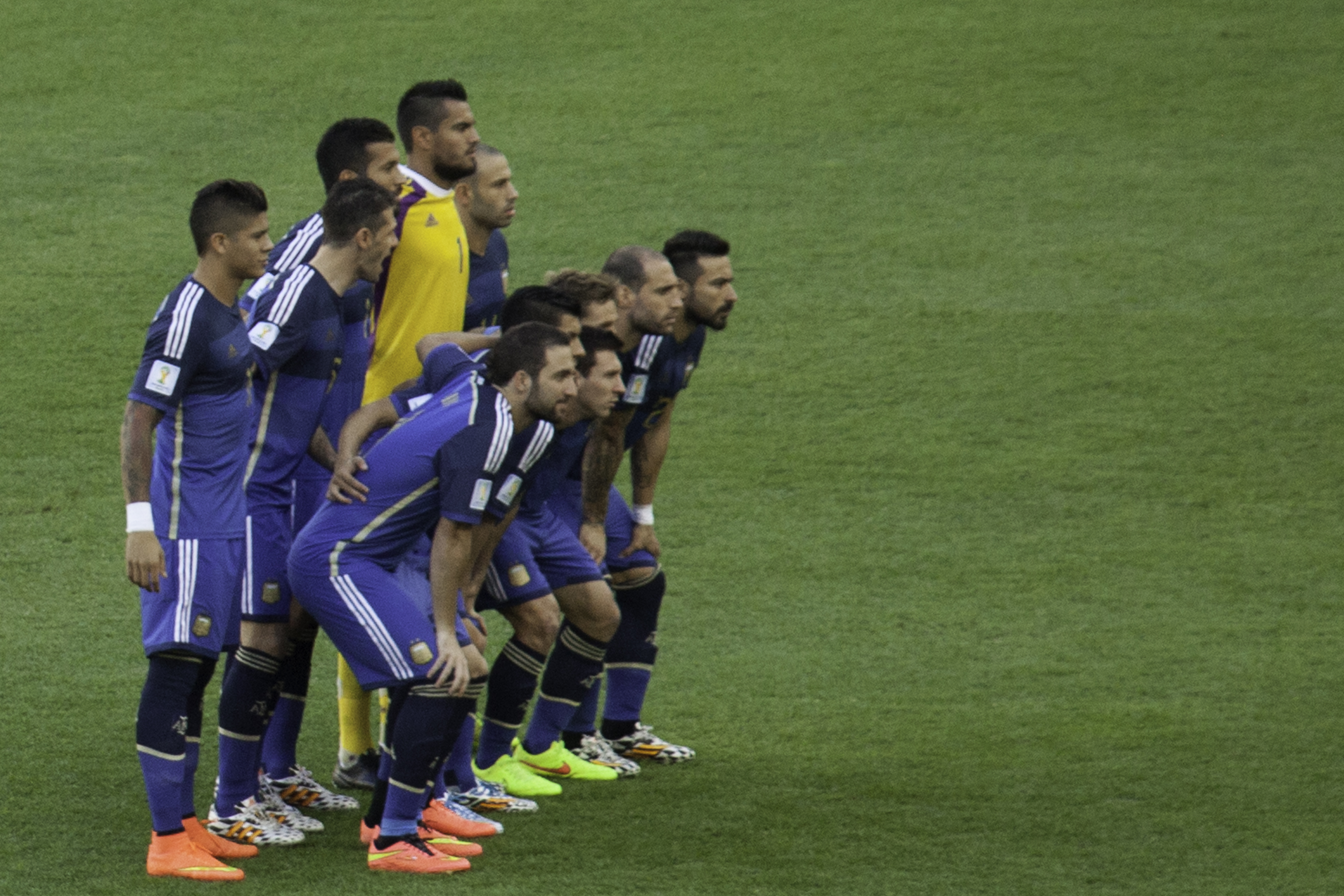
El equipo argentino antes de disputar la final ante Alemania en Río de Janeiro, en el Mundial 2014.

El 13 de julio de 2014 se realizó la final en el Estadio Maracaná de Río de Janeiro, enfrentando a Alemania, que había sido su verdugo en las dos ediciones pasadas. Argentina y Alemania se habían enfrentado previamente en dos finales: México 1986 e Italia 1990, con una victoria para cada uno. El partido comenzó bastante parejo, con llegadas para ambos equipos. Higuaín desperdició un tiro estando solo frente al arquero Manuel Neuer a los 21', marcando el dominio albiceleste durante la primera etapa del partido. Higuaín lograría anotar minutos después, pero el árbitro italiano Nicola Rizzoli anuló correctamente el tanto por posición de adelanto. Christoph Kramer, tras un choque con Garay, debió ser reemplazado por André Schürrle, que logró mejorar el orden del cuadro alemán. El cambio permitió una llegada más profunda del equipo germano, que logró sendos tiros de Schürrle, Toni Kroos y Benedikt Höwedes, aunque no lograron convertirse en goles. En el segundo tiempo, Argentina movió sus piezas con la entrada de Agüero, en reemplazo de Ezequiel Lavezzi e intentó tener mayor presencia en el ataque. Ambos equipos continuaron intentando anotar constantemente hasta el fin del partido. Toni Kroos, André Schürrle y Mario Götze intentaron anotar sin éxito, mientras que Messi logró varios destellos de buen juego. Tras el fin de la jornada regular, el partido inició la prórroga. Rodrigo Palacio, en los primeros minutos de la prórroga, perdió una excelente oportunidad frente al arquero. Tras ese tiro, Alemania comenzó a ganar más posesión del balón, mientras Argentina retrocedió. Cuando ya parecía inminente recurrir a los tiros desde el punto penal para definir al campeón, Mario Götze recibió un pase de André Schürrle y definió con gran precisión, marcando a los 113' el gol de la victoria alemana.
Contrariando las expectativas, la actuación argentina en el mundial estuvo caracterizada por un juego mucho más defensivo y opaco que el mostrado en instancias previas. La selección dio muestras de gran carácter para superar las lesiones de dos de sus "cuatro fantásticos" (Agüero frente a Nigeria y Di María contra Bélgica) y salir airosa contra rivales que plantearon en todos los casos partidos con un alto grado de dificultad. Sin buscar un juego vistoso para que se luzcan sus estrellas, Sabella realizó cambios tácticos en el equipo titular con los ingresos de Martín Demichelis, Enzo Pérez y Ezequiel Lavezzi. La labor de recorrido y desgaste de la defensa argentina, comandada por un sobresaliente Javier Mascherano, fue vital para mantener el arco en cero durante los partidos decisivos, y lograr defender las ajustadas ventajas que le permitieron a la selección llegar a la instancia final.
Al finalizar el partido, se realizó la ceremonia de premiación a los mejores jugadores del torneo, en la cual Messi fue el único jugador argentino galardonado. El otorgamiento del Balón de Oro al astro argentino generó polémica, puesto que éste no realizó intervenciones decisivas después de los octavos de final. Resultado del juego ofrecido por la selección es el hecho de que ningún jugador argentino haya entrado en el XI ideal del certamen según el índice Castrol publicado por la FIFA, pese a lo cual la labor de Javier Mascherano fue altamente resaltada por la prensa deportiva como una de las más destacadas del torneo.
Pese al buen balance de su ciclo y las expectativas para su continuidad, Alejandro Sabella decidió renunciar al cargo dos semanas después de la final por motivos personales. Su ciclo finalizó con una efectividad del 71, 54%, habiendo obtenido 26 victorias, 10 empates y 5 derrotas. Sus logros consistieron en la gran campaña en las eliminatorias y la obtención de un subcampeonato mundial tras 24 años sin superar los cuartos de final del máximo campeonato de selecciones. Por otra parte, el ciclo significó para Messi el final de años de cuestionamientos por no lograr mostrar en la selección una fracción de su rendimiento en el F. C. Barcelona. Bajo la dirección de Sabella, Messi dio varias de sus actuaciones más memorables en la selección, finalizando con 25 goles en 32 partidos.

### Era Martino (2014-2016)

#### Dos subcampeonatos consecutivos en la Copa América

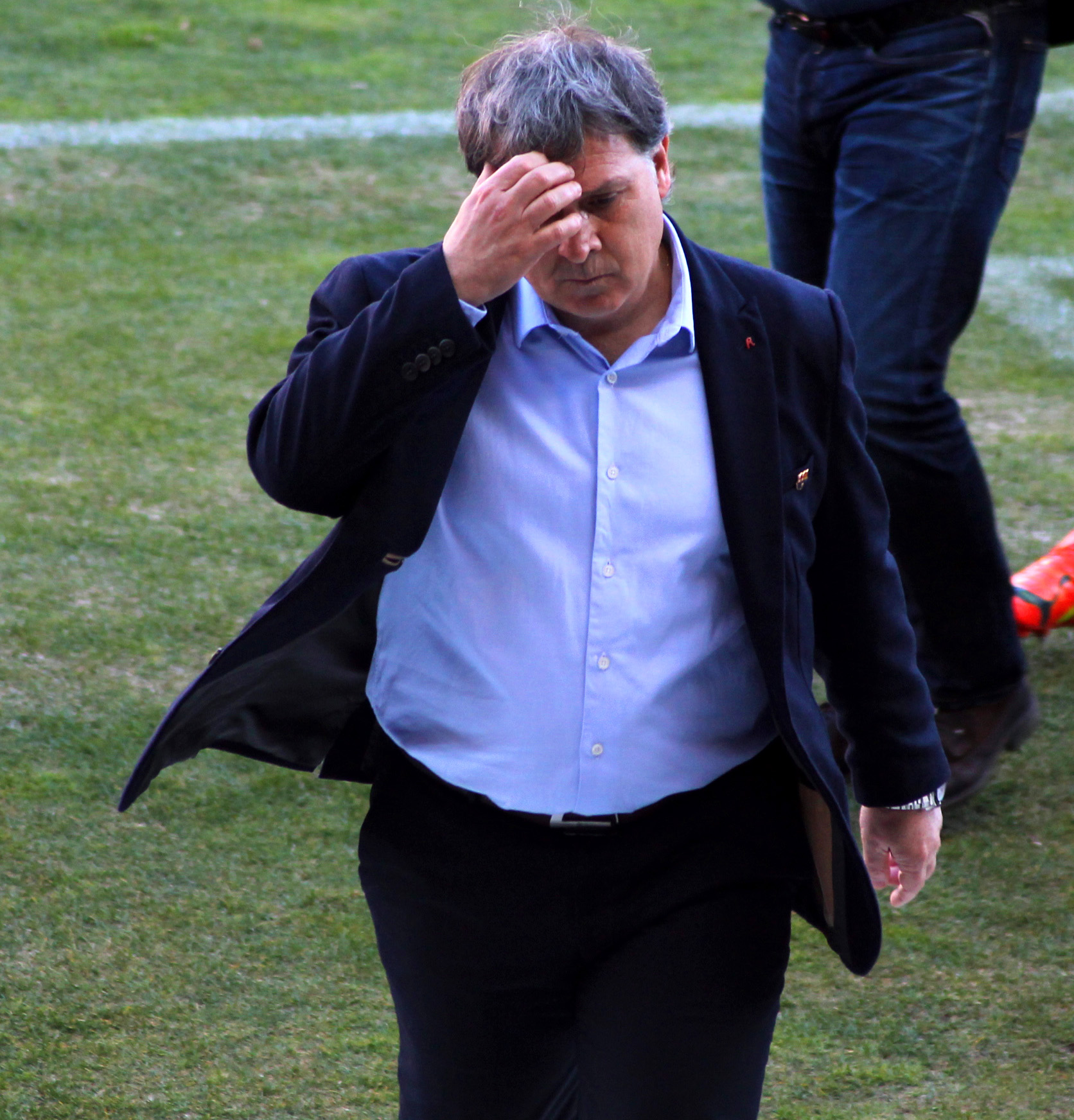
Gerardo Martino, seleccionador del combinado argentino entre 2014 y 2016.

Tras la final del Mundial 2014 y la renuncia de Alejandro Sabella, asume la dirección técnica del equipo Gerardo Martino, que venía de una destacada serie de éxitos con el seleccionado paraguayo y el club Newell's Old Boys. Argentina así inició su preparación hacia su próximo gran desafío, la Copa América 2015, con victorias ante Alemania (4-2), Croacia (2-1), Hong Kong (7-0), El Salvador (2-1), Ecuador (2-1), y Bolivia (5-0), y derrotas ante Brasil (2-0) y Portugal (1-0).
En el certamen continental, el seleccionado argentino quedó encuadrado como cabeza de serie en el Grupo B con Paraguay (2-2), Uruguay (1-0) y Jamaica (1-0). Con dos victorias y un empate, avanzó a la siguiente fase como primera de su grupo, consiguiendo 7 puntos y habiendo anotado un total de 4 goles. En cuartos de final, Argentina se midió ante Colombia, a la cual venció en tanda de penales por 5:4, mientras que en semifinales, logró un apabullante triunfo frente a Paraguay por 6-1. Accedió así a la final con el anfitrión Chile, en el Estadio Nacional de la ciudad de Santiago.
A pesar de perfilarse como el candidato a llevarse el título, la Albiceleste no logró imponer su jerarquía sobre el combinado local, que se consagró campeón por primera vez en su historia al vencer a Argentina en la definición desde el punto penal por 4:1.
En 2016, el seleccionado argentino tuvo una nueva chance de cortar su sequía de títulos en la Copa América Centenario, una edición especial en conmemoración de sus cien años de existencia.
Previo a la disputa de este torneo, la Albiceleste jugó la primera ronda de eliminatorias, consiguiendo tres victorias ante Colombia (1-0), Chile (2-1), y Bolivia (2-0), dos empates frente a Brasil (1-1), y Paraguay (0-0), y una derrota con Ecuador (0-2). También participó en algunos partidos amistosos, incluyendo una contundente goleada a Bolivia (7-0), un reñido empate ante México (2-2), y un triunfo por la mínima ante Honduras (1-0).
Ya en la competición, Argentina quedó ubicada como cabeza de serie en el Grupo D, junto a Chile (2-1), Panamá (5-0) y Bolivia (3-0), llegando invicta a la siguiente ronda con 9 puntos y anotando un total de 11 goles. En el encuentro por cuartos de final, se impuso ante Venezuela con un marcador de 4-1, y en semifinales, venció por 4-0 al anfitrión Estados Unidos. Tal como en la edición anterior, el rival del duelo decisivo fue Chile, y el acontecimiento tuvo lugar en el MetLife Stadium del condado de East Rutherford, Nueva Jersey. Nuevamente en tanda de penales, el combinado albiceleste cayó ante su similar trasandino, en esta ocasión por 4:2.
Con Martino en el banco, Argentina disputó un total de veintinueve partidos, con diecinueve ganados, siete empatados y solo tres perdidos en tiempo reglamentario, 66 goles a favor y 18 en contra. Luego de dos subcampeonatos, dio por concluido su ciclo, entre versiones de poco apoyo de las escuadras argentinas para los Juegos Olímpicos de Río.
La segunda final perdida frente a la Roja también causó la renuncia momentánea de Lionel Messi, que había declarado en una nota al canal TyC Sports después del partido que «ya lo intentó mucho» (en referencia a sus intentos de ganar un torneo con la selección); pese a esto, el 12 de agosto de ese mismo año Messi anunciaría a través de un comunicado de prensa su retorno al combinado nacional, y también confirmaría su participación en los encuentros de clasificación para la Copa Mundial de Fútbol de 2018.

Alineación de la final de la Copa América Centenario, nuevamente ante Chile.

### Era Bauza (2016-2017)

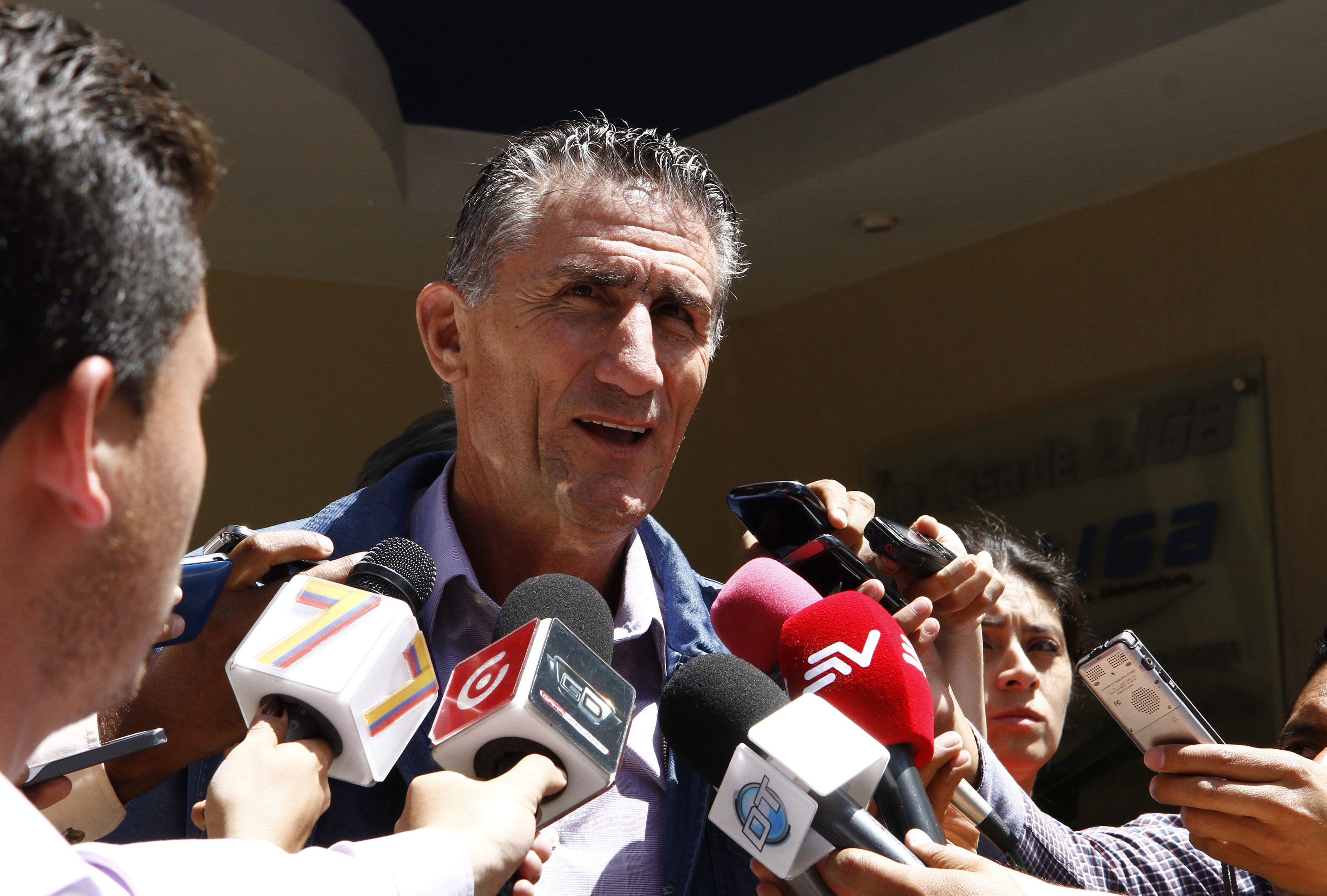
Edgardo Bauza, entrenador de la selección argentina entre 2016 y 2017.

Con Bauza al mando, Argentina continuó basándose en jugadas individuales de sus estrellas establecidas como Messi, Agüero, Higuaín y Di María, pero con un flojo rendimiento colectivo, especialmente en fechas clave: en eliminatorias consiguió apenas tres victorias (Uruguay, Colombia y Chile), dos empates (Venezuela y Perú), y tres derrotas (Paraguay, Brasil y Bolivia), terminando en zona de repechaje.

### Era Sampaoli (2017-2018)

#### Ajustada clasificación al Mundial 2018
Tras 251 días, Bauza fue destituido, y se designó en su reemplazo a Jorge Sampaoli. Con él en el banco, tres empates al hilo con Uruguay (0-0), Venezuela (1-1) y Perú (0-0) la dejaron en un contexto muy desfavorable. Para colmo de males, el 29 de agosto de 2017, el Tribunal de Disciplina de la FIFA decidió rechazar las apelaciones presentadas por la Federación Boliviana de Fútbol (FBF) y darle por perdidos dos partidos a Bolivia por la alineación indebida de Nelson Cabrera (originalmente nacido en Paraguay) el anterior 12 de enero; debido a esto, la tabla de posiciones de las eliminatorias se modificó: Chile sumó dos puntos más y logró acceder a los puestos de clasificación directa.
En tanto, la Albiceleste bajó a la zona de repesca, teniendo que esperar hasta la última fecha para lograr la tan anhelada clasificación. En esta, visitaron a Ecuador en la altura de Quito. El local alineó un equipo alternativo pues ya no tenía chances de clasificar al Mundial. Argentina se impuso por 3 goles a 1, con un hat-trick de su capitán Lionel Messi, sellando así la anhelada clasificación al Mundial de Rusia. Con 28 puntos, terminó en el tercer puesto detrás de Brasil y Uruguay, seguido de Colombia y Perú.
Ya clasificada a la cita mundialista, Argentina comenzó la etapa de preparación y elección de futbolistas, dándose por iniciada con una victoria frente a Rusia (1-0), una sorpresiva derrota ante Nigeria (2-4), una victoria ante Italia (2-0), una histórica derrota ante España (1-6), y una contundente victoria ante Haití (4-0). Durante el encuentro contra España, Sergio Romero sufrió una lesión que lo dejaría fuera del mundial, forzando la entrada de Wilfredo Caballero al equipo titular.
La selección tuvo un último compromiso ante Israel que se iba a disputar en Haifa, pero que las autoridades quisieron trasladar a Jerusalén. Esto provocó varias protestas a causa de la ocupación israelí de Jerusalén Este, por lo que el encuentro acabó por no llevarse a cabo para salvaguardar la integridad de los futbolistas. La cancelación generó protestas e incluso denuncias en la FIFA, por parte de Israel por incumplimiento de contrato (a Argentina) y por amenazas (a Palestina)

#### Mundial de Rusia de 2018

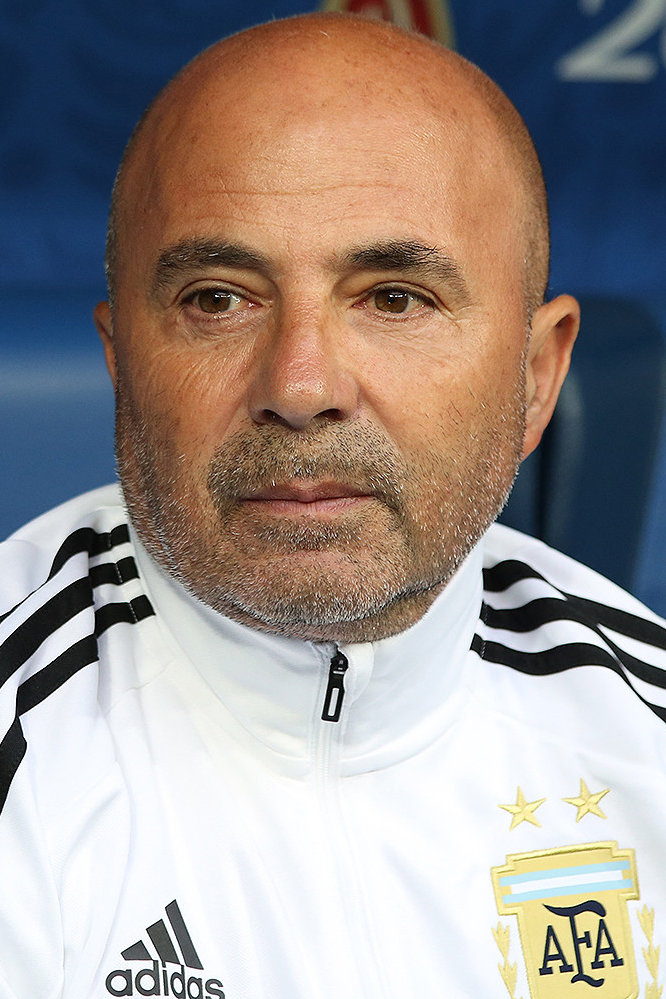
Jorge Sampaoli, seleccionador de Argentina entre 2017 y 2018.

Tras el sorteo, la Albiceleste quedó encuadrada en el Grupo D, como cabeza de serie, junto a Islandia, Croacia y Nigeria.
Argentina realizó su debut en la Copa del Mundo el 16 de junio, cuando se midió ante su primer rival, Islandia. El partido finalizó con un empate 1-1. Sergio Agüero puso el 1-0 parcial a los 18 minutos, pero el islandés Alfreð Finnbogason encontró la paridad cuatro minutos más tarde. Una actuación muy por debajo de lo esperado, donde Islandia hizo valer su condición física, y Argentina por su parte, no encontró alternativas para imponerse en el resultado, particularmente después de que Lionel Messi fallara un penal decisivo a los 64 minutos del complemento. Luego de esto, el combinado argentino no logró hacer pie en el encuentro, jugando contra uno de los equipos más débiles del torneo. Como dato curioso, este encuentro significó la primera vez que no ganaba su partido inaugural en un Mundial desde 1990; en aquella ocasión había caído ante Camerún por 0-1.
A renglón seguido, tuvo una tarde negra ante Croacia, que lo batió por 3-0, con goles de Ante Rebić, Luka Modrić, e Ivan Rakitić. El duelo había comenzado parejo, con llegadas para ambos equipos, y se mantuvo en un ida y vuelta constante durante toda la primera mitad, sin que ninguno de los dos combinados en particular sacara alguna ventaja sobre el otro. El 0 a 0 persistió hasta el minuto 52, cuando el guardameta Caballero cometió un grosero error al sacar el balón de su área, ya que al intentar despejarlo, el mismo rebotó a unos escasos centímetros de Rebic, que tomó ventaja de la situación y anotó el primer tanto del juego con una volea de gran precisión. Este traspié desconcertó seriamente al seleccionado, que desde ese momento no tuvo respuestas a la contundente ofensiva propuesta por los eslavos. Todo esto lo dejó en la puerta de salida del torneo, aunque los otros resultados del grupo (entre ellos Nigeria ganándole a Islandia) abrieron la posibilidad de pasar a octavos de final si ganaba su último encuentro de la serie.
Frente al conjunto africano, y con el retorno de varios históricos a la alineación titular, destacando a Higuaín, Banega, y Di María, entre otros, el equipo apareció más motivado. En el arco, el debutante arquero de River Plate, Franco Armani, tomó la titularidad y relegó de forma permanente a Caballero. Lionel Messi abrió el marcador a los 13 minutos de juego. Tras un exquisito pase de Éver Banega desde atrás de la mitad de la cancha, que recorrió aproximadamente 30-40 m, Messi amortiguó el pase con el muslo izquierdo y, tras ganarle en la carrera a su marcador Kenneth Omeruo, definió con un derechazo cruzado ante el portero Uzoho. Anotó así el centésimo gol del torneo, y la Albiceleste continuó dominando prácticamente todo el primer tiempo, incluso con un tiro libre de Messi que dio en el palo izquierdo de Uzoho. Sin embargo, en la segunda mitad, Nigeria salió más determinada y a los seis minutos, Javier Mascherano cometió un penal inocente por un leve agarrón en el área a Leon Balogun. El colegiado señaló la pena máxima, el nigeriano Moses no desperdició el lanzamiento, y puso en aprietos a Argentina, teniendo en cuenta que Croacia empataba con Islandia y la diferencia de gol. En un final para el infarto, en el minuto 85, Marcos Rojo conectó un centro desde la derecha de Mercado, logrando el 2-1 y desatando el delirio en la hinchada. La victoria de Croacia por 2-1 frente a Islandia terminó de concretar el agónico pase del seleccionado argentino a la siguiente ronda.
En octavos de final, Argentina enfrentó a Francia en Kazán el 30 de junio, donde, tras una falta tempranera de Rojo a Kylian Mbappé, se decretó penal en contra, anotado por Antoine Griezmann en el minuto 13. Más tarde, en el minuto 41, tras un pase de Banega, Di María anotó el empate, con un zurdazo de 25 metros al ángulo izquierdo de Hugo Lloris. En el segundo tiempo, en el minuto 48, Mercado aprovechó un rebote de Messi para anotar el 2-1 parcial. Sin embargo, el francés Benjamin Pavard anotó a los 57 para empatar el encuentro, y 7 minutos después, Mbappé aprovechó un rebote tras un remate de Blaise Matuidi para anotar el 2-3 parcial y 4 minutos después, volvería a anotar Mbappé, tras un contraataque francés creado por Antoine Griezmann y Olivier Giroud. La defensa argentina se vio completamente doblegada por el ágil jugador franco-africano, quien por instancias lograba superar a los albicelestes con cierta facilidad. En el minuto 90 + 3, Agüero anotó el 3-4 final tras un centro de Messi, un gol heroico pero insuficiente. Ya con tiempo cumplido, un postrer esfuerzo argentino estuvo a punto de lograr empatar el resultado y llevarlo a la prórroga, pero el milagro finalmente no se dio. Argentina quedó eliminada del certamen siendo el equipo que más dificultades le dio al futuro campeón, y ofreciendo un partido relativamente digno en comparación a la imagen que había dado en la fase de grupos.
Con un muy flojo rendimiento individual y colectivo, sobre todo el mal rendimiento del capitán Lionel Messi, el subcampeón de 2014 no pudo repetir las buenas actuaciones que la habían llevado a la final cuatro años antes, y finalizó en el fondo de la tabla en el puesto 16.º, su peor resultado en un Mundial desde 2002 (donde había quedado afuera en fase de grupos). Las desavenencias internas, tanto entre Sampaoli y los jugadores como dentro del mismo cuerpo técnico, marcaron con fuego al equipo en un mundial que fue calificado como desastroso por varios de sus protagonistas.
El Mundial de Rusia supuso en gran medida un punto final para la generación de los campeonatos juveniles de 2007 y 2008, la cual, liderada por Messi y Mascherano, llegó disputar tres finales internacionales en cuatro años (el Mundial de 2014 y las Copa Américas de 2015 y 1016). Varios jugadores históricos como Mascherano, Biglia, Higuaín, Banega, Pérez y Rojo no volvieron a ser citados para el seleccionado. Ni siquiera el propio Messi se vio librado de duras críticas por su desempeño en el certamen, el cual muchos veían como su última para conquistar un título con la selección mayor.
Con respecto al entrenador, muy cuestionado por la opinión pública y los propios jugadores, se produjo una gran incertidumbre, dado que había firmado un contrato millonario hasta el Mundial de Catar de 2022. Finalmente, la Asociación del Fútbol Argentino y Sampaoli llegaron a un acuerdo para que este último dejara su cargo como director técnico de la selección argentina, confirmándose su desvinculación el 15 de julio de 2018.

### Era Scaloni (desde 2018)

#### La renovación anunciada

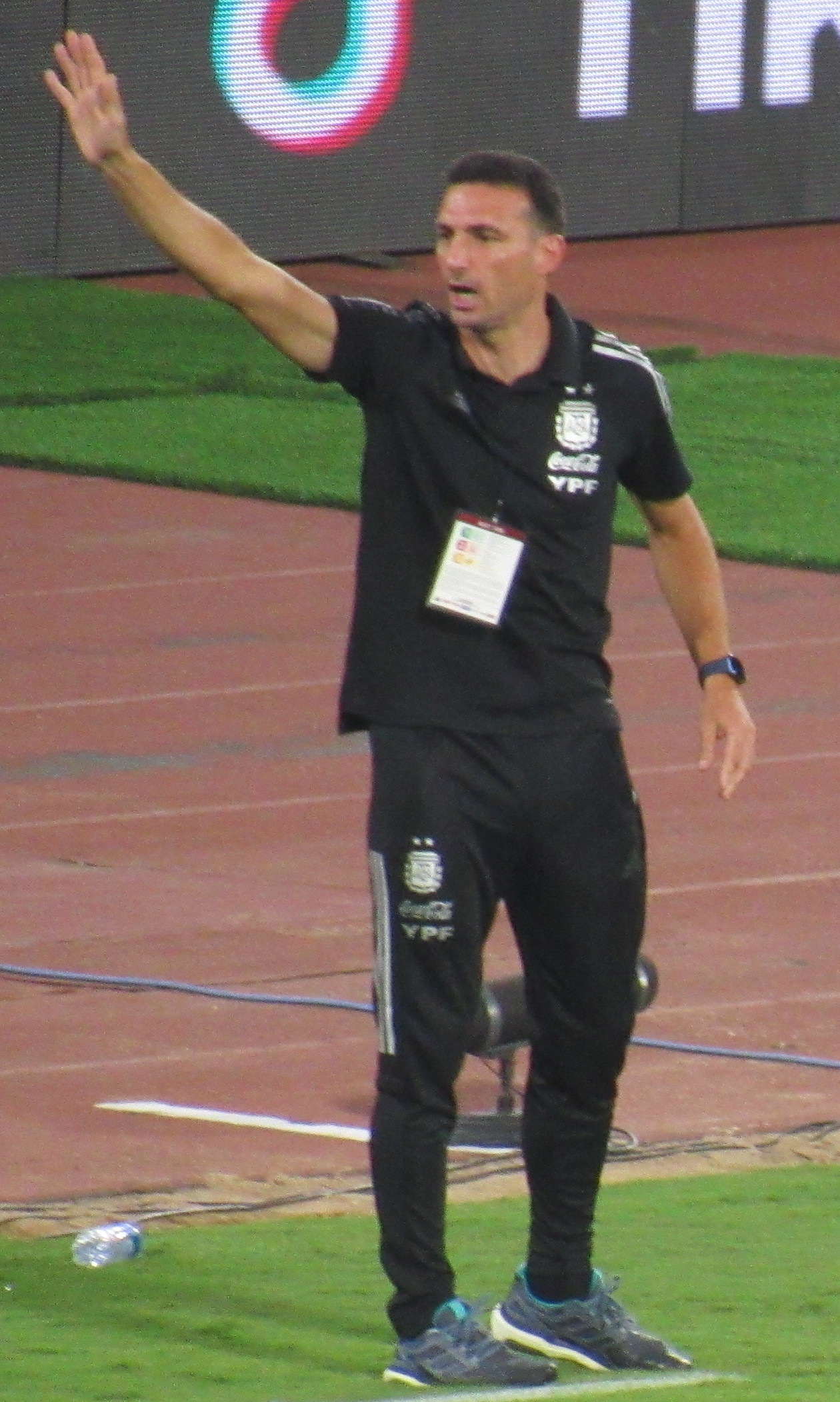
Lionel Scaloni, el actual DT del seleccionado argentino. Bajo su mando, Argentina ganó las Copas América de 2021 y de 2024, la Finalíssima 2022 y el Mundial de 2022.

Tras las experiencias fallidas de los ciclos Bauza y Sampaoli, la AFA optó por ofrecerle el cargo a Lionel Scaloni, en calidad de entrenador interino y en vistas a dirigir los seis partidos amistosos a dirimirse en lo que restaba de 2018. Su nombramiento causó gran sorpresa, dado que la experiencia del joven DT se reducía únicamente a haber integrado el cuerpo técnico de Sampaoli y encontrarse desde la salida de éste dirigiendo a la selección Sub-20 junto con Pablo Aimar. Su ciclo comenzó con muy bajas expectativas, apuntando en un inicio a concretar la largamente aplazada renovación generacional del conjunto nacional, y luego a sentar las bases de un equipo competitivo de cara al próximo mundial.
Con el objetivo puesto en conformar un nuevo grupo, Scaloni decidió postergar la convocatoria de las principales estrellas argentinas del fútbol internacional: Messi, Agüero, Higuaín y Di María. En cambio, sí se dio lugar a jugadores de larga trayectoria en la selección como Otamendi, Tagliafico, Dybala, Funes Mori, Mercado y Romero. Otros jugadores que habían formado parte del equipo en convocatorias pasadas pero cuyo protagonismo era mínimo recibieron una nueva oportunidad para convertirse en fijas del plantel, siendo este el caso de Franco Armani, Ángel Correa, Giovani Lo Celso, Germán Pezzella, Marcos Acuña, Roberto Pereyra, Agustín Marchesín y Mauro Icardi. 
Desde el inicio, el nuevo cuerpo técnico conformado por Scaloni, Aimar, Walter Samuel y Roberto Ayala mostró una disposición a apostar por jugadores relativamente poco conocidos en el panorama de las grandes ligas del fútbol de élite, brindándoles la oportunidad de potenciar sus carreras a través de la selección. Así, se abrieron las puertas a futbolistas jóvenes que tendrían la chance de vestir la casaca nacional por primera vez, como Lautaro Martínez, Leandro Paredes, Rodrigo De Paul, Gerónimo Rulli, Juan Foyth, Giovanni Simeone, Santiago Ascacíbar, Paulo Gazzaniga, Walter Kannemann, Rodrigo Battaglia y Franco Cervi. A su vez se sumaron al proceso varios jugadores del medio local, quienes hasta ese momento (con algunas excepciones entremedio) no venían siendo tenidos en cuenta. Allí destacaron, entre otros: Gonzalo Martínez, Franco Armani, Gonzalo Montiel y Exequiel Palacios de River Plate; Cristian Pavón de Boca Juniors; Renzo Saravia y Matías Zaracho de Racing; Lisandro Martínez y Domingo Blanco de Defensa y Justicia; Maximiliano Meza, Fabricio Bustos, y Alan Franco de Independiente; Leonel Di Plácido de Lanús; Matías Vargas y Gastón Giménez de Vélez Sarsfield; y Guido Herrera de Talleres.
Scaloni comenzó su mandato en la doble fecha FIFA del mes de septiembre (la primera posterior al Mundial), donde dirigió a Argentina ante los seleccionados de Guatemala y Colombia en una gira por Estados Unidos. La renovada selección tuvo su presentación inicial al medirse ante el combinado centroamericano en el Memorial Coliseum de la ciudad de Los Ángeles, al cual venció por un holgado 3-0, con goles del Pity Martínez (de penal, a los 27 minutos), Lo Celso (a los 35'), y Simeone (a los 44'). El martes 11, en el MetLife Stadium del condado de East Rutherford, Nueva Jersey, el conjunto argentino se contrapuso a los cafeteros en un áspero duelo que finalizó en un empate 0 a 0. En su último amistoso, el conjunto albiceleste mostró una muy buena imagen enfrentando al equipo titular de Brasil, colmado de estrellas tales como Neymar, Coutinho, Casemiro, Gabriel Jesus y Firmino. Scaloni fue capaz de mantener el empate hasta el minuto 92, cuando João Miranda anotó de cabeza el único gol del partido. El saldo de los seis amistosos fue positivo, finalizando con 4 victorias, 1 empate y 1 derrota. Con 11 goles a favor y solamente 1 en contra, la selección de Scaloni destacó por su buen ordenamiento defensivo y el dinamismo de sus volantes, características que perdurarían a lo largo de todo el ciclo.
Debido al saldo positivo de los amistosos, y la buena imagen que el cuerpo técnico cosechó con los jugadores convocados y la dirigencia de la Asociación del Fútbol Argentino, Scaloni se perfiló para ser nominado como el entrenador definitivo de la selección nacional, hecho que efectivamente se concretó el 29 de noviembre de 2018. Su continuidad fue asegurada hasta la Copa América 2019 por el presidente de AFA, Claudio Tapia, quien le brindó su apoyo y también una opción de extensión de contrato hasta la Copa América 2020. La designación fue respaldada por el director de selecciones nacionales, César Luis Menotti, cuando este asumió dicho cargo en enero de 2019. Varios medios locales cuestionaron esta decisión debido a la falta de experiencia de Scaloni como entrenador, pues únicamente había dirigido a la Selección de fútbol sub-20 de Argentina antes de asumir el cargo. La prensa contrastaba al "joven inexperto" Scaloni con otros nombres de peso que sonaban para dirigir a la selección, tales como Diego Simeone, Mauricio Pochettino y Marcelo Gallardo. Quizás ninguna crítica fue tan tenaz como la de Diego Maradona, quien aseguró que "Scaloni no puede dirigir ni el tráfico".

#### La vuelta de Messi y una lenta consolidación
Tras su confirmación en el cargo, Scaloni continuó consolidando al nuevo plantel, dentro del cual emergieron Leandro Paredes, Lautaro Martínez, Rodrigo De Paul, Giovanni Lo Celso y Marcos Acuña como las principales caras de la renovación. De cara a la Copa América 2019, el entrenador se enfrentó a la prueba de fuego de todos sus predecesores en la última década: integrar en el equipo a un Lionel Messi que se encontraba en un altísimo nivel en el Barcelona (ese año ganó la Bota de Oro y el Balón de Oro) y se mostraba dispuesto a volver al seleccionado nacional. El esperado retorno del capitán y máximo goleador histórico de la selección se produjo el 22 de marzo de 2019 en un encuentro amistoso disputado contra Venezuela. El partido finalizó con una dura derrota albiceleste por 3 a 1, que de nuevo hizo llover las críticas y la desconfianza hacia el entrenador. 

El 21 de mayo de 2019, Scaloni dio a conocer la lista de convocados para la Copa América 2019, que contaba con los destacados regresos de Agüero y Di María. De los veintitrés jugadores convocados, solamente nueve habían participado del Mundial de Rusia, destacándose las ausencias de históricos en activo como Mercado, Romero, Banega y Enzo Pérez (Higuaín había optado poco antes por retirarse de la selección). Caso diferente fue el de Mauro Icardi, quien había sido postulado en reiteradas ocasiones -y desde hacía años- como el referente de la renovación de la selección, junto a Paulo Dybala. Sus problemas extrafutbolísticos y su bajo nivel en las citas internacionales acabaron por relegarlo frente a la constancia de Lautaro Martínez y la vigencia de Agüero.
El 15 de junio, Argentina realizó su debut en la Copa América por el grupo B ante Colombia en la Arena Fonte Nova de Salvador de Bahía, cayendo con una pálida imagen por un resultado de 0 a 2. El seleccionado disputó su segundo encuentro ante Paraguay en el Mineirão de Belo Horizonte, en un decepcionante empate 1 a 1 que no mostró una mejoría significativa en su rendimiento. Los goles fueron realizados por Messi (de penal, a los 57' ST), para el representativo nacional y Richard Sánchez (37' PT) para la albirroja. A los 18' del segundo tiempo, Armani le atajó un penal al paraguayo Derlis González, evitando una derrota que hubiese supuesto la eliminación y el posible final para Scaloni al mando de la selección. Posteriormente, los seguidores de la selección destacaron este momento como un punto de inflexión en el ciclo, necesario para las conquistas que sobrevinieron en los años siguientes. En la última fecha por la primera ronda, la celeste y blanca enfrentó al invitado Catar en el Arena do Grêmio de Porto Alegre, logrando una victoria por 2 a 0, con goles de Lautaro Martínez (4' 2T) y Agüero (82' ST). Dicho marcador le alcanzó para obtener la clasificación a los cuartos de final de la competición como segundo de su grupo, con cuatro puntos. Argentina se midió ante Venezuela por cuartos de final en el mítico Maracaná de Río de Janeiro, donde nuevamente obtuvo un triunfo por 2 a 0, con goles de Lautaro (10' PT) y Lo Celso (74' ST), consiguiendo así el pase a semifinales y entrando entre los cuatro mejores del torneo.
La selección enfrentó al anfitrión Brasil en la primera llave de semifinales de la competición, en lo que fue un encuentro muy anticipado tanto por la prensa deportiva como por la hinchada de ambos países. Allí Argentina mostró considerablemente su mejor faceta a lo largo del torneo, aunque no pudo evitar la eliminación ante el local, que triunfó por un escueto 2 a 0, con goles Gabriel Jesus (19' PT) y Roberto Firmino (71' ST), ambos de contragolpe. Un punto muy controversial de este partido fue el arbitraje del ecuatoriano Roddy Zambrano, cuya actuación fue acusada de localista y sesgada por los visitantes, particularmente por evitar el uso del VAR en dos discutidas jugadas en las que los jugadores argentinos consideraron que el juez debió pitar un penal cuya concreción hubiese supuesto el empate parcial de la albiceleste. Cerrando su participación en la Copa América, Argentina enfrentó a Chile (quien venía de perder su llave de semifinales por 0 a 3 con Perú) en el partido por el tercer puesto. El seleccionado quedó en el podio de la competición como la tercera mejor selección al conseguir una victoria por 2 a 1, con goles de Agüero (12' PT) y Dybala (22' PT) para Argentina, y Arturo Vidal (59' ST, de penal) para Chile.
Considerando el reajuste de expectativas producido tras el fracaso de 2018 y la profunda renovación subsiguiente, el balance de la actuación argentina en la Copa América fue favorable. Pese a haber estado a punto de quedar eliminado en la primera fase, el equipo dio muestras de una evolución constante a lo largo del certamen, desplegando un buen juego y carácter para enfrentar partidos difíciles, y dando su mejor versión en el partido decisivo contra Brasil. 
En lo que restó de 2019, la selección disputó tres amistosos sin la presencia de Messi, venciendo a México con un contundente 4 a 0 (triplete de Lautaro Martínez), empatando 2 a 2 con Alemania y goleando 6 a 1 a un impotente seleccionado ecuatoriano. El capitán se incorporó para los amistosos con Brasil y Uruguay, que finalizaron con una resonante victoria por 1 a 0 frente a la verdeamarela y un peleado empate 2 a 2 contra la celeste. 
Tras el parate causado por la pandemia de COVID-19, en octubre de 2020 la selección inició las eliminatorias para la Copa Mundial de Fútbol de 2022 con la continuidad del Scaloni asegurada y una base del equipo bien definida, compuesta por jugadores de larga trayectoria en la selección (Messi, Otamendi, Di María, Agüero, Dybala, Tagliafico), los referentes de la renovación posterior a 2018 (Lautaro Martínez, De Paul, Paredes, Lo Celso, Acuña) y un cupo siempre abierto a jugadores que aporten nuevas cualidades al equipo. En sucesivas convocatorias, nuevos futbolistas continuaron incorporándose al plantel fijo de la selección e incluso en la formación titular, relegando a otros de mayor trayectoria. Así, Emiliano Martínez le ganaría el puesto a Franco Armani; Cristian Romero a Lucas Martínez Quarta; Gonzalo Montiel y Nahuel Molina a Renzo Saravia y Juan Foyth; Alejandro Gómez a Paulo Dybala; Nicolás González a Ángel Di María. Varios de estos jugadores nunca habían sido convocados a la selección mayor.
Aún cosechando resultados positivos, el equipo mostró en este período cierta inestabilidad en el juego, y una falta de contundencia que solía costarle puntos importantes de cara a la clasificación. En reiteradas ocasiones, comenzaba ganando y dominando al rival, pero acababa replegado en su campo y hasta perdiendo la ventaja en el marcador. Esto sucedió en junio de 2021, cuando el seleccionado acumuló tres empates seguidos contra Chile, Colombia y Chile de nuevo por el primer partido de la Copa América, iniciando el certamen bajo la mirada crítica de los medios deportivos. En el aspecto táctico, muchos cuestionaron a Scaloni por jugar sin un mediocentro defensivo (Paredes ocupó esta posición durante todo su ciclo) y por la inconstancia en el armado de los equipos, que muchos atribuían a la inexperiencia del cuerpo técnico. Con todo, el futuro DT campeón de América y del mundo contaba con el apoyo de los jugadores y de la gestión de AFA, por lo que su continuidad no fue puesta en duda mientras los resultados acompañaran. El 2021 fue de menor a mayor, estirándose con el correr de los partidos una enorme racha sin derrotas (la última había sido contra Brasil en 2019) que llegaría a alcanzar los 36 partidos, constituyendo el más largo de la historia de la selección y el segundo del fútbol de selecciones a nivel mundial.

#### Copa América 2021: el final de la sequía de 28 años

Alineación de la final de la Copa América 2021, ante Brasil.

La lista para la Copa América 2021 confirmó las recientes adiciones al equipo (Cristian Romero, Emiliano Martínez, Gonzalo Montiel, Alejandro Gómez) dejando fuera de la convocatoria a habituales del ciclo como lo eran Dybala, Ocampos y Foyth. 
La selección comandada por Scaloni conformó el Grupo A con Uruguay, Paraguay, Chile y Bolivia. El 14 de junio se enfrentó con Chile en el encuentro que abrió el grupo, que finalizó 1:1, con gol de Messi de tiro libre. Más tarde, Eduardo Vargas empataría el partido aprovechando un rebote de Martínez tras atajarle un penal a Arturo Vidal. La segunda fecha lo enfrentó a Uruguay, al que derrotó 1:0 con gol de Guido Rodríguez. En la tercera venció a Paraguay 1:0, con gol de Gómez tras una asistencia por medio de un pase filtrado de Di María. En la cuarta y última fecha, que se disputó el 28 de junio, goleó a la selección de Bolivia 4:1 con goles de Gómez, dos de Messi y otro de Lautaro Martínez. Así, clasificó primera del grupo, logrando 10 puntos en los 4 partidos.
Su clasificación en la primera posición hizo que se encuentre en cuartos de final con Ecuador, que había quedado en la cuarta posición del Grupo B. El encuentro se disputó el día 3 de julio en Goiânia y finalizó en victoria para la Albiceleste por 3:0. El marcador lo abriría De Paul tras una asistencia de Messi aprovechando una mala salida del arquero rival. Luego, el partido se mantendría parejo hasta los últimos 10 minutos, en los cuales Lautaro Martínez agrandaría la diferencia tras una amable asistencia de Messi, y finalmente, este último anotaría en los minutos finales del partido con la curiosidad de que originalmente el árbitro otorgó un penal a favor de Argentina, pero tras el uso del VAR, corrigió con un tiro libre pateado por el capitán que terminó en gol.
El 6 de julio Argentina se midió con Colombia (que venció en cuartos de final a Uruguay por penales) en Brasilia para disputar las semifinales de la competición. La selección sorprendió con un gol tempranero de Lautaro Martínez (7' PT) tras un gran dominio y asistencia de Messi dentro del área rival. El partido fue muy reñido hasta que en el segundo tiempo Luis Fernando Díaz (61' ST) empató para la tricolor. Tras los 90 minutos el partido se decidió en la tanda de penales, donde se impuso Argentina 3 a 2 con una actuación sorprendente del arquero argentino Dibu Martínez, tapando los disparos de Davinson Sánchez, Yerry Mina y Edwin Cardona. Fue la primera vez que un arquero de la selección argentina tapa tres tiros (sin contar desviados, es decir, que no iban en dirección al arco) en una tanda de penales. La serie tuvo como curiosidad que el arquero argentino conversaba con los jugadores colombianos antes de patear sus penales para distraerlos, siendo una de sus frases "mirá que te como hermano". De esta manera, la Albiceleste alcanzó la final de la Copa contra el vencedor de Brasil-Perú que terminó siendo el anfitrión.

EL plantel argentino levantando la Copa América de 2021. Fue el primer título oficial de la Selección después de 1993.

El día 10 de julio la selección argentina se enfrentó contra Brasil en el Estadio Maracaná en la ciudad de Río de Janeiro por la final de la Copa América 2021. El primer tiempo lo comenzó dominando el seleccionado argentino. A los 22 minutos del primer tiempo, De Paul cruzó desde el campo argentino un gran balón largo para poner a Di María frente a Ederson, tras anticipar el error en la marca del lateral brasileño Renan Lodi. El Fideo anotó el 0-1 con una vaselina por encima del arquero, del mismo modo que en la final de Pekín en 2008.
En el inicio del segundo tiempo Brasil salió a buscar empatar el encuentro: tomó el control del partido y encerró a la Argentina en su propio campo. El cambio de posición de Richarlison hacia el extremo derecho y las ofensivas de un Neymar en nivel superlativo pusieron reiteradas veces en aprietos a la sólida defensa argentina, que logró contener los ataques e interrumpir el juego con faltas tácticas. Martínez rechazó los dos tiros a puerta que le hicieron los brasileños, y en los últimos instantes del partido, la liquidación quedó a cargo de Messi. Tras otra gran asistencia de De Paul, el capitán acabó resbalándose enfrente del arquero brasileño (88' ST).
El equipo se coronó campeón cortando una sequía de 28 años sin títulos internacionales, en los que la selección había perdido cuatro finales de Copa América (2004, 2007, 2015 y 2016), una de Copa Confederaciones (2005) y otra de la Copa Mundial (2014). Jugadores de extenso recorrido futbolístico en la albiceleste como Messi, Di María, Agüero y Otamendi fueron portadores por primera vez en sus carreras de un título internacional con la selección mayor. A su vez, la victoria significó la primera edición de Copa América organizada en suelo brasileño en donde el local no pudo alzarse con el título, ya que la verde-amarela había ganado las ediciones de 1919, 1922, 1949, 1989 y 2019 en calidad de anfitrión. Messi fue elegido el mejor jugador del torneo, además de ser el máximo asistidor y el máximo goleador de la misma con 4 goles, compartiendo este último premio con Luis Díaz. Además, Emiliano Martínez fue elegido el mejor arquero del certamen. Si bien no fueron premiados, también destacaron las actuaciones de De Paul, Romero y Lautaro Martínez, quienes fueron claves en la obtención del título.
Durante la Copa América, entre los simpatizantes del equipo argentino se empezó a comparar de modo humorístico al equipo de Scaloni con un vehículo que va en línea recta hacia el cumplimiento de sus objetivos. Se mezcló el apellido del entrenador con la palabra "motoneta" o "camioneta" y dio surgimiento al apodo «Scaloneta» que se empleó en la jerga popular para hablar del equipo dirigido por Scaloni. El mismo término llegó a ser utilizado por los jugadores del plantel.

#### Camino hacia el mundial y un nuevo título oficial: la Finalíssima 2022
Veintiocho años sin títulos habían supuesto una pesada carga para todos los jugadores de la selección de la última década, y en particular para los sobrevivientes de las tres finales perdidas entre 2014 y 2016. Después de la consecución del título, además de convertirse en un fenómeno mediático, la Scaloneta se constituyó en un equipo extremadamente sólido y eficaz, acabando con los cuestionamientos al técnico y los jugadores, y posicionándose como una gran candidata al mundial de Catar. 

Scaloni organizó un equipo dinámico caracterizado en sus mejores momentos por la verticalidad y la alta presión, el intercambio de posiciones y la generación de espacios asemejando al estilo del fútbol total. Una de las claves de este tipo de juego fue el eje de tres volantes mixtos (De Paul-Paredes-Lo Celso) capaz de realizar rápidas encadenaciones de pases y volcar el juego hacia un Messi libre para moverse a voluntad a lo largo de todo el campo. El 10, ya entrado en años, pulió en la selección de Scaloni una forma de juego característica de la fase tardía de su carrera, en la que economiza al máximo sus movimientos y demuestra su peligrosidad cuando el equipo detenta la posesión del balón, liderando todos los ataques, creando situaciones de gol y finalizando él mismo la mayoría de las mismas. Di María, por su parte, adquirió con el gol del título la confianza y el reconocimiento que necesitaba para posicionarse como la segunda estrella del equipo, aportando desde la banda derecha una alta cuota de recorrido ofensivo y generación de peligro en asociación con Messi y Lautaro. Cabe también destacar la gran solidez defensiva conseguida tras los ingresos de Romero y Emiliano Martínez al equipo titular, además del enorme trabajo de desgaste físico que recayó en jugadores como De Paul, Nico González y Julián Alvarez.

Alineación de la Finalissima 2022, ante Italia.

Tras culminar la eliminatoria en un nivel superlativo, dejando actuaciones memorables como la victoria por 3 a 0 frente a Uruguay, la selección se preparaba para disputar la Finalíssima en Wembley contra el seleccionado de Italia, ambos en calidad de campeones de sus respectivos torneos continentales. El encuentro contó con un enorme valor simbólico, ya que en ambos países había jugado el recientemente fallecido Diego Maradona, y el hecho de disputarse territorio inglés dio lugar a la tradicional aversión argentina a dicho país, que transciende la frontera deportiva.
El partido se disputó el 1 de junio de 2022, e inició con el seleccionado argentino controlando uniformemente posesión del balón. Lautaro Martínez abrió el marcador tras una gran asistencia de Messi (28' PT). A los 45+2' del primer tiempo, el mismo delantero dejó solo a Di María frente al arquero tras haber éste ganado la carrera al defensor italiano Giorgio Chiellini. El Fideo picó la pelota venciendo a Donnarumma y estirando la diferencia. En el segundo tiempo Argentina continuó generando varias ocasiones de riesgo y dominando constantemente a la escuadra italiana. Un gol tardío de Dybala sentenció la goleada para coronar a la selección de Scaloni como campeona del torneo. 
Messi fue elegido la figura del partido, aunque la selección tuvo varios puntos altos, destacando sobremanera el tridente ofensivo formado por el capitán, Lautaro Martínez y Di María. El nuevo gol de Di María en una final recordó a los convertidos contra Brasil en la Copa América y Nigeria en los Juegos Olímpicos, en todos los casos picándola por sobre el arquero y posibilitando la conquista de un nuevo título para la selección.

#### Mundial de Catar 2022: Sufrimiento, gloria y conquista de la tercera estrella
Para el Mundial de Catar, Scaloni mantuvo la base del equipo que se consagró en la Copa América y la Finalissima, con una convocatoria encabezada por Messi, Emiliano Martínez, Otamendi, Romero, Lautaro Martínez, De Paul, Di María y Paredes. Se sumó un puñado de jugadores que casi no contaban con trayectoria en la selección, pero que atravesaban un buen presente en el continente europeo, como Alexis Mac Allister, Enzo Fernández, Julián Alvarez y Lisandro Martínez.
Hubo, sin embargo, un gran trasfondo de incertidumbre ligado al estado físico de varios jugadores: Paredes, Acuña, Tagliafico, Palacios, Gómez y Dybala presentaban molestias físicas y llegaban con lo justo a la gran cita. Un pilar del equipo como Lo Celso no alcanzó a recuperarse a tiempo de su lesión, mientras que Nicolás González y Joaquín Correa fueron desafectados de la concentración mundialista al no pasar la prueba física del equipo técnico. En este contexto, muchos notaron las similitudes con la previa al estrepitoso Mundial de 2002, en el que la selección llegó como la gran favorita y acabó eliminada en fase de grupos.
Argentina quedó encuadrada en el grupo C, con Arabia Saudita, México y Polonia. Para el primer partido ante Arabia, Scaloni decidió apostar por la base campeona con Emiliano Martínez; Molina, Romero, Otamendi y Tagliafico; De Paul, Paredes y Gómez; Di María, Lautaro Martínez y Messi. El partido inició con un 1-0 a favor de la Albiceleste con un penal de Messi a los 9 minutos, luego de un agarrón en el área a Paredes en una pelota parada. Antes del descanso, Argentina pudo aumentar la ventaja, pero los fuera de juego lo impidieron tres veces: primero a Messi y luego en dos ocasiones a Lautaro. Sin embargo con el correr de los minutos, la selección cometió dos errores, y en una salida mal parada al inicio del segundo tiempo, Arabia Saudita dio vuelta el partido con un tiro cruzado de Saleh Al-Shehri en el 48' y una parábola de Salem Al Dawsari en el 53'. A partir de allí, el equipo mostró cansancio, producto de haber terminado las ligas europeas una semana antes del inicio del mundial, sumado a una floja respuesta anímica para empatar el partido, lo que determinó en una derrota histórica, prácticamente improbable frente a uno de los equipos más débiles del torneo, a la vez del gran presente del combinado albiceleste. Argentina perdía el invicto de 36 partidos, y a su vez, se quedó sin margen de error para poder pasar de ronda, debiendo no perder sus dos partidos restantes.

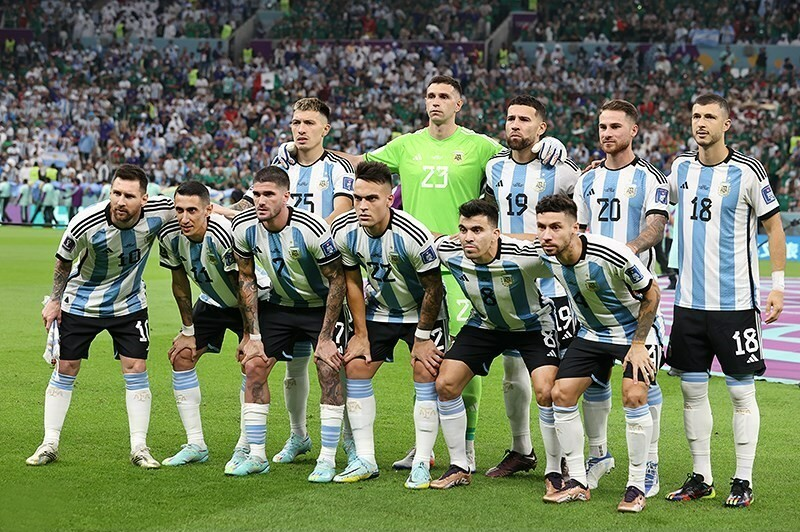
Alineación inicial de Argentina ante México por el grupo C del Mundial de Catar. Arriba: Lisandro Martínez, Emiliano Martínez, Nicolás Otamendi, Alexis Mac Allister y Guido Rodríguez. Abajo: Lionel Messi, Ángel Di María, Rodrigo De Paul, Lautaro Martínez, Marcos Acuña y Gonzalo Montiel.

En el segundo encuentro ante México, y primera "final", Argentina realizó cinco cambios: Gonzalo Montiel por Molina, Lisandro Martínez por Romero, Marcos Acuña por Tagliafico, Guido Rodríguez por Paredes y Alexis Mac Allister por Papu Gómez. La selección mexicana, al mando del Tata Martino, planteó un partido incómodo, presionando la salida argentina, yendo al vestuario sin ocasiones claras para ambos. En el segundo tiempo, a los 64 minutos, Argentina tuvo su primer espacio, Messi recibió de Di María y remató de fuera del área al ángulo inferior izquierdo del arquero Guillermo Ochoa, que no pudo hacer nada. Con los ingresos de Juliám Álvarez, Nahuel Molina y Enzo Fernández, más una línea de cinco defensores junto a Lisandro Martínez, Argentina logró la estabilidad necesaria, y el 2-0 final llegó a los 87' cuando Enzo Fernández recibió en el vértice del área y, luego de una buena jugada individual, sacó un remate con comba que se clavó al ángulo.
Para el tercer partido ante Polonia, Scaloni le dio la titularidad a los jugadores destacados del partido ante México: Julián Alvarez y Enzo Fernández. Esa confianza se tradujo en un juego menos físico y más dinámico, intentando buscar el gol por las bandas. La Albiceleste abrió el marcador en el segundo tiempo con una presión de Molina por la banda derecha, dando un pase a Mac Allister, que remató hacia el poste derecho de Wojciech Szczęsny. El segundo llegaría tras un pase de Fernández a Álvarez, que se revolvió entre los centrales para marcar. Con el partido controlado, Argentina ganó 2 a 0 y pasó como líder del grupo.
En octavos de final, la Albiceleste se enfrentó al segundo del grupo D, Australia. Los socceroos comenzaron con posesión de pelota, pero Argentina jugó de contragolpe, a base de juego táctico de toque y toque, dificultando la salida de Australia. A los 35 minutos del primer tiempo, el gol llegó tras una jugada triangular con Mac Allister, y un pase de Otamendi, que Messi aprovechó para marcar el primer tanto. En el segundo tiempo, a los 57', tras un error en la salida del arquero Mathew Ryan, pierde la pelota ante la presión de De Paul, que Álvarez aprovechó, marcando el 2-0 a portería vacía. Sin embargo Australia encontró el descuento en el minuto 76 tras un fuerte remate de Craig Goodwin, desviado por Enzo Fernández. Los australianos tuvieron dos ocasiones más para empatar el partido, pero las intervenciones de Lisandro Martínez, a los 80', con un cierre providencial en la puerta del área chica ante la jugada individual de Aziz Behich, y de un achique del Dibu Martínez en el último minuto tras un remate de Garang Kuol, lo evitaron. El partido terminó en 2 a 1 a favor de Argentina, tras lo cual el seleccionado pasó a los cuartos de final
El siguiente rival fueron los Países Bajos. Los primeros minutos del partido encontraron a ambos equipos midiéndose, siendo nuevamente Messi quien quebró la paridad con un pase entre líneas para Nahuel Molina, que marcó el 1-0 a los 34'. En el segundo tiempo, Argentina estiró la ventaja con un penal cometido a Acuña, marcado por Messi, alcanzando el récord de Gabriel Batistuta de 1998 como máximo goleador argentino en mundiales, con diez tantos. La Albiceleste parecía tener el partido controlado, pero el acecho neerlandés del área rival con delanteros altos y centros al área chica se tradujo en el empate, con dos tantos de Wout Weghorst. El primero con un potente cabezazo a los 83', y el segundo, luego que el polémico árbitro español Antonio Mateu Lahoz adicione más de diez minutos, y sancione un tiro libre en la puerta del área tras una falta de Germán Pezzella. La selección neerlandesa hizo una jugada preparada, con un pase de Steven Berghuis por debajo de la barrera para Weghorst, que recibió y definió ante la salida del Dibu Martínez, marcando el 2-2. En el tiempo suplementario, jugado a puro nerviosismo, el equipo argentino continuó intentando ganar el encuentro. Hubo ocasiones claras para definir el partido, como el remate de Lautaro Martínez que tapó el arquero, el casi gol olímpico de Di María, y el tiro al palo desde media distancia de Enzo Fernández en la última jugada del partido, pero finalmente se definió en los penales. Emiliano Martínez se convirtió nuevamente en héroe al atajar los remates de Virgil van Dijk y de Berghuis, mientras que Messi, Paredes, Montiel y Lautaro Martínez marcaron para la Albiceleste, terminando en un resultado a favor por 4-3. De este modo, la selección accedió a las semifinales y se posicionó entre los mejores cuatro equipos del mundo.

Alineación de la final de la Copa Mundial de Fútbol de 2022, ante Francia.

El 13 de diciembre, Argentina disputó la semifinal ante Croacia, que venía de eliminar a Brasil en penales. Nuevamente el rival arrancó con dominio de pelota y balones largos al área, que la defensa argentina logró neutralizar, sin generar situaciones de peligro. En el primer contragolpe, Enzo Fernández metió un pase desde la mitad de la cancha y Julián Alvarez se fue frente al arquero Dominik Livaković, que tuvo como último recurso la falta sobre el área, marcando el árbitro italiano Daniele Orsato penal a favor de Argentina. Messi lo cambió por gol en el minuto 35. A pesar de que los croatas intentaban recuperarse, Álvarez realizó una corrida memorable desde el campo argentino, llevando el balón hasta el área rival donde, tras una serie de rebotes, pasó la línea defensiva croata y marcó el segundo a los 39. En el segundo tiempo, Argentina fue aplicada en la marca, con los adelantamientos de los laterales Molina y Tagliafico. En el minuto 68 Messi despistó de la marca a Joško Gvardiol por la banda derecha, y después de dejarlo parado con un gran regate, le dio el pase a Álvarez para que marque el 3 a 0 final. Nuevamente con el gran protagonismo de Lionel Messi, Argentina llegaba por sexta vez a una final de una copa del mundo, la segunda en ocho años.

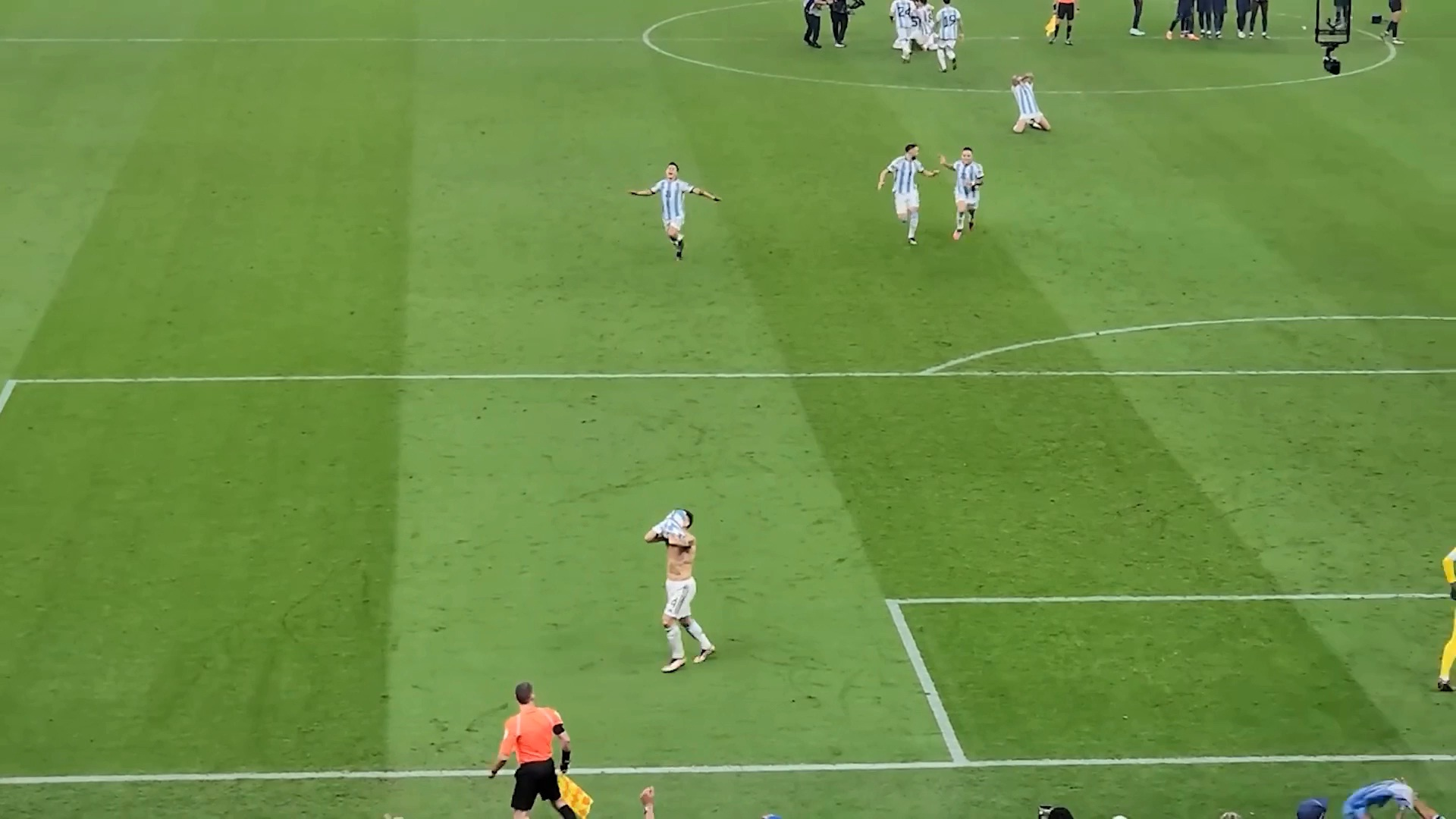
Gonzalo Montiel acaba de marcar el último penal en la definición de la final. se consagró campeón por tercera vez en su historia.

El 18 de diciembre de 2022, en el estadio Icónico de Lusail, Argentina disputó la final ante el campeón defensor, Francia. Les Bleus llegaron a la final con destacadas actuaciones de su jugador estrella Kylian Mbappé, junto a Antoine Griezmann y Olivier Giroud. El dominio inicial de la Albiceleste fue absoluto durante el primer tiempo, aprovechando los espacios y errores individuales de la defensa rival, y bloqueando las pelotas hacia Mbappé, el más peligroso de Francia, que dañaba por su velocidad. El primer tanto llegaría luego de una falta dentro del área de Ousmane Dembélé para frenar una acción individual de Di María, Messi marcó el penal, abriendo el marcador en el minuto 23. El segundo, a los 36' nació de un memorable contrataque nacido en zona argentina, con rápidas triangulaciones entre Messi, Mac Allister y Julián Álvarez que dejaron a Di María sólo en el área, para definir hacia el poste izquierdo ante la salida del arquero Hugo Lloris. El director técnico francés Didier Deschamps no esperó al entretiempo para hacer cambios, y con el ingreso de Marcus Thuram y Randal Kolo Muani, los franceses comenzaron a tener más presencia. Con un Mbappé más liberado con el ingreso de Acuña por Di María, el empate llegó casi al final del partido con dos jugadas aisladas. En el minuto 80, Otamendi derribó en el área a Kolo Muani, el árbitro cobró penal, y Mbappé marcó el 2-1 con un remate cruzado. En la siguiente jugada, en el minuto 81, una jugada colectiva termina en el 2-2, con un pase de cabeza de Thuram para Mbappé, que sacó una potente volea para marcar.

Lionel Messi levantando la Copa del Mundo en 2022 luego de la final ante Francia.

Tras un comienzo difícil en tiempo suplementario, Argentina se recuperó del cimbronazo y, con una gran respuesta anímica, volvió a crear ocasiones de gol durante los primeros 15 minutos. A los 108', Lautaro Martínez sacó un poderoso remate desde dentro del área, Lloris dejó un rebote, para que Messi empuje la pelota y nuevamente pase al frente Argentina 3-2. Sin embargo, a los 118', un tiro de Mbappé desde fuera del área pegó en la mano de Montiel, que estaba dentro del área. El árbitro Szymon Marciniak cobró la pena máxima, que Mbappé nuevamente cambió por gol, volviendo al empate 3-3. La victoria de Francia pudo ser en la última jugada, con un error de Otamendi, que dejó sólo a Kolo Muani frente al arco, pero Emiliano Martínez, en una inolvidable maniobra, extendió el pie en el momento exacto para salvar a la Albiceleste e ir a los penales. Allí, luego de que Mbappé convierta el primero, el arquero nuevamente se convirtió en héroe al atajar el segundo a Kingsley Coman, mientras que Aurélien Tchouaméni desvió el suyo. Por el lado argentino, Messi, Dybala, Paredes, y finalmente Montiel, marcaron el suyo. Con el marcador 4-2, Argentina se coronó campeón del mundo después de 36 años del último título. 
En la ceremonia de premiación, Messi ganó el Balón de Oro al mejor jugador del certamen, siendo el único futbolista en obtener dos veces dicho logro (la anterior fue en el subcampeonato de 2014). También obtuvo el Botín de Plata como segundo máximo goleador, quedando a un gol de los 8 de Mbappé. Por su parte, Emiliano Martínez obtuvo el Guante de Oro al mejor arquero y Enzo Fernández el premio al mejor jugador joven del torneo. La gala de los Premios The Best FIFA de 2022 confirmó el dominio de estos jugadores en sus respectivas categorías, además del de Lionel Scaloni como mejor técnico.
El trabajo de Scaloni fue destacado en la prensa deportiva por su flexibilidad para adaptar la estrategia a las exigencias de cada rival, sin haber repetido formación ni planteo táctico en ninguno de los siete partidos mundialistas. Por otra parte, la lucidez para cambiar el equipo tras la sorpresiva derrota inicial permitió el ingreso repentino de Enzo Fernández, Julián Alvarez y Alexis Mac Allister al 11 titular en reemplazo de Leandro Paredes, Lautaro Martínez y Alejandro Gómez, respectivamente, cambio que afectó positivamente al juego de la selección de cara a los partidos decisivos. Scaloni superó con creces la última gran prueba que le faltaba enfrentar para disipar las dudas sobre la calidad de su trabajo en la selección: el enfrentamiento con las potencias europeas. Precisamente, los momentos de mejor desempeño del equipo en el torneo se vieron en las instancias decisivas contra los Países Bajos, Croacia y Francia. En particular, la Final de la Copa destacó -entre varias razones- por el abrumador dominio albiceleste sobre su rival durante la mayor parte de los 90 minutos, en los que fue clave la sorpresiva presencia de Di María como titular por la banda izquierda, cuando su posición venía siendo desde hace años la banda derecha. 
Plantel campeón del Mundial 2022
| - Arqueros: 1 Franco Armani, 12 Gerónimo Rulli, 23 Emiliano Martínez. - Defensas: 2 Juan Foyth, 3 Nicolás Tagliafico, 4 Gonzalo Montiel, 6 Germán Pezzella, 13 Cristian Romero, 19 Nicolás Otamendi, 25 Lisandro Martínez, 26 Nahuel Molina. - Mediocampistas: 5 Leandro Paredes, 7 Rodrigo De Paul, 8 Marcos Acuña, 14 Exequiel Palacios, 16 Thiago Almada, 17 Alejandro Gómez, 18 Guido Rodríguez, 20 Alexis Mac Allister, 24 Enzo Fernández. - Delanteros: 9 Julián Alvarez, 10 Lionel Messi, 11 Ángel Di María, 15 Ángel Correa, 21 Paulo Dybala, 22 Lautaro Martínez. - Entrenador: Lionel Scaloni. |

#### 2022-2024: Camino al bicampeonato de América
Con la conquista de Catar, el equipo de Scaloni finalizó el año 2022 como vigente campeón a nivel continental, intercontinental y mundial, logro solo conseguido hasta entonces por la selección de Brasil de Mario Zagallo entre 1997 y 1999. Para este entonces, el técnico ya contaba en su haber con tres títulos oficiales, el invicto más largo en la historia de la selección argentina (36 partidos) y un índice de efectividad superior al de todos sus predecesores, que llegó al 75,4% en 2023. Todos estos logros lo situaron a la par de Cesar Luis Menotti y Carlos Bilardo en la consideración de los especialistas y aficionados argentinos, por lo que, libre de cualquier tipo de presión y cuestionamiento a su labor, Scaloni garantizó su continuidad al mando de la selección. En febrero de 2023, el presidente de la AFA Claudio Tapia anunció la extensión del contrato de Scaloni hasta el Mundial de Fútbol de 2026.
De cara a los nuevos desafíos deportivos para la selección, Scaloni contaba con una base cada vez mayor de jugadores capaces de adaptarse perfectamente a su esquema de juego, siendo Messi la única pieza inamovible. Enzo Fernández y Alexis Mac Allister dieron una nueva cuota de verticalidad al mediocampo conducido por Rodrigo De Paul y Leandro Paredes, al que se sumaron Giovanni Lo Celso y Nicolás González tras la vuelta de sus respectivas lesiones. El puesto de delantero centro, que hasta entonces había detentado sin competencia Lautaro Martínez (el segundo mayor goleador del ciclo Scaloni, por detrás Messi), adquirió con la espectacular irrupción de Julián Alvarez una nueva variante capaz de explotar propuestas de juego más dinámicas. Por su parte, Ángel Di María y Nicolás Otamendi, veteranos de los ciclos anteriores, buscaron mantener su nivel y estado físico para aprovechar el momento álgido de la selección en los estadios finales de sus carreras. Esto al tiempo que jóvenes como Lisandro Martínez, Thiago Almada y Alejandro Garnacho comenzaron a pujar por ingresar al equipo titular.
El año de 2023 dejó un saldo positivo para la selección argentina, iniciando con dos victorias sobre Panamá (2-0) y Curazao (7-0) en los amistosos de marzo. Con seis encuentros disputados por las eliminatorias para la Copa Mundial de Fútbol de 2026, el equipo de Scaloni alcanzó el primer puesto tras vencer a Ecuador (1-0), Bolivia (0-3), Paraguay (1-0), Perú (0-2) y Brasil (0-1), siendo este último el primer partido disputado contra verdeamarelha desde la final de la Copa América 2021. El conjunto nacional se puso arriba del marcador a los 63' con un cabezazo de Otamendi tras un córner de Lo Celso, logrando mantener hasta el final la ventaja y llevarse los 3 puntos. Con anterioridad a este encuentro, la selección argentina había enfrentado a la renovada selección uruguaya de Marcelo Bielsa. El resonado "duelo táctico" entre Scaloni y su antiguo mentor acabó con una gran victoria uruguaya, en la que el combinado nacional fue anulado y superado en varios frentes, y el invicto de Emiliano Martínez roto con los goles de Ronald Araújo (41') y Darwin Núñez (87').

Si bien Argentina llegaba a la Copa América en un buen nivel y como líder de las eliminatorias, la victoria ajustada sobre Brasil y la derrota con Uruguay dejaron claro que había rivales en Sudamérica capaces de hacer pasar dificultades al conjunto nacional. A éstos se sumaba la imbatida selección colombiana de Néstor Lorenzo, que llegaba al certamen con un largo invicto de dos años y habiendo derrotado a grandes potencias futbolísticas. Por otra parte, el alto promedio de edad de la plantilla argentina sembraba una vez más la inquietud acerca del recambio generacional, en una selección que reunía varios jugadores mayores de 32 años dentro del 11 titular y como primeras variantes, siendo éstos los casos de Otamendi, Di María, Tagliafico, Pezzella, Acuña y Armani. La reciente lesión de Messi en los ligamentos del tobillo, la cual le había impedido participar en los amistosos contra El Salvador (3-0) y Costa Rica (3-1), también planteaba dudas sobre si el seleccionado podría contar con su estrella en estado óptimo durante el certamen continental, aún cuando Leo volvió con un doblete en el último amistoso contra Guatemala (4-1).

Alineación de la final de la Copa América 2024, ante Colombia.

El 15 de junio de 2024, Scaloni anunció la lista de convocados para la Copa América de Estados Unidos. De los 26 jugadores, 21 habían participado del mundial de Catar, destacando las adiciones de los juveniles Alejandro Garnacho y Valentín Carboni. Thiago Almada fue excluido de la lista a razón de su participación en la selección de fútbol sub-23 por las mismas fechas.
La selección Argentina empezó su participación como campeón defensor -por primera vez en 31 años- compartiendo el Grupo A con Canadá, Chile y Perú. Con Canadá se impuso por 2-0 con goles de Julián Alvarez en el minuto 49 y Lautaro Martínez en el 88. Luego obtuvo la victoria ante Chile por 1-0, nuevamente con gol de Lautaro Martínez en el 88'. Por último, la selección se batió con Perú en un encuentro en el que Lautaro Martínez anotaría dos goles (47 y 86) y Paredes erraría un penal en el 72'. Argentina finalizó la fase de grupos con puntaje perfecto, 5 goles anotados y ninguno en contra, siendo Lautaro Martínez la gran figura tras romper la racha sin goles que arrastraba desde 2022. 
El Ecuador de Gustavo Alfaro fue el rival para los cuartos de final, planteando para el seleccionado el encuentro más difícil disputado hasta entonces en el certamen. Lisandro Martínez había anotado de cabeza en el primer tiempo el 1 a 0 parcial para la Argentina (fue su primer gol en el conjunto albiceleste) tras la salida de un córner, pero John Yeboah señaló la igualdad para Ecuador cuando el partido estaba por finalizar. El empate final llevó el juego a la definición por penales, y allí, una vez más Emiliano Martínez fue el héroe al atajar dos lanzamientos, equilibrando el fallo inicial de Messi en la apertura de los mismos.
En las semifinales la selección volvería a encontrarse con el equipo de Canadá y nuevamente se llevó la victoria, esta vez con menos sufrimiento. Fue un seguro 2 a 0 para los albicelestes, con goles de Julián Alvarez en el primer tiempo y de Messi (que anotó su primer gol en esta edición de la Copa América) en los primeros minutos del segundo tiempo. 
La final contra Colombia fue el partido más duro para Argentina, llegando al tiempo suplementario contra un equipo cafetero que venía con un invicto de 28 partidos (siendo Argentina el último equipo en haberlos derrotado, en enero de 2022) y había desplegado el mejor fútbol entre los equipos participantes del certamen. El partido dio muestras de un mayor dominio colombiano sobre el argentino, que debió enfrentar la lesión de Messi en el primer tiempo. Con la salida del 10 y la entrada de Nicolás González en el minuto 65, el conjunto nacional fue capaz de recuperar la iniciativa, pese a lo cual no pudo evitar la prórroga. El partido se definió gracias a un gol agónico en el minuto 112, cuando Lautaro Martínez definió frente al arquero tras una gran recuperación de Paredes y la asistencia de Lo Celso. 
A nivel individual, Lautaro Martínez finalizó máximo goleador del torneo, con 5 goles, mientras que Emiliano Martínez fue elegido el mejor arquero. Por su parte, Scaloni logró su cuarto galardón oficial como entrenador del seleccionado argentino, igualando en cantidad de títulos a Alfio Basile; alcanzando la marca de Vicente del Bosque y Mario Zagallo como bicampeón continental y campeón mundial, y a Zagallo únicamente con estos logros más el de campeón intercontinental.
La selección finalizó la primera mitad de 2024 con una anunciada baja de peso: Ángel Di María puso fin a su trayectoria en el combinado nacional, habiendo formado parte del mismo de forma casi ininterrumpida desde 2008 y contando en su haber con 145 encuentros (tercer mayor número de presencias), 31 goles (séptimo máximo goleador histórico) y 32 asistencias (segundo mayor asistente). Con su participación en la nueva conquista, Fideo alcanzó junto a Lionel Messi el récord de 6 títulos internacionales ganados con el seleccionado, sumándose a los dos títulos de la selección juvenil de 2007 y 2008 (la Copa Mundial de Fútbol Sub-20 y la medalla de oro en los Juegos Olímpicos), los cuatro de la Era Scaloni (dos Copas América, la Copa de Campeones Conmebol-UEFA y la Copa Mundial). Ambos jugadores fueron vitales en la consecución de los títulos, como también de los tres subcampeonatos de 2014 (Copa Mundial de Fútbol de 2014), 2015 (Copa América 2015) y 2016 (Copa América Centenario).
Argentina sumó así un nuevo título para coronarse bicampeón de América, convirtiéndose en el combinado nacional de fútbol más ganador de la historia a nivel mundial, con 23 títulos, y superando a Uruguay como el máximo ganador de la Copa América, con 16 ediciones conquistadas. En tanto que, desde el inicio del siglo XXI, se ha convertido en el seleccionado absoluto que más finales oficiales ha disputado, con 10, ya que a los cuatro títulos obtenidos entre 2021 y 2024, se adicionan los subcampeonatos logrados en las Copas América de 2004, 2007, 2015 y 2016, en la Copa Confederaciones 2005 y en la Copa del Mundo 2014.

#### Presente (2024-)
La obtención de la Copa América vino a confirmar el estado de gracia en que la selección argentina se encuentra desde la asunción de Scaloni, y en particular desde 2021, habiendo ganado cuatro títulos (dos Copas América, la Copa de Campeones Conmebol-UEFA y la Copa Mundial) en tres años. Además, la nueva conquista garantizó la presencia del conjunto nacional en la siguiente edición de la Copa de Campeones Conmebol-UEFA o Finalissima, a disputarse con la selección española campeona de la Eurocopa 2024. Sin embargo, la programación del partido definitorio parece ser bastante incierta. Los datos más recientes apuntan a marzo o abril de 2026, tan sólo a meses de iniciar la Copa Mundial de Fútbol de 2026.
Como el nuevo formato de la Copa Mundial permite la clasificación de más equipos, y dada la gran campaña realizada en las eliminatorias, la selección inició la segunda mitad de 2024 en un cómodo primer puesto. Dada esta situación, quizás el mayor desafío para Scaloni fue mantener la base del equipo sin dejar de llevar a cabo el inevitable recambio generacional de cara a los nuevos desafíos deportivos. Ángel Di María y Franco Armani anunciaron su retirada del conjunto nacional, a la vez que jugadores de larga trayectoria como Marcos Acuña, Guido Rodríguez, Lucas Martínez Quarta, Germán Pezzella, Paulo Dybala y Ángel Correa comenzaron a ser desplazados o relegados en las nuevas convocatorias. Con respecto a la continuidad de Lionel Messi, tanto él como el propio técnico aseveraron que el astro argentino hará lo posible por llegar al mundial de 2026 en la medida de que su físico se lo permita. Sin embargo, desde la final de la Copa debió perderse convocatorias por lesión, abriendo la puerta a la consolidación en el equipo titular para Nicolás González y Thiago Almada. El recambio también asentó a Facundo Medina, Leonardo Balerdi y Walter Benítez como variantes fijas en la defensa y el arco.
En lo sucesivo, adquirieron particular protagonismo los llamados por la prensa europibes: jóvenes menores de 23 años que jugaban en clubes de las grandes ligas europeas, y que el cuerpo técnico venía observando desde los primeros estadios de sus carreras. La mayoría de ellos habían integrado recientemente las selecciones juveniles sub-17, sub-20 y sub-23, o sido convocados en diferentes citas como sparrings del seleccionado mayor. Su incorporación paulatina al equipo buscaba al mismo tiempo reforzar el proyecto de juveniles como también "blindar" a aquellos jugadores que habrían podido ser convocados por otras selecciones. Ya desde 2022, el cuerpo técnico de Scaloni comenzó a hacer habitual la presencia esporádica de los juveniles en las convocatorias, al inicio con gran sorpresa por parte de la prensa, puesto que varios de ellos eran convocados sin siquiera haber debutado en sus respectivos clubes. De entre estos jugadores, cabe destacar a Alejandro Garnacho (Manchester United), Valentín Carboni (Inter), Matías Soulé (Juventus), Nico Paz (Real Madrid), Giuliano Simeone (Atlético Madrid), Luka Romero (Lazio) y Valentín Castellanos (Lazio), además de otros surgidos del fútbol local y recientemente arribados a Europa, como Máximo Perrone (Manchester City), Facundo Buonanotte (Brighton), Valentín Barco (Brighton) y Claudio Echeverri (Manchester City).

## Encuentros recientes y próximos partidos

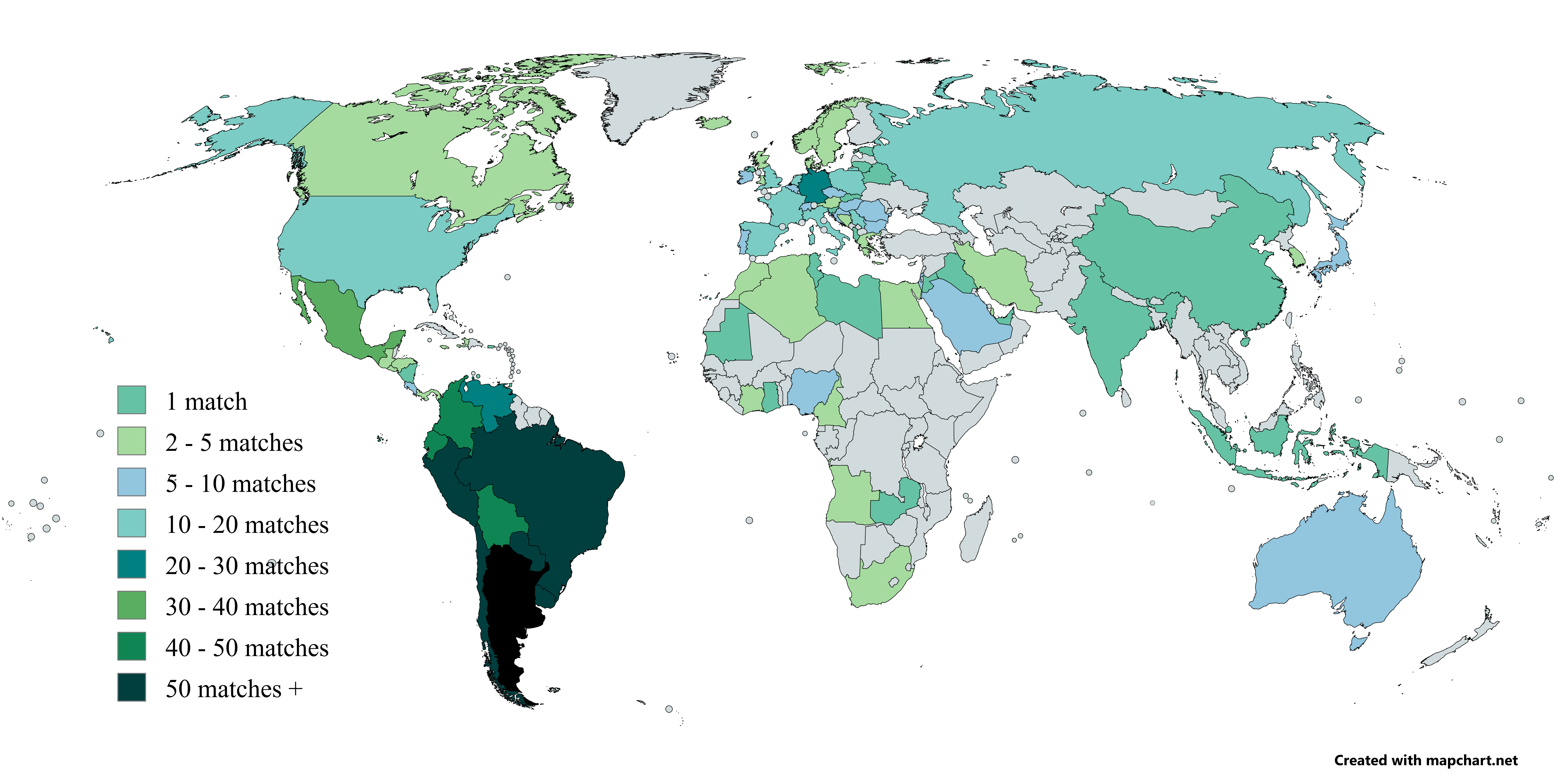
Historial de los partidos de Argentina

A continuación una lista de los últimos y próximos encuentros que tendrá la Albiceleste.
| F    | A    | Fecha             | Lugar           | Competencia                |             | Local          | Resultado            | Visitante |
| ---- | ---- | ----------------- | --------------- | -------------------------- | ----------- | -------------- | -------------------- | --------- |
| 1083 | 1043 | 20/6/2024         | Atlanta         | Copa América 2024          | Sí          | Argentina      | 2:0 (0:0)            | Canadá    |
| 1086 | 1046 | 4/7/2024          | Houston         | Copa América 2024          | Sin cambios | Argentina      | 1:1 (1:0) (4:2 pen.) | Ecuador   |
| 1087 | 1047 | 9/7/2024          | East Rutherford | Copa América 2024          | Sí          | Argentina      | 2:0 (1:0)            | Canadá    |
| 1088 | 1048 | 14/7/2024         | Miami           | Copa América 2024          | Sí          | Argentina      | 1:0 (0:0) (t.s.)     | Colombia  |
| 1089 | 1049 | 5/9/2024          | Buenos Aires    | Eliminatorias Mundial 2026 | Sí          | Argentina      | 3:0 (0:0)            | Chile     |
| 1090 | 1050 | 10/9/2024         | Barranquilla    | Eliminatorias Mundial 2026 | No          | Colombia       | 2:1 (1:0)            | Argentina |
| 1091 | 1051 | 10/10/2024        | Maturín         | Eliminatorias Mundial 2026 | Sin cambios | Venezuela      | 1:1 (0:1)            | Argentina |
| 1092 | 1052 | 15/10/2024        | Buenos Aires    | Eliminatorias Mundial 2026 | Sí          | Argentina      | 6:0 (3:0)            | Bolivia   |
| 1093 | 1053 | 14/11/2024        | Asunción        | Eliminatorias Mundial 2026 | No          | Paraguay       | 2:1 (1:1)            | Argentina |
| 1094 | 1054 | 19/11/2024        | Buenos Aires    | Eliminatorias Mundial 2026 | Sí          | Argentina      | 1:0 (0:0)            | Perú      |
| 1095 | 1055 | 21/3/2025         | Montevideo      | Eliminatorias Mundial 2026 | Sí          | Uruguay        | 0:1 (0:0)            | Argentina |
| 1096 | 1056 | 25/3/2025         | Buenos Aires    | Eliminatorias Mundial 2026 | Sí          | Argentina      | 4:1 (3:1)            | Brasil    |
| 1097 | 1057 | 5/6/2025          | Santiago        | Eliminatorias Mundial 2026 | Sí          | Chile          | 0:1 (0:1)            | Argentina |
| 1098 | 1058 | 10/6/2025         | Buenos Aires    | Eliminatorias Mundial 2026 |             | Argentina      | 1:1 (0:1)            | Colombia  |
| 1099 | 1059 | 4/9/2025          | Buenos Aires    | Eliminatorias Mundial 2026 |             | Argentina      |                      | Venezuela |
| 1100 | 1060 | 9/9/2025          | Guayaquil       | Eliminatorias Mundial 2026 |             | Ecuador        |                      | Argentina |
| 1101 | 1061 | octubre de 2025   | Chicago         | Partido amistoso           |             | A confirmar    |                      | Argentina |
| 1102 | 1062 | octubre de 2025   | Nueva Jersey    | Partido amistoso           |             | A confirmar    |                      | Argentina |
| 1103 | 1063 | noviembre de 2025 | A confirmar     | Partido amistoso           |             | Angola         |                      | Argentina |
| 1104 | 1064 | noviembre de 2025 | A confirmar     | Partido amistoso           |             | Estados Unidos |                      | Argentina |

## Indumentaria

### Uniforme
El uniforme de la selección argentina se compone de una camiseta blanca con tres franjas celestes (que sobresalen tanto adelante como atrás), un pantalón blanco con rectas celestes en paralelo, y medias blancas con detalles celestes; además, un sello inspirado en el Escudo de la República se posa sobre una de sus mangas. El uniforme alternativo se compone de un conjunto completamente azul, con detalles celestes y blancos.
Para la Copa Mundial de Fútbol de 2010, y coincidiendo con el bicentenario nacional, la marca Adidas rediseñó el uniforme. El diseñador argentino Martín Tibabuzo fue el encargado del nuevo diseño que cuenta con numerosos homenajes a diseños históricos, especialmente al modelo utilizado en el Mundial de México 1986.

### Uniforme titular
| Primer uniforme | (Ver evolución) | Uniforme actual |

### Uniforme alternativo
| Primer uniforme | (Ver evolución) | Uniforme actual |

### Proveedores
| Periodo   | Proveedor      |
| --------- | -------------- |
| 1901-1924 | Saint Margaret |
| 1925-1958 | Gath & Chaves  |
| 1958-1963 | Uribarri       |
| 1964-1965 | Noceto Sports  |
| 1966      | Sportlandia    |
| 1967-1974 | Uribarri       |
| 1974-1979 | Adidas         |
| 1980-1989 | Le Coq Sportif |
| 1990-1998 | Adidas         |
| 1999-2001 | Reebok         |
| 2001-act. | Adidas         |

## Patrocinadores

### Auspiciadores oficiales
- YPF
- Coca-Cola

### Indumentaria oficial
- Adidas

### Socios oficiales
- Sancor Seguros
- Cerveza Schneider
- McDonald's
- Primefin
- Paramount+/Pluto TV[cita requerida]
- Toro
- Naldo
- Nissan

### Proveedores oficiales
- Televisión Pública / Telefé / TyC Sports
- Konami
- Gillette
- Kavak
- Noblex
- Easy
- PedidosYa

## Transmisión televisiva
- Copa Mundial de Fútbol (desde 1978): ATC-Canal 7-Televisión Pública (1978-1994, 2002, 2010-), Telefe (1982, 1994-1998, 2006-2010), América TV (1982, 1994-2006), El Trece (1982, 1994-1998, 2006), El Nueve (1982, 2006), TyC Sports (1998-), DirecTV Sports (2006-), DeporTV (2014-)
- Copa América (desde 1987): ATC-Televisión Pública (1987-1989, 2011-), El Nueve (1991), El Trece (1993-1999, 2007), TyC Sports (1995-), América TV (2004), Telefe (2011, 2024)
- Copa FIFA Confederaciones: El Nueve (1992), Telefe (1995), El Trece (2005), América TV (2005), Fox Sports (2005)
- Copa de Campeones Conmebol-UEFA: El Trece (1993), ESPN (2022)

## Instalaciones

### Estadio Monumental
El seleccionado argentino juega la mayoría de sus partidos de local en el Estadio Mâs Monumental, también conocido como «El Monumental», propiedad del Club Atlético River Plate. Está ubicado en la ciudad de Buenos Aires, la capital del país, y posee una capacidad máxima para 83 000 espectadores sentados, aunque se han registrado partidos en los que se superó esa cantidad. Fue inaugurado el día 25 de mayo de 1938. Allí ha obtenido a lo largo del tiempo resultados muy favorables, y mantuvo un invicto de casi 20 años sin ser derrotado, desde 1995 en un amistoso contra Brasil 0-1 hasta octubre de 2015 por las eliminatorias a la Copa Mundial de 2018 contra Ecuador, por 0-2. Si bien Argentina ha rotado su sede en algunos amistosos o en las eliminatorias, el Estadio Monumental es el que albergó más partidos en su historial.
En él se han desarrollado muchos eventos futbolísticos, tales como el Campeonato Sudamericano 1946, el Campeonato Sudamericano 1959, la Copa Mundial de Fútbol de 1978 y dos ediciones de la Copa América: 1987 y 2011.

### Complejo Deportivo de Ezeiza "Lionel Andrés Messi"

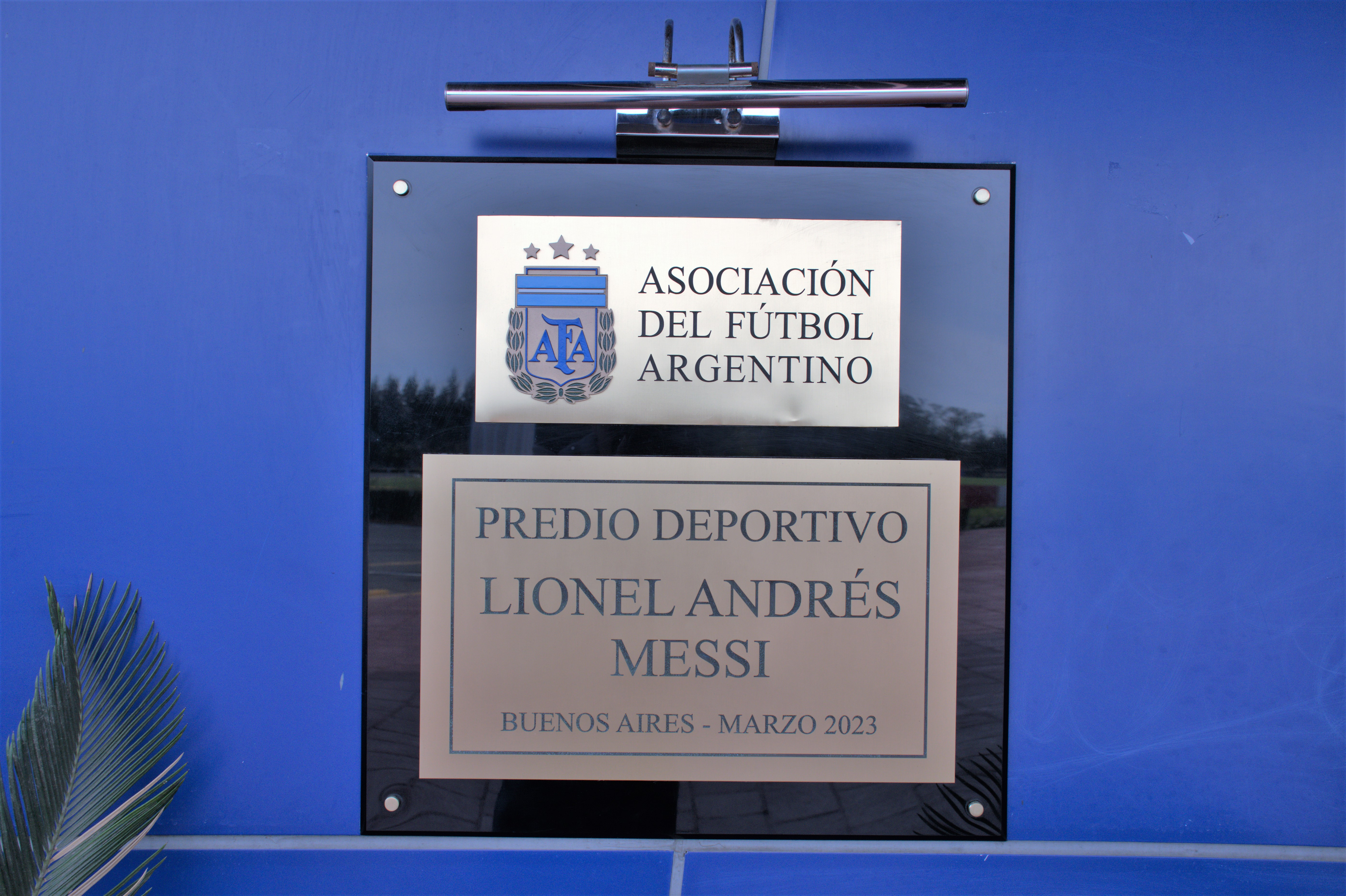
Placa ubicada en el complejo deportivo de Ezeiza.

La selección argentina cuenta con un predio de 48 hectáreas ubicado en el partido de Ezeiza, en la provincia de Buenos Aires, a la vera de la Autopista Ricchieri. El predio cuenta con tres complejos de alto nivel: uno de ellos lo utiliza la selección mayor, otro las selecciones juveniles y el tercero de apoyo logístico. El predio pone a disposición de los jugadores y entrenadores nueve estadios, de los cuales siete tienen las medidas reglamentarias y los otros dos con medidas reducidas. Además, recientemente fue construida una cancha para ser utilizada por la selección de fútbol playa. Sus instalaciones cuentan además con todo lo necesario para el alojamiento de los planteles, con habitaciones, cocinas, comedores, vestuarios, gimnasios, consultorios médicos, salas de conferencia, salas de vídeo y microcine.
El predio fue nombrado el 28 de octubre de 2014 como Julio Humberto Grondona, en honor al fallecido presidente de la AFA, cargo que ejerció durante 35 años. Posteriormente el 25 de marzo de 2023 pasó a llamarse Lionel Andrés Messi, en honor a su trayectoria como futbolista vistiendo la camiseta nacional por más de 20 años y la obtención del título mundial en 2022.
La historia de su construcción se remonta a 1979, cuando Grondona, recién asumido presidente, decidió adquirir un predio dedicado al entrenamiento de la albiceleste, que se concentraba en otras instalaciones, como la Fundación Salvatori y el sindicato de Empleados de Comercio. Para ello, la selección se enfrentó con un combinado amistoso llamado Resto del Mundo, el 25 de junio de 1979, como primer aniversario de la obtención del Mundial de 1978, en el estadio Monumental. La selección perdió 2 a 1. Lo recaudado, 998 123 994 pesos Ley 18.188, tenía como destino la construcción del predio.
No fue hasta 1987 que, impulsado por el entrenador del equipo Carlos Salvador Bilardo, comenzó su construcción definitiva, que otorgó el Estado Nacional a la AFA en concesión por 30 años. El propio entrenador buscó el terreno y ayudó con los cimentos. En 2010 se renovó la concesión por 30 años, hasta 2048. El predio fue inaugurado en diciembre de 1989, con la idea de trasladar las instalaciones del edificio de Viamonte y construir un estadio propio con capacidad para 40 000 personas. Es utilizado por los distintos planteles desde el mundial de Italia '90.

## Rivalidades
La selección argentina mantiene una gran rivalidad futbolística con su par de Brasil, siendo sin duda, al día de hoy, el mayor clásico del mundo del fútbol a nivel selecciones. También, es notoria la rivalidad con Inglaterra, sobre todo, luego de la guerra de las Malvinas y de la Copa Mundial de 1986, donde Argentina eliminó a los ingleses en los cuartos de final con dos recordados goles de su entonces máxima estrella, Diego Maradona: el Gol del Siglo y la Mano de Dios. Otro duelo que mantiene la Albiceleste es con Uruguay, con quienes disputan el tradicional Clásico del Río de la Plata, el más antiguo fuera de las islas británicas ya que data desde el primer encuentro internacional entre ambos combinados, en 1901.
Además tiene una intensa rivalidad con la selección de Alemania, que se ha ido acrecentando con el correr de los años por la victoria albiceleste en la final ante los teutones en 1986, y por las derrotas sufridas ante los germanos en las finales de los Mundiales de 1990 y 2014, y también las eliminaciones en cuartos de final en Alemania 2006 y Sudáfrica 2010, respectivamente. Cabe destacar que el clásico Alemania-Argentina es el más repetido en finales de Copas del Mundo, ya que tuvo lugar en tres ocasiones: 1986, 1990 y 2014.
Historiales mano a mano con los demás campeones del mundo en Copas del Mundo
La selección de fútbol de Argentina, es uno de los ocho combinados que (al Mundial de Catar 2022) han tenido el privilegio de proclamarse campeones del mundo de fútbol, habiendo sido en este caso tres veces proclamada como tal.
Sus participaciones en campeonatos del mundo, también ha contado con episodios de cruces con las otras selecciones que han tenido la posibilidad de proclamarse campeonas del mundo, teniendo importantes historiales con algunas de ellas, siendo los encuentros contra las selecciones de Alemania, Italia e Inglaterra los que más episodios han tenido. Asimismo, es de destacar que junto a Alemania tienen el honor de haber sido las dos selecciones que mayor cantidad de finales del mundo han disputado entre sí, definiendo los mundiales de México 1986, Italia 1990 y Brasil 2014. Por otro lado, son de destacar las ediciones mundialistas del clásico sudamericano con Brasil, y la rivalidad con Inglaterra, esta última surgida también a causa de diferendos políticos.
En la siguiente tabla, se detallan los distintos cruces y algunos comentarios.
| Selección  | Partidos            | Partidos    | Partidos    | Partidos    | Comentarios |
| Selección  | PJ                  | PG          | PE          | PP          | Comentarios |
| ---------- | ------------------- | ----------- | ----------- | ----------- | --- |
| Alemania   | 7                   | 1           | 2           | 4           | El historial de enfrentamientos entre Argentina y Alemania cuenta con 7 episodios, si se toman en cuenta las participaciones de la segunda como Alemania Federal durante el período entre la Segunda Guerra Mundial y la Reunificación alemana. En este sentido, el duelo entre argentinos y alemanes es uno de los que más historial tiene dentro de las competencias mundiales de fútbol, siendo también el duelo que más veces se repitió en una final al haberse jugado en tres oportunidades (México 1986, Italia 1990 y Brasil 2014). En cuanto a números, Alemania saca clara ventaja sobre Argentina, habiéndose impuesto en 4 ocasiones (Suecia 1958, Italia 1990, Sudáfrica 2010 y Brasil 2014), contra apenas una de Argentina (México 1986), mientras que los restantes encuentros (Inglaterra 1966 y Alemania 2006) finalizaron en empate, teniendo el encuentro de Alemania 2006 definición por penales favorable al seleccionado local. |
| Brasil     | 4                   | 1           | 1           | 2           | Con Brasil, Argentina sostiene uno de los clásicos continentales más convocantes del mundo. Tal es así que, en las diferentes competencias en las que participan, un ocasional cruce entre ambas es considerado un verdadero derbi. Pero más allá del historial general entre ambas, en lo que respecta a enfrentamientos en mundiales, Argentina y Brasil se enfrentaron 4 veces, con una leve ventaja a favor de la Canarinha: 2 victorias (Alemania 1974 y España 1982), 1 empate (Argentina 1978) y 1 derrota (Italia 1990) ante los albicelestes. |
| España     | 1                   | 1           | 0           | 0           | A pesar de haberse enfrentado en varios partidos amistosos, con resultados favorables para una u otra selección, el historial de enfrentamientos por Copa del Mundo entre Argentina y España apenas registra un único encuentro, jugado durante el mundial de Inglaterra 1966 cuando ninguno había sido aun campeón del mundo y finalizado con triunfo para los argentinos. |
| Francia    | 4                   | 2           | 1           | 1           | Con Francia, Argentina ha tenido cuatro encuentros por Copa del Mundo, repartiéndose en dos triunfos para los albicelestes (Uruguay 1930 y Argentina 1978), uno para Les Bleus (Rusia 2018) y un empate (Catar 2022). El de 1930 fue el primer partido disputado por Argentina en un mundial, en el estadio Parque Central de Montevideo, con victoria por 1:0 con gol de Luis Monti. Es de destacar que en los primeros tres campeonatos en el que Argentina y Francia se han enfrentado, las dos selecciones terminaron arribando a la final, siendo Argentina subcampeona en 1930 y campeona en 1978, mientras que Francia se terminó consagrando en Rusia 2018. En 2022 ambas selecciones se enfrentaron en la final, terminando en victoria albiceleste por penales 4:2, tras un empate en tiempo suplementario 3 tantos a 3. |
| Inglaterra | 5                   | 1           | 1           | 3           | La rivalidad entre Argentina e Inglaterra es un enfrentamiento que escapa a los límites de lo deportivo, ya que la misma se dio en un contexto que involucró un diferendo histórico entre ambas naciones, como lo fue el reclamo argentino por la soberanía del archipiélago de las Islas Malvinas, hoy ocupado por la Corona británica. Este contexto fue puesto en relieve en cada enfrentamiento entre estas dos selecciones, principalmente por parte de la Argentina. El enfrentamiento terminó por convertirse en un clásico, luego del encuentro que mantuvieran en el mundial de Inglaterra 1966, que finalizó con una polémica victoria del seleccionado local. En lo que respecta a las estadísticas y enfrentamientos por Copa del Mundo, ambas selecciones se han enfrentado en 5 ocasiones, teniendo Inglaterra la ventaja al haber obtenido 3 victorias (Chile 1962, Inglaterra 1966 y Corea-Japón 2002), mientras que Argentina solo pudo una vez contra su rival (México 1986). El restante encuentro (Francia 1998), finalizó en un empate que fue definido a favor de Argentina a través de tiros desde el punto penal. |
| Italia     | 5                   | 0           | 3           | 2           | Contra la Selección de Italia, Argentina presenta uno de sus historiales más desfavorables, ya que de 5 enfrentamientos que han tenido por Copa del Mundo, en ninguno pudo imponerse a la Azzurra en los 90 minutos reglamentarios. De los 5 duelos, 2 de ellos fueron triunfos para Italia (Argentina 1978 y España 1982), mientras que los restantes encuentros (Alemania 1974, México 1986 e Italia 1990) fueron empate en los 90 minutos reglamentarios. Sin embargo de estos tres empates, solamente el encuentro de Italia 1990 fue definido por tiros desde el punto penal, con resultado favorable para Argentina, quienes terminaron privando a los dueños de casa a acceder a la final del campeonato. |
| Uruguay    | 2                   | 1           | 0           | 1           | Al igual que con Brasil, la rivalidad entre Argentina y Uruguay tuvo sus inicios en las competencias continentales, trasladándose finalmente a las arenas mundiales. En este contexto, la rivalidad Argentina-Uruguay en la historia de los mundiales tuvo dos cruces hasta el momento, siendo el primero de ellos la final del campeonato mundial Uruguay 1930, donde tras ir en desventaja, los dueños de casa terminaron imponiéndose por 4-2, consagrándose campeones del mundo por primera vez. Por parte de Argentina, su revancha llegó en los octavos de final de México 1986 donde terminó eliminando a su rival por 1-0, siendo este uno de los pasos decisivos hacia la conquista de su segunda Copa Mundial. Como curiosidad extra, es el único caso en el que Argentina mantiene un historial igualado contra un rival campeón del mundo. |
| Referencia |                     |             |             |             | |
| #          | Significado         | Significado | Significado | Significado | Significado |
|            | Historial a favor   |             |             |             | |
|            | Historial en contra |             |             |             | |
|            | Historial igualado  |             |             |             | |

## Historial de encuentros oficiales reconocidos por la FIFA
Actualizado hasta el último partido: 10 de junio de 2025 -  Argentina 1 - 1 Colombia  (Eliminatorias 2026).
Contiene datos de: Copa Mundial de la FIFA, Eliminatorias para la Copa Mundial, Copa FIFA Confederaciones, Copa América, Copa de Campeones Conmebol-UEFA, Campeonato Panamericano, Juegos Olímpicos de Ámsterdam 1928, Copa de Oro de Campeones Mundiales y Amistosos Internacionales.
En cursiva los países actualmente desaparecidos. Según FIFA:
- Alemania incluye a la Selección de Alemania Federal, pero no a su par de Alemania Democrática, que actualmente forma parte de la Alemania unificada.
- República Checa es sucesora de Checoslovaquia.
- Rusia es sucesora de Unión Soviética.
- Serbia es sucesora de Yugoslavia y Serbia y Montenegro.
- Si bien Australia es un país oceánico, pertenece a la AFC desde 2006, tras haber abandonado la OFC debido al bajo nivel de la misma.

## Entrenadores
| Período   | Entrenador                                           | PJ  |
| --------- | ---------------------------------------------------- | --- |
| 1921      | Pedro Bleo Fournol                                   |     |
| 1924-1925 | Ángel Vázquez                                        | 13  |
| 1927-1928 | José Lago Millán                                     | 13  |
| 1929-1930 | Francisco Olazar - Juan José Tramutola               | 11  |
| 1934      | Felipe Pascucci                                      | 1   |
| 1935-1937 | Manuel Seoane                                        | 10  |
| 1938-1939 | Ángel Fernández Roca                                 | 4   |
| 1939-1958 | Guillermo Stábile                                    | 115 |
| 1959      | Victorio Spinetto - José Barreiro - José Della Torre | 6   |
| 1959      | José Manuel Moreno                                   | 5   |
| 1960      | Guillermo Stábile                                    | 10  |
| 1960-1961 | Victorio Spinetto                                    | 10  |
| 1961      | José D'Amico                                         | 2   |
| 1962      | Juan Carlos Lorenzo                                  | 5   |
| 1962      | Néstor Raúl Rossi                                    | 1   |
| 1962      | Jim Lopes                                            | 2   |
| 1963      | Horacio Amable Torres                                | 8   |
| 1963      | José D'Amico                                         | 2   |
| 1964-1965 | José María Minella                                   | 15  |
| 1965      | Osvaldo Zubeldía                                     | 1   |
| 1966      | Juan Carlos Lorenzo                                  | 6   |
| 1967      | Jim Lopes                                            | 5   |
| 1967      | Carmelo Faraone                                      | 2   |

| Período   | Entrenador           | PJ |
| --------- | -------------------- | -- |
| 1967-1968 | Renato Cesarini      | 5  |
| 1968      | José María Minella   | 8  |
| 1969      | Humberto Maschio     | 4  |
| 1969      | Adolfo Pedernera     | 4  |
| 1970-1972 | Juan José Pizzuti    | 23 |
| 1972-1973 | Omar Sívori          | 15 |
| 1974      | Vladislao Cap        | 10 |
| 1974-1982 | César Menotti        | 81 |
| 1983-1990 | Carlos Bilardo       | 83 |
| 1990-1994 | Alfio Basile         | 48 |
| 1994-1998 | Daniel Passarella    | 55 |
| 1999-2004 | Marcelo Bielsa       | 69 |
| 2004-2006 | José Néstor Pékerman | 27 |
| 2006-2008 | Alfio Basile         | 28 |
| 2008-2010 | Diego Maradona       | 24 |
| 2010-2011 | Sergio Batista       | 17 |
| 2011-2014 | Alejandro Sabella    | 41 |
| 2014-2016 | Gerardo Martino      | 29 |
| 2016-2017 | Edgardo Bauza        | 8  |
| 2017-2018 | Jorge Sampaoli       | 15 |
| 2018-     | Lionel Scaloni       | 87 |

## Jugadores

### Última convocatoria
Lista de los jugadores convocados para los partidos frente a  Chile y  Colombia por las Eliminatorias Sudamericanas 2026 a disputarse el 5 y 10 de junio de 2025.
| N.º | Posición       | Nombre               | Fecha de nacimiento (edad)        | PJ  | G   | Equipo                |
| --- | -------------- | -------------------- | --------------------------------- | --- | --- | --------------------- |
| 1   | Guardameta     | Walter Benítez       | 19 de enero de 1993 (32 años)     | 1   | 0   | PSV                   |
| 12  | Guardameta     | Gerónimo Rulli       | 20 de mayo de 1992 (33 años)      | 6   | 0   | Olympique de Marsella |
| 23  | Guardameta     | Emiliano Martínez    | 2 de septiembre de 1992 (32 años) | 51  | 0   | Aston Villa           |
| 3   | Defensa        | Nicolás Tagliafico   | 31 de agosto de 1992 (32 años)    | 69  | 1   | Olympique de Lyon     |
| 6   | Defensa        | Leonardo Balerdi     | 26 de enero de 1999 (26 años)     | 6   | 0   | Olympique de Marsella |
| 13  | Defensa        | Facundo Medina       | 28 de mayo de 1999 (26 años)      | 5   | 0   | R. C. Lens            |
| 19  | Defensa        | Nicolás Otamendi     | 12 de febrero de 1988 (37 años)   | 125 | 7   | Benfica               |
|     | Defensa        | Nahuel Molina        | 6 de abril de 1998 (27 años)      | 50  | 1   | Atlético de Madrid    |
|     | Defensa        | Cuti Romero          | 27 de abril de 1998 (27 años)     | 42  | 3   | Tottenham Hotspur     |
|     | Defensa        | Juan Foyth           | 12 de enero de 1998 (27 años)     | 18  | 0   | Villarreal C. F.      |
|     | Defensa        | Valentín Barco       | 25 de mayo de 2004 (21 años)      | 2   | 0   | R. C. Estrasburgo     |
| 5   | Centrocampista | Leandro Paredes      | 29 de junio de 1994 (31 años)     | 72  | 5   | Roma                  |
| 7   | Centrocampista | Rodrigo De Paul      | 24 de mayo de 1994 (31 años)      | 76  | 2   | Atlético de Madrid    |
| 8   | Centrocampista | Enzo Fernández       | 17 de enero de 2001 (24 años)     | 36  | 5   | Chelsea               |
| 11  | Centrocampista | Giovani Lo Celso     | 9 de abril de 1996 (29 años)      | 61  | 3   | Real Betis            |
| 14  | Centrocampista | Exequiel Palacios    | 5 de octubre de 1998 (26 años)    | 34  | 0   | Bayer Leverkusen      |
| 15  | Centrocampista | Thiago Almada        | 26 de abril de 2001 (24 años)     | 8   | 3   | Botafogo              |
| 18  | Centrocampista | Nico Paz             | 8 de septiembre de 2004 (20 años) | 2   | 0   | Como 1907             |
| 20  | Centrocampista | Alexis Mac Allister  | 24 de diciembre de 1998 (26 años) | 38  | 4   | Liverpool             |
|     | Centrocampista | Nicolás Domínguez    | 28 de junio de 1998 (27 años)     | 11  | 1   | Nottingham Forest     |
| 9   | Delantero      | Julián Alvarez       | 31 de enero de 2000 (25 años)     | 44  | 12  | Atlético de Madrid    |
| 10  | Delantero      | Lionel Messi         | 24 de junio de 1987 (38 años)     | 191 | 112 | Inter Miami           |
| 16  | Delantero      | Giuliano Simeone     | 18 de diciembre de 2002 (22 años) | 3   | 1   | Atlético de Madrid    |
| 17  | Delantero      | Alejandro Garnacho   | 1 de julio de 2004 (21 años)      | 8   | 0   | Manchester United     |
| 21  | Delantero      | Valentín Castellanos | 3 de octubre de 1998 (26 años)    | 2   | 0   | Lazio                 |
| 22  | Delantero      | Lautaro Martínez     | 22 de agosto de 1997 (27 años)    | 70  | 32  | Inter de Milán        |
|     | Delantero      | Nicolás González     | 6 de abril de 1998 (27 años)      | 42  | 6   | Juventus F. C.        |
|     | Delantero      | Ángel Correa         | 9 de marzo de 1995 (30 años)      | 27  | 3   | Atlético de Madrid    |

 Datos actualizados al último partido jugado el 25 de marzo de 2025 contra  Brasil.
| Cuerpo técnico     | Cuerpo técnico  | Cuerpo técnico          | Cuerpo técnico                              |
| ------------------ | --------------- | ----------------------- | ------------------------------------------- |
| Entrenador:        | Lionel Scaloni  | Asistentes:             | Walter Samuel - Roberto Ayala - Pablo Aimar |
| Preparador físico: | Luis Martín     | Entrenador de arqueros: | Martín Tocalli                              |
| Médico:            | Daniel Martínez | Kinesiólogo:            | Luis García                                 |
| Videoanalista:     | Matías Manna    | Utilero:                | Mario De Stéfano                            |

### Mayor número de presencias
- Fuente: RSSSF[235]
- Actualizado al 10 de junio de 2025.
- En negrita, jugadores actualmente en actividad.

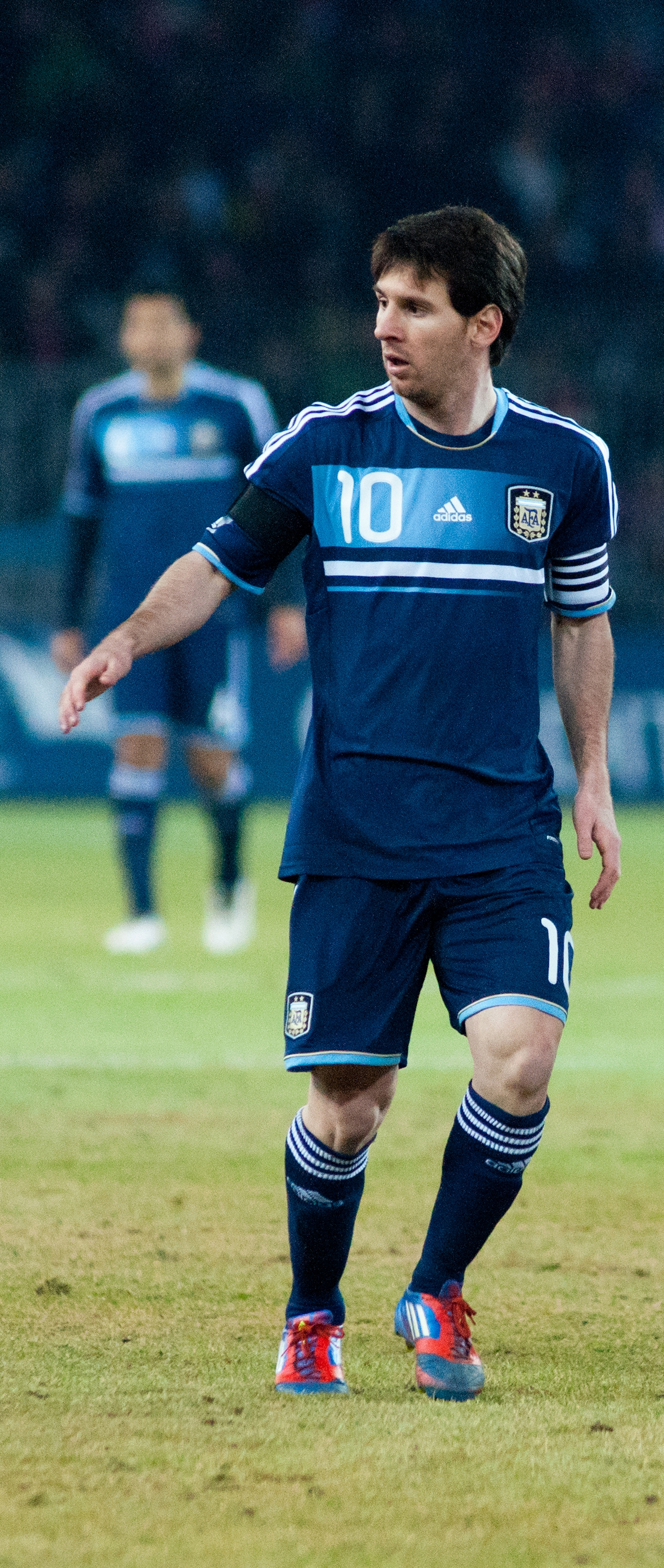
Lionel Messi es el jugador con más presencias en la historia de la selección.

| #   | Jugador              | Período    | Partidos | Goles | Promedio | Títulos      |
| --- | -------------------- | ---------- | -------- | ----- | -------- | ------------ |
| 1°  | Lionel Messi         | Desde 2005 | 193      | 112   | 0.58     | Mundial 2022 |
| 2°  | Javier Mascherano    | 2003-2018  | 147      | 3     | 0.02     |              |
| 3°  | Ángel Di María       | 2008-2024  | 145      | 31    | 0.21     | Mundial 2022 |
| 4°  | Javier Zanetti       | 1994-2011  | 143      | 5     | 0.03     |              |
| 5°  | Nicolás Otamendi     | Desde 2009 | 126      | 7     | 0.06     | Mundial 2022 |
| 6°  | Roberto Ayala        | 1994-2007  | 115      | 7     | 0.06     |              |
| 7°  | Diego Simeone        | 1988-2002  | 106      | 11    | 0.1      |              |
| 8°  | Sergio Agüero        | 2006-2021  | 101      | 42    | 0.42     |              |
| 9°  | Oscar Ruggeri        | 1983-1994  | 97       | 7     | 0.07     | Mundial 1986 |
| 10° | Sergio Romero        | 2009-2018  | 96       | 0     | 0        |              |
| 11° | Diego Maradona       | 1977-1994  | 91       | 34    | 0.37     | Mundial 1986 |
| 12° | Ariel Ortega         | 1993-2010  | 88       | 17    | 0.19     |              |
| 13° | Gabriel Batistuta    | 1991-2002  | 78       | 54    | 0.69     |              |
| 13° | Rodrigo De Paul      | Desde 2018 | 78       | 2     | 0.03     | Mundial 2022 |
| 15° | Juan Pablo Sorín     | 1996-2006  | 76       | 12    | 0.16     |              |
| 15° | Carlos Tévez         | 2004-2015  | 76       | 13    | 0.17     |              |
| 17° | Juan Sebastián Verón | 1996-2010  | 75       | 10    | 0.13     |              |
| 17° | Gonzalo Higuaín      | 2009-2018  | 75       | 32    | 0.43     |              |
| 19° | Américo Gallego      | 1975-1982  | 73       | 3     | 0.04     | Mundial 1978 |
| 19° | Gabriel Heinze       | 2003-2010  | 73       | 3     | 0.04     |              |
| 19° | Leandro Paredes      | Desde 2017 | 73       | 5     | 0.07     | Mundial 2022 |

| 22° | Daniel Passarella     | 1976-1986  | 70 | 23 | 0.33 | Mundial 1978 · Mundial 1986 |
| 22° | Lautaro Martínez      | Desde 2018 | 70 | 32 | 0.46 | Mundial 2022                |
| 22° | Nicolás Tagliafico    | Desde 2017 | 70 | 1  | 0.01 | Mundial 2022                |
| 25° | Éver Banega           | 2008-2018  | 65 | 7  | 0.11 |                             |
| 26° | Hernán Crespo         | 1995-2007  | 64 | 35 | 0.55 |                             |
| 27° | Osvaldo Ardiles       | 1975-1982  | 63 | 8  | 0.13 | Mundial 1978                |
| 28° | Marcos Rojo           | 2011-2019  | 61 | 3  | 0.05 |                             |
| 28° | Alberto Tarantini     | 1974-1982  | 61 | 1  | 0.02 | Mundial 1978                |
| 28° | Marcos Acuña          | Desde 2016 | 61 | 0  | 0    | Mundial 2022                |
| 28° | Fernando Gago         | 2007-2017  | 61 | 0  | 0    |                             |
| 28° | Giovani Lo Celso      | Desde 2017 | 61 | 3  | 0.05 |                             |
| 33° | Jorge Olguín          | 1976-1982  | 60 | 0  | 0    | Mundial 1978                |
| 33° | Roberto Sensini       | 1987-2000  | 60 | 0  | 0    |                             |
| 35° | Jorge Burruchaga      | 1983-1990  | 59 | 13 | 0.22 | Mundial 1986                |
| 36° | Claudio López         | 1995-2003  | 58 | 14 | 0.24 |                             |
| 36° | Lucas Biglia          | 2011-2018  | 58 | 1  | 0.02 |                             |
| 36° | Rogelio Domínguez     | 1957-1962  | 58 | 0  | 0    |                             |
| 36° | Ubaldo Fillol         | 1974-1985  | 58 | 0  | 0    | Mundial 1978                |
| 36° | Pablo Zabaleta        | 2005-2016  | 58 | 0  | 0    |                             |
| 41° | Maximiliano Rodríguez | 2003-2015  | 57 | 16 | 0.28 |                             |
| 41° | Walter Samuel         | 1999-2011  | 57 | 5  | 0.09 |                             |
| 43° | Cristian González     | 1995-2005  | 56 | 10 | 0.18 |                             |
| 44° | René Houseman         | 1973-1979  | 55 | 13 | 0.24 | Mundial 1978                |
| 45° | Ricardo Giusti        | 1983-1990  | 53 | 0  | 0    | Mundial 1986                |
| 45° | Pablo Aimar           | 1999-2009  | 53 | 8  | 0.15 |                             |
| 45° | Emiliano Martínez     | Desde 2021 | 53 | 0  | 0    | Mundial 2022                |
| 48° | Esteban Cambiasso     | 2000-2011  | 52 | 5  | 0.1  |                             |
| 48° | Nahuel Molina         | Desde 2021 | 52 | 1  | 0.02 | Mundial 2022                |
| 50° | Juan Román Riquelme   | 1997-2008  | 51 | 17 | 0.33 |                             |
| 50° | Ezequiel Lavezzi      | 2007-2017  | 51 | 9  | 0.18 |                             |
| 50° | Martín Demichelis     | 2005-2016  | 51 | 2  | 0.04 |                             |
| 53° | Claudio Caniggia      | 1987-2002  | 50 | 16 | 0.32 |                             |

### Distinciones destacadas
- Mayor número de títulos ganados Tienen el récord de cuatro títulos con la selección absoluta: Oscar Ruggeri (1 Copa Mundial, 2 Copas América y 1 Copa FIFA Confederaciones), Luis Islas (1 Copa Mundial, 1 Copas América, 1 Copa FIFA Confederaciones y 1 Copa de Campeones Conmebol-UEFA), Diego Simeone, Sergio Goycochea, Gabriel Batistuta, Leonardo Rodríguez, Sergio Vázquez, Ricardo Altamirano y Néstor Craviotto (2 Copas América, 1 Copa FIFA Confederaciones y 1 Copa de Campeones Conmebol-UEFA), Marcos Acuña, Franco Armani, Julián Alvarez, Rodrigo De Paul, Ángel Di María, Emiliano Martínez, Lautaro Martínez, Lisandro Martínez, Lionel Messi, Nahuel Molina, Nicolás Otamendi, Exequiel Palacios, Germán Pezzella, Guido Rodríguez, Cristian Romero y Nicolás Tagliafico (1 Copa Mundial, 2 Copas Américas y 1 Copa Campeones Conmebol-UEFA).
- Mayor número de mundiales ganados: Daniel Passarella tiene el récord con dos mundiales ganados.
- Mayor número de ediciones de la Copa América ganadas: Mario Boyé, Bartolomé Colombo, Vicente de la Mata, Félix Loustau, Norberto Méndez, Adolfo Pedernera, Natalio Pescia, René Pontoni, José Salomón y Manuel Seoane tienen el récord con 3 Copas América ganadas.
- Futbolistas campeones de América y del mundo: hasta el año 2022, Oscar Ruggeri y Luis Islas eran los únicos futbolistas argentinos en ganar la Copa Mundial de Fútbol y la Copa América; luego del Mundial de Catar, a los nombrados se les sumaron Marcos Acuña, Julián Alvarez, Franco Armani, Rodrigo De Paul, Ángel Correa, Ángel Di María, Alejandro Gómez, Emiliano Martínez, Lautaro Martínez, Lisandro Martínez, Lionel Messi, Nahuel Molina, Gonzalo Montiel, Nicolás Otamendi, Exequiel Palacios, Leandro Paredes, Germán Pezzella, Guido Rodríguez, Cristian Romero y Nicolás Tagliafico; y tras ganar la Copa América 2024 se le agregaron Enzo Fernández, Alexis Mac Allister y Gerónimo Rulli.
- Mayor número de finales disputadas: Lionel Messi tiene el récord de ocho finales disputadas con la selección absoluta (cinco en Copa América, dos en Copa Mundial y 1 en Copa de Campeones Conmebol-UEFA).
- Mayor número de títulos ganados: contando los títulos logrados con las selecciones juveniles y olímpica, Lionel Messi y Ángel Di María tienen el récord de seis títulos (1 Copa Mundial Sub-20, 1 Medalla de Oro olímpica, 2 Copas América, 1 Copa de Campeones Conmebol-UEFA y 1 Copa Mundial).
- Futbolistas con títulos mundiales con la selección mayor y en categorías menores: Diego Maradona y Alejandro Gómez (1 Copa Mundial Sub-20); y Lionel Messi y Ángel Di María (1 Copa Mundial Sub-20 y 1 Medalla de Oro olímpica Sub-23); son los únicos futbolistas que salieron campeones del mundo con la selección mayor y en categorías inferiores.
- Futbolistas con títulos mundiales como jugador y técnico: Sergio Batista (1 Copa Mundial como jugador y 1 Medalla de Oro olímpica Sub-23 como técnico) y Lionel Scaloni (1 Copa Mundial Sub-20 como jugador y 1 Copa Mundial como técnico), son los únicos que lograron títulos mundiales en ambas funciones.
- Mayor número de partidos ganados: Totales oficiales: el récord lo tiene Lionel Messi con 121, sigue Javier Mascherano con 84. En Mundiales: Lionel Messi con 16 partidos ganados.
- Mayor número de partidos como capitán: Totales oficiales: el récord lo tiene Lionel Messi con 133. En Mundiales: Lionel Messi tiene el récord mundial con 19 partidos.
- Más partidos en mundiales: Lionel Messi tiene el récord (absoluto) con 26 partidos, siguen Diego Maradona con 21 y Javier Mascherano con 20.
- Más minutos jugados en Mundiales: Lionel Messi tiene el récord (absoluto) con 2315 minutos, siguen Javier Mascherano con 1950 y Diego Maradona con 1938.
- Más copas mundiales jugadas: Lionel Messi tiene el récord (absoluto compartido) con 5.
- Más partidos en Copa América: el récord (absoluto) lo ostenta Lionel Messi con 39, sigue Javier Mascherano con 26.
- Más partidos en eliminatorias mundialistas: el récord lo tiene Lionel Messi con 71, sigue Javier Zanetti con 50.
- Más partidos en Copa Confederaciones: el récord lo tiene Javier Zanetti con 8.
- Más partidos oficiales amistosos: lo ostenta Lionel Messi con 56 partidos.
- Más partidos en competiciones oficiales: considerando únicamente partidos oficiales, sin contar amistosos (mundiales, Copa Confederaciones, Copa América y eliminatorias), el récord lo posee Lionel Messi con 137 partidos, seguido por Javier Mascherano con 94.

### Máximos goleadores
A continuación, los máximos anotadores con la selección absoluta.
- Fuente: RSSSF[236]
- Actualizado al 10 de junio de 2025.
- En negrita, jugadores actualmente en actividad en clubes.

| #   | Jugador                   | Período       | Goles | Partidos | Promedio | Títulos                     |
| --- | ------------------------- | ------------- | ----- | -------- | -------- | --------------------------- |
| 1°  | Lionel Messi (lista)      | 2005-presente | 113   | 192      | 0.58     | Mundial 2022                |
| 2°  | Gabriel Batistuta (lista) | 1991 - 2002   | 56    | 78       | 0.72     |                             |
| 3°  | Sergio Agüero             | 2006 - 2021   | 42    | 101      | 0.42     |                             |
| 4°  | Hernán Crespo             | 1995 - 2007   | 35    | 64       | 0.55     |                             |
| 5°  | Diego Maradona            | 1977 - 1994   | 32    | 91       | 0.37     | Mundial 1986                |
| 5°  | Lautaro Martínez          | 2018-presente | 32    | 70       | 0.46     | Mundial 2022                |
| 7°  | Gonzalo Higuaín           | 2009 - 2018   | 31    | 75       | 0.41     |                             |
| 7°  | Ángel Di María            | 2008 - 2024   | 31    | 145      | 0.21     | Mundial 2022                |
| 9°  | Luis Artime               | 1961 - 1967   | 24    | 25       | 0.96     |                             |
| 10° | Daniel Passarella         | 1976 - 1986   | 23    | 70       | 0.33     | Mundial 1978 · Mundial 1986 |
| 11° | Leopoldo Luque            | 1975 - 1981   | 22    | 45       | 0.49     | Mundial 1978                |
| 12° | Herminio Masantonio       | 1931 - 1945   | 21    | 19       | 1.11     |                             |
| 12° | José Sanfilippo           | 1956 - 1962   | 21    | 29       | 0.72     |                             |
| 14° | Mario Kempes              | 1973 - 1982   | 20    | 43       | 0.47     | Mundial 1978                |

| 15° | René Pontoni          | 1942 - 1948   | 19 | 19  | 1    |              |
| 15° | Norberto Méndez       | 1945 - 1956   | 19 | 31  | 0.61 |              |
| 15° | José Manuel Moreno    | 1936 - 1950   | 19 | 34  | 0.56 |              |
| 18° | Domingo Tarasconi     | 1922 - 1929   | 18 | 25  | 0.72 |              |
| 18° | Orestes Corbatta      | 1956 - 1962   | 18 | 43  | 0.42 |              |
| 20° | Ángel Labruna         | 1942 - 1958   | 17 | 37  | 0.46 |              |
| 20° | Miguel Brindisi       | 1969 - 1974   | 17 | 46  | 0.37 |              |
| 20° | Juan Román Riquelme   | 1997 - 2008   | 17 | 51  | 0.33 |              |
| 20° | Ariel Ortega          | 1993 - 2010   | 17 | 88  | 0.19 |              |
| 24° | Marcelo Gallardo      | 1994 - 2003   | 16 | 45  | 0.36 |              |
| 24° | Claudio Caniggia      | 1987 - 2002   | 16 | 50  | 0.32 |              |
| 24° | Maximiliano Rodríguez | 2003 - 2015   | 16 | 57  | 0.28 |              |
| 27° | Rinaldo Martino       | 1942 - 1946   | 15 | 20  | 0.75 |              |
| 28° | Claudio López         | 1995 - 2003   | 14 | 58  | 0.24 |              |
| 29° | Roberto Cherro        | 1926 - 1937   | 13 | 16  | 0.81 |              |
| 29° | Julián Alvarez        | 2021-presente | 13 | 46  | 0.28 | Mundial 2022 |
| 29° | René Houseman         | 1973 - 1979   | 13 | 55  | 0.24 | Mundial 1978 |
| 29° | Jorge Burruchaga      | 1983 - 1990   | 13 | 59  | 0.22 | Mundial 1986 |
| 29° | Carlos Tévez          | 2004 - 2015   | 13 | 76  | 0.17 |              |
| 34° | Humberto Maschio      | 1956 - 1957   | 12 | 12  | 1    |              |
| 34° | Carlos Peucelle       | 1928 - 1940   | 12 | 29  | 0.41 |              |
| 34° | Daniel Bertoni        | 1974 - 1982   | 12 | 31  | 0.39 | Mundial 1978 |
| 34° | Rodolfo Fischer       | 1967 - 1972   | 12 | 35  | 0.34 |              |
| 34° | Juan Pablo Sorín      | 1998 - 2006   | 12 | 76  | 0.16 |              |
| 39° | Antonio Angelillo     | 1956 - 1957   | 11 | 11  | 1    |              |
| 39° | Rubén Héctor Sosa     | 1959 - 1962   | 11 | 18  | 0.61 |              |
| 39° | Manuel Ferreira       | 1927 - 1930   | 11 | 21  | 0.52 |              |
| 39° | Jorge Valdano         | 1975 - 1990   | 11 | 22  | 0.5  | Mundial 1986 |
| 39° | Rubén Ayala           | 1971 - 1974   | 11 | 25  | 0.44 |              |
| 39° | Ermindo Onega         | 1960 - 1967   | 11 | 30  | 0.37 |              |
| 39° | Abel Balbo            | 1989 - 1998   | 11 | 37  | 0.3  |              |
| 39° | Javier Saviola        | 2000 - 2006   | 11 | 40  | 0.28 |              |
| 39° | Diego Simeone         | 1988 - 2002   | 11 | 108 | 0.1  |              |
| 48° | Rodolfo Micheli       | 1953 - 1956   | 10 | 14  | 0.71 |              |
| 48° | Manuel Seoane         | 1924 - 1929   | 10 | 18  | 0.56 |              |
| 48° | Ramón Díaz            | 1979 - 1982   | 10 | 24  | 0.42 |              |
| 48° | Félix Loustau         | 1945 - 1952   | 10 | 27  | 0.37 |              |
| 48° | Oscar Más             | 1965 - 1972   | 10 | 37  | 0.27 |              |
| 48° | Cristian González     | 1995 - 2005   | 10 | 56  | 0.18 |              |

### Distinciones destacadas

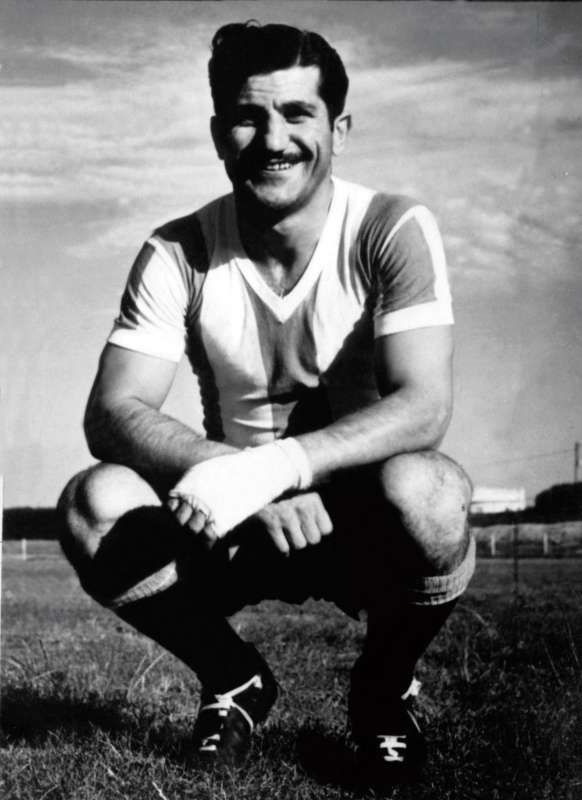
Herminio Masantonio es el jugador con mejor promedio de gol en la selección (dentro de los que ostentan al menos 10 goles), con 21 goles en 19 encuentros, superando la tasa de un gol por partido (1,11).

- Más goles de cabeza: Gabriel Batistuta ostenta el récord, con 9 goles de cabeza.[237]
- Más goles sin contar amistosos: teniendo en cuenta los goles en competiciones oficiales únicamente (mundiales, copas confederaciones, copas Américas y eliminatorias) el récord lo posee Lionel Messi con 64 goles, seguido por Gabriel Batistuta con 38 goles.[238]
- Más goles de penal: Lionel Messi ostenta el récord con 24 goles desde la pena máxima, seguido por Gabriel Batistuta con 8. Así también, Messi, posee el récord de más penales errados (sin contar tanda de penales) con 5, seguido por Martín Palermo y Marcelo Gallardo con 3.[239]
- Más goles de tiro libre: Lionel Messi ostenta el récord, con 11 goles de tiro libre. Siguen Juan Román Riquelme y Diego Maradona con 6 y 4 goles respectivamente.
- Más tripletes: Lionel Messi ostenta el récord de más partidos que hizo "hat-tricks", en 10 ocasiones (contra las siguientes selecciones: Suiza, Brasil, Guatemala, Panamá, Ecuador, Haití, Bolivia (x2), Estonia y Curazao). En el caso de Estonia, el 5 de junio de 2022 le anotó 5 goles en un partido amistoso.
- Más goles en un solo partido: Juan Marvezy, con sus 5 goles contra la selección de Ecuador por el Campeonato Sudamericano 1941, se convirtió en el primer futbolista que más goles anotó en un partido oficial con el combinado nacional.[240]Luego, al año siguiente Charro Moreno contra Uruguay en el Campeonato Sudamericano 1942 igualaría el récord. Lionel Messi también haría lo propio en un amistoso contra el seleccionado de Estonia el 5 de junio de 2022.
- Más goles en finales: Ángel Di María ostenta el récord convirtiendo en 3 finales distintas con la selección mayor: contra Brasil en la Copa América 2021, Italia en la Finalissima 2022, y Francia en el Mundial de Catar 2022. Además, con la selección sub-23 convirtió en la final contra Nigeria en los Juegos Olímpicos de Pekín 2008.
- Mejor promedio de gol: Herminio Masantonio ostenta el récord (dentro de los jugadores con al menos 10 goles en la selección), con 21 goles en 19 partidos, un promedio de 1,11 (más de un gol por partido). En Mundiales el récord es de Guillermo Stábile con 8 goles en 4 partidos, para un promedio de 2 goles por encuentro.

#### Goleadores en mundiales
- En negrita, jugadores actualmente en actividad.

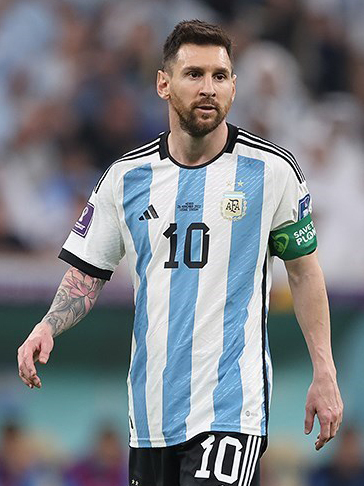
Lionel Messi es el actual jugador con mayor cantidad de goles anotados en Mundiales (13) con la selección, entre 2006 y 2022; y el segundo máximo anotador argentino en una sola competencia: 7 goles en Catar 2022.

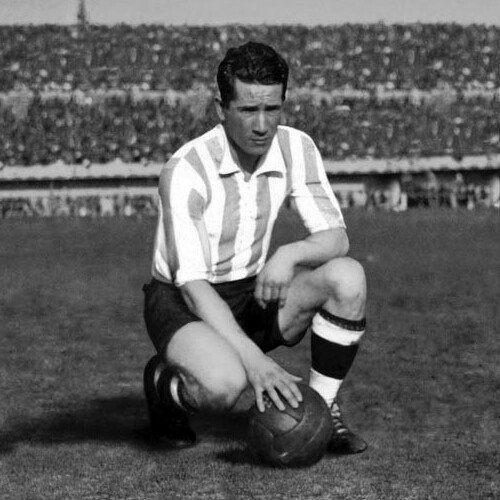
Guillermo Stábile, con sus 8 goles en Uruguay 1930, fue el primer goleador de un Mundial, el máximo anotador para Argentina en un solo mundial hasta la fecha y el jugador con mayor cantidad de goles anotados en Mundiales con la selección desde 1930 hasta 1998 (igualado por Diego Maradona en 1994).

| #   | Jugador              | Goles | Partidos | Mundiales disputados         |
| --- | -------------------- | ----- | -------- | ---------------------------- |
| 1°  | Lionel Messi         | 13    | 26       | 2006, 2010, 2014, 2018, 2022 |
| 2°  | Gabriel Batistuta    | 10    | 12       | 1994, 1998, 2002             |
| 3°  | Guillermo Stábile    | 8     | 4        | 1930                         |
| 3°  | Diego Maradona       | 8     | 21       | 1982, 1986, 1990, 1994       |
| 5°  | Mario Kempes         | 6     | 18       | 1974, 1978, 1982             |
| 6°  | Gonzalo Higuaín      | 5     | 14       | 2010, 2014, 2018             |
| 7°  | Leopoldo Luque       | 4     | 5        | 1978                         |
| 7°  | Julián Alvarez       | 4     | 7        | 2022                         |
| 7°  | Hernán Crespo        | 4     | 8        | 1998, 2002, 2006             |
| 7°  | Jorge Valdano        | 4     | 9        | 1982, 1986                   |
| 7°  | Claudio Caniggia     | 4     | 10       | 1990, 1994, 2002             |
| 7°  | Daniel Bertoni       | 4     | 11       | 1978, 1982                   |
| 7°  | René Houseman        | 4     | 12       | 1974, 1978                   |
| 14° | Oreste Omar Corbatta | 3     | 3        | 1958                         |
| 14° | Carlos Peucelle      | 3     | 4        | 1930                         |
| 14° | Luis Artime          | 3     | 4        | 1966                         |
| 14° | Carlos Tévez         | 3     | 8        | 2006, 2010                   |
| 14° | Daniel Passarella    | 3     | 12       | 1978, 1982, 1986             |
| 14° | Maxi Rodríguez       | 3     | 12       | 2006, 2010, 2014             |
| 14° | Jorge Burruchaga     | 3     | 14       | 1986, 1990                   |
| 14° | Ángel Di María       | 3     | 18       | 2010, 2014, 2018, 2022       |

| 22°  | Adolfo Zumelzú       | 2 | 1  | 1930             |
| 22°  | Héctor Yazalde       | 2 | 3  | 1974             |
| 22°  | Luis Monti           | 2 | 4  | 1930             |
| 22°  | Marcos Rojo          | 2 | 9  | 2014, 2018       |
| 22°  | Ariel Ortega         | 2 | 11 | 1994, 1998, 2002 |
| 22°  | Sergio Agüero        | 2 | 12 | 2010, 2014, 2018 |
| 28°  | Alejandro Scopelli   | 1 | 1  | 1930             |
| 28°  | Ernesto Belis        | 1 | 1  | 1934             |
| 28°  | Alberto Galateo      | 1 | 1  | 1934             |
| 28°  | Martín Palermo       | 1 | 1  | 2010             |
| 28°  | Ludovico Avio        | 1 | 2  | 1958             |
| 28°  | José Sanfilippo      | 1 | 2  | 1962             |
| 28°  | Héctor Facundo       | 1 | 2  | 1962             |
| 28°  | Pedro Pasculli       | 1 | 2  | 1986             |
| 28°  | Norberto Menéndez    | 1 | 3  | 1958             |
| 28°  | Héctor Pineda        | 1 | 3  | 1998             |
| 28°  | Javier Saviola       | 1 | 3  | 2006             |
| 28°  | Gabriel Mercado      | 1 | 3  | 2018             |
| 28°  | Mario Evaristo       | 1 | 4  | 1930             |
| 28°  | Francisco Varallo    | 1 | 4  | 1930             |
| 28°  | Ermindo Onega        | 1 | 4  | 1966             |
| 28°  | Miguel Brindisi      | 1 | 4  | 1974             |
| 28°  | Ramón Díaz           | 1 | 4  | 1982             |
| 28°  | Pedro Monzón         | 1 | 4  | 1990             |
| 28°  | Carlos Babington     | 1 | 5  | 1974             |
| 28°  | Esteban Cambiasso    | 1 | 5  | 2006             |
| 28°  | Rubén Ayala          | 1 | 6  | 1974             |
| 28°  | Ramón Heredia        | 1 | 6  | 1974             |
| 28°  | Pedro Troglio        | 1 | 6  | 1990             |
| 28°  | Alexis Mac Allister  | 1 | 6  | 2022             |
| 28°  | José Luis Brown      | 1 | 7  | 1986             |
| 28°  | Abel Balbo           | 1 | 7  | 1990, 1994, 1998 |
| 28°  | Enzo Fernández       | 1 | 7  | 2022             |
| 28°  | Nahuel Molina        | 1 | 7  | 2022             |
| 28°  | Claudio Javier López | 1 | 8  | 1998, 2002       |
| 28°  | Javier Zanetti       | 1 | 8  | 1998, 2002       |
| 28°  | Gabriel Heinze       | 1 | 8  | 2006, 2010       |
| 28°  | Martín Demichelis    | 1 | 8  | 2010, 2014       |
| 28°  | Roberto Ayala        | 1 | 10 | 1998, 2006       |
| 28°  | Osvaldo Ardiles      | 1 | 11 | 1978, 1982       |
| 28°  | Alberto Tarantini    | 1 | 12 | 1978, 1982       |
| 28°  | Oscar Ruggeri        | 1 | 16 | 1986, 1990, 1994 |
| a.g. | Park Chu-Young       | 1 | 1  | 2010             |
| a.g. | Sead Kolašinac       | 1 | 1  | 2014             |

#### Goleadores en eliminatorias de la Conmebol
Lionel Messi, es el máximo goleador por eliminatorias mundialistas de la Conmebol (34) a nivel selección.
| #   | Jugador              | Goles | Eliminatorias                      |
| --- | -------------------- | ----- | ---------------------------------- |
| 1°  | Lionel Messi         | 34    | 2006, 2010, 2014, 2018, 2022, 2026 |
| 2°  | Hernán Crespo        | 19    | 1998, 2002, 2006                   |
| 3°  | Gabriel Batistuta    | 11    | 1994, 1998, 2002                   |
| 3°  | Gonzalo Higuaín      | 11    | 2010, 2014, 2018                   |
| 5°  | Lautaro Martínez     | 10    | 2022, 2026                         |
| 6°  | Sergio Agüero        | 9     | 2010, 2014, 2018, 2022             |
| 7°  | Ángel Di María       | 8     | 2010, 2014, 2018, 2022, 2026       |
| 8°  | Ariel Ortega         | 7     | 1998, 2002                         |
| 8°  | Claudio Javier López | 7     | 1998, 2002                         |
| 8°  | Juan Román Riquelme  | 7     | 2006, 2010                         |
| 11° | Oreste Corbatta      | 6     | 1958, 1962                         |
| 11° | Juan Sebastián Verón | 6     | 1998, 2002, 2006, 2010             |
| 14° | Rubén Ayala          | 5     | 1974                               |
| 14° | Marcelo Gallardo     | 5     | 1998, 2002                         |
| 14° | Juan Pablo Sorín     | 5     | 1998, 2002, 2006                   |

#### Goleadores en Copa América

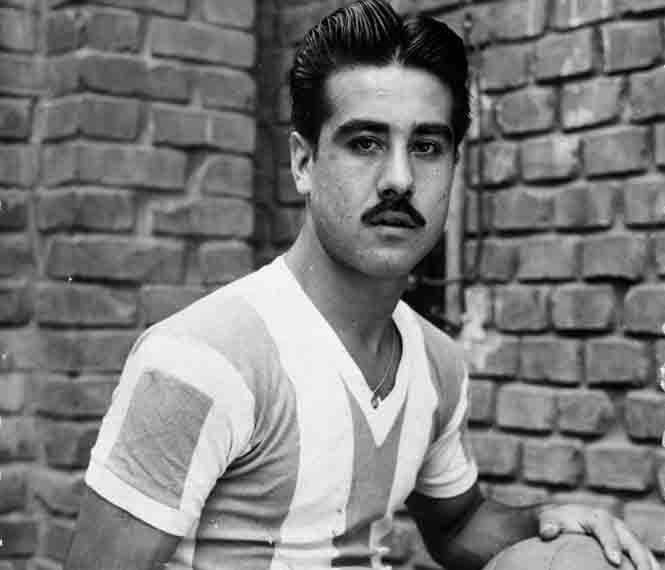
Norberto "Tucho" Méndez, máximo goleador histórico de la Copa América con 17 goles, ganó tres veces de manera consecutiva dicho trofeo continental.

| #   | Jugador             | Goles | Copas disputadas                         |
| --- | ------------------- | ----- | ---------------------------------------- |
| 1°  | Norberto Méndez     | 17    | 1945, 1946, 1947                         |
| 2°  | Lionel Messi        | 14    | 2007, 2011, 2015, 2016, 2019, 2021, 2024 |
| 3°  | Gabriel Batistuta   | 13    | 1991, 1993, 1995                         |
| 3°  | José Manuel Moreno  | 13    | 1941, 1942, 1945, 1946, 1947             |
| 5°  | Herminio Masantonio | 11    | 1935, 1937, 1939, 1941, 1942             |
| 6°  | Ángel Labruna       | 10    | 1946, 1949, 1955, 1956                   |
| 6°  | Lautaro Martínez    | 10    | 2019, 2021, 2024                         |
| 8°  | Humberto Maschio    | 9     | 1957                                     |
| 8°  | Sergio Agüero       | 9     | 2011, 2015, 2016, 2019, 2021             |
| 10° | Manuel Seoane       | 8     | 1925, 1927, 1929                         |
| 10° | René Pontoni        | 8     | 1945, 1946, 1947                         |
| 10° | Rodolfo Micheli     | 8     | 1955                                     |
| 10° | Antonio Angelillo   | 8     | 1957                                     |
| 14° | Félix Loustau       | 7     | 1945, 1946, 1947                         |
| 14° | José Sanfilippo     | 7     | 1957, 1959                               |
| 14° | Gonzalo Higuaín     | 7     | 2011, 2015, 2016                         |
| 17° | Gabino Sosa         | 6     | 1921, 1924, 1926                         |
| 17° | Alfredo Di Stéfano  | 6     | 1947                                     |
| 17° | Claudio Caniggia    | 6     | 1987, 1989, 1991                         |
| 20° | Manuel Ferreira     | 5     | 1927, 1929                               |
| 20° | Alberto Zozaya      | 5     | 1937                                     |
| 20° | Enrique García      | 5     | 1937, 1941, 1942                         |
| 20° | Vicente De La Mata  | 5     | 1937, 1945, 1946                         |
| 20° | Juan Marvezy        | 5     | 1941                                     |
| 20° | Rinaldo Martino     | 5     | 1945, 1946                               |
| 20° | Mario Boyé          | 5     | 1945, 1946, 1947                         |
| 20° | Oreste Corbatta     | 5     | 1957, 1959-I                             |
| 20° | Rubén Héctor Sosa   | 5     | 1959-I, 1959-II                          |
| 20° | Mario Rodríguez     | 5     | 1963                                     |
| 20° | Luis Artime         | 5     | 1967                                     |
| 20° | Diego Simeone       | 5     | 1991, 1993, 1995, 1999                   |
| 20° | Juan Román Riquelme | 5     | 1999, 2007                               |
| 20° | Ángel Di María      | 5     | 2011, 2015, 2016, 2019, 2021, 2024       |

Máximo goleador en la Copa Confederaciones
El récord lo ostentan Gabriel Batistuta y Luciano Figueroa con 4 goles.
Máximo goleador en partidos amistosos
El récord lo tiene Lionel Messi con 51 goles.
Gol a más países diferentes
El récord lo ostenta Lionel Messi con 38 países diferentes a los que les convirtió.
Más goles en un año calendario
El récord lo ostenta Lionel Messi con 18 goles (en el año 2022, hasta la fecha), seguido por Gabriel Batistuta (en el año 1998) y el mismo Messi (en el año 2012) con 12 goles.

### Máximos asistentes

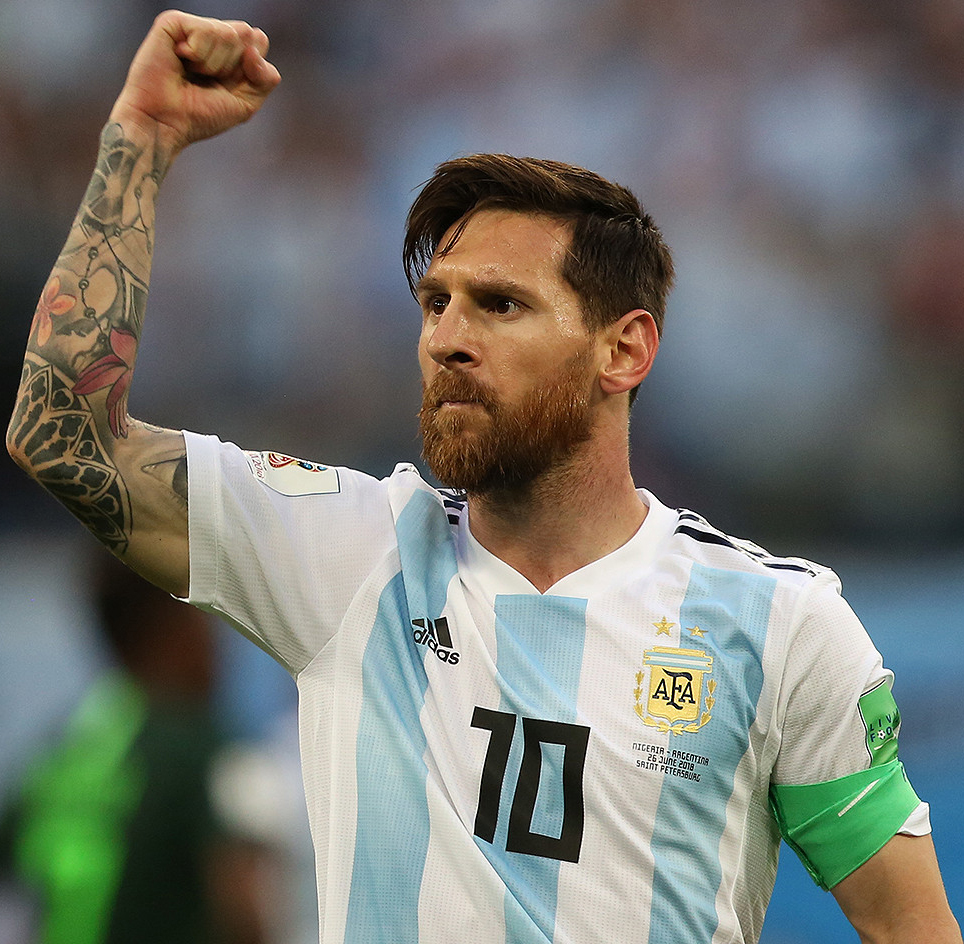
Lionel Messi, máximo asistidor histórico de la selección, con 59 asistencias en 191 encuentros.

- Actualizado al 10 de junio de 2025.

| #  | Jugador             | Asistencias | Partidos | Promedio | Mundiales | Eliminatorias | Copa América | Amistosos | Confederaciones / Campeones Conmebol-UEFA |
| -- | ------------------- | ----------- | -------- | -------- | --------- | ------------- | ------------ | --------- | ----------------------------------------- |
| 1° | Lionel Messi        | 59          | 193      | 0.31     | 8         | 13            | 18           | 18        | 2                                         |
| 2° | Ángel Di María      | 30          | 145      | 0.21     | 1         | 11            | 6            | 12        | –                                         |
| 3° | Diego Maradona      | 28          | 91       | 0.31     | 8         | 4             | 3            | 13        | –                                         |
| 4° | Ariel Ortega        | 27          | 88       | 0.31     | 3         | 10            | 2            | 11        | 1                                         |
| 5° | Juan Román Riquelme | 21          | 51       | 0.41     | 4         | 5             | 6            | 5         | 1                                         |

### Capitanes
| \| Año \| Capitán \| Demarcación \| \| 1978–82 \| Daniel Pasarella \| DEF \| \| 1983–90 \| Diego Maradona \| MED \| \| 1991–93 \| Oscar Ruggeri \| DEF \| \| 1994 \| Diego Maradona \| MED \| \| 1995 \| Roberto Ayala \| DEF \| \| 1996–99 \| Diego Simeone \| MED \| \| 2000–02 \| Juan Sebastián Verón \| MED \| \| 2003–04 \| Roberto Ayala \| DEF \| \| 2005–06 \| Juan Pablo Sorín \| DEF \| \| 2007 \| Roberto Ayala \| DEF \| \| 2008–11 \| Javier Mascherano \| MED \| \| 2011– \| Lionel Messi \| DEL \| |                      |             |
| Año | Capitán              | Demarcación |
| 1978–82 | Daniel Pasarella     | DEF         |
| 1983–90 | Diego Maradona       | MED         |
| 1991–93 | Oscar Ruggeri        | DEF         |
| 1994 | Diego Maradona       | MED         |
| 1995 | Roberto Ayala        | DEF         |
| 1996–99 | Diego Simeone        | MED         |
| 2000–02 | Juan Sebastián Verón | MED         |
| 2003–04 | Roberto Ayala        | DEF         |
| 2005–06 | Juan Pablo Sorín     | DEF         |
| 2007 | Roberto Ayala        | DEF         |
| 2008–11 | Javier Mascherano    | MED         |
| 2011– | Lionel Messi         | DEL         |

Notas
El récord de más partidos con la selección usando la cinta de capitán lo tiene Lionel Messi con 133. El récord de más partidos usando la cinta de capitán en los mundiales lo tiene Lionel Messi con 19.

### Aportes de clubes a la selección argentina
| Club                    | Presencias | Jugadores |
| ----------------------- | ---------- | --------- |
| River Plate             | 1459       | 148       |
| Boca Juniors            | 1013       | 111       |
| Independiente           | 836        | 105       |
| Racing Club             | 794        | 101       |
| San Lorenzo             | 592        | 89        |
| Huracán                 | 426        | 52        |
| Newell's Old Boys       | 372        | 65        |
| Estudiantes de La Plata | 350        | 74        |
| Vélez Sarsfield         | 325        | 77        |
| Rosario Central         | 277        | 55        |

*La cantidad de presencias aportadas y jugadores varía según cada club, pero siguiendo cualquiera de los dos criterios, el podio de los primeros 10 clubes es el mismo.

#### Aporte de goles por club
| Clubes                  | Goles | Jugadores con goles |
| ----------------------- | ----- | ------------------- |
| River Plate             | 203   | 32                  |
| Boca Juniors            | 310   | 38                  |
| Huracán                 | 114   | 24                  |
| San Lorenzo             | 112   | 32                  |
| Racing Club             | 106   | 25                  |
| Independiente           | 103   | 35                  |
| Barcelona               | 77    | 4                   |
| Newell's Old Boys       | 65    | 24                  |
| Rosario Central         | 56    | 20                  |
| Estudiantes de La Plata | 52    | 22                  |
| Fiorentina              | 51    | 3                   |
| Real Madrid             | 37    | 5                   |
| Valencia                | 34    | 8                   |
| Atlético de Madrid      | 33    | 6                   |
| Napoli                  | 29    | 7                   |
| Vélez Sarsfield         | 26    | 15                  |
| Inter de Milán          | 24    | 8                   |
| Roma                    | 19    | 4                   |
| Villarreal              | 17    | 5                   |

## Estadísticas

### Copa Mundial de Fútbol
| Edición | Resultado | Pos. | PJ | PG | PE | PP | GF | GC | Dif. | Pts. | Rend. | Goleador |
| ------- | --- | --- | --- | --- | --- | --- | --- | --- | --- | --- | --- | --- |
| 1930    | Subcampeón | 2.ª | 5 | 4 | 0 | 1 | 18 | 9 | 9 | 8 | 80% | Guillermo Stábile: 8                                                                                                  |
| 1934    | Octavos de final | 9.ª | 1 | 0 | 0 | 1 | 2 | 3 | -1 | 0 | 0% | Belis y Galateo: 1 |
| 1938    | Declinó participar a modo de protesta                                                                                 | Declinó participar a modo de protesta                                                                                 | Declinó participar a modo de protesta                                                                                 | Declinó participar a modo de protesta                                                                                 | Declinó participar a modo de protesta                                                                                 | Declinó participar a modo de protesta                                                                                 | Declinó participar a modo de protesta                                                                                 | Declinó participar a modo de protesta                                                                                 | Declinó participar a modo de protesta                                                                                 | Declinó participar a modo de protesta                                                                                 | Declinó participar a modo de protesta                                                                                 | Declinó participar a modo de protesta                                                                                 |
| 1950    | Declinó participar a modo de protesta                                                                                 | Declinó participar a modo de protesta                                                                                 | Declinó participar a modo de protesta                                                                                 | Declinó participar a modo de protesta                                                                                 | Declinó participar a modo de protesta                                                                                 | Declinó participar a modo de protesta                                                                                 | Declinó participar a modo de protesta                                                                                 | Declinó participar a modo de protesta                                                                                 | Declinó participar a modo de protesta                                                                                 | Declinó participar a modo de protesta                                                                                 | Declinó participar a modo de protesta                                                                                 | Declinó participar a modo de protesta                                                                                 |
| 1954    | Declinó participar a modo de protesta                                                                                 | Declinó participar a modo de protesta                                                                                 | Declinó participar a modo de protesta                                                                                 | Declinó participar a modo de protesta                                                                                 | Declinó participar a modo de protesta                                                                                 | Declinó participar a modo de protesta                                                                                 | Declinó participar a modo de protesta                                                                                 | Declinó participar a modo de protesta                                                                                 | Declinó participar a modo de protesta                                                                                 | Declinó participar a modo de protesta                                                                                 | Declinó participar a modo de protesta                                                                                 | Declinó participar a modo de protesta                                                                                 |
| 1958    | Primera fase | 13.ª | 3 | 1 | 0 | 2 | 5 | 10 | -5 | 2 | 33,33% | Orestes Corbatta: 3                                                                                                   |
| 1962    | Primera fase | 10.ª | 3 | 1 | 1 | 1 | 2 | 3 | -1 | 3 | 50% | Facundo y Sanfilippo: 1                                                                                               |
| 1966    | Cuartos de final | 5.ª | 4 | 2 | 1 | 1 | 4 | 2 | 2 | 5 | 62,5% | Luis Artime: 3 |
| 1970    | No se clasificó | No se clasificó | No se clasificó | No se clasificó | No se clasificó | No se clasificó | No se clasificó | No se clasificó | No se clasificó | No se clasificó | No se clasificó | No se clasificó |
| 1974    | Segunda fase | 8.ª | 6 | 1 | 2 | 3 | 9 | 12 | -3 | 4 | 33,33% | René Houseman: 3 |
| 1978    | Campeón | 1.ª | 7 | 5 | 1 | 1 | 15 | 4 | 11 | 11 | 78,5% | Mario Kempes: 6 |
| 1982    | Segunda fase | 11.ª | 5 | 2 | 0 | 3 | 8 | 7 | 1 | 4 | 40% | Maradona, Bertoni y Passarella: 2                                                                                     |
| 1986    | Campeón | 1.ª | 7 | 6 | 1 | 0 | 14 | 5 | 9 | 13 | 92,85% | Diego Maradona: 5 |
| 1990    | Subcampeón | 2.ª | 7 | 2 | 3 | 2 | 5 | 4 | 1 | 7 | 50% | Claudio Caniggia: 2                                                                                                   |
| 1994    | Octavos de final | 10.ª | 4 | 2 | 0 | 2 | 8 | 6 | 2 | 6 | 50% | Gabriel Batistuta: 4                                                                                                  |
| 1998    | Cuartos de final | 6.ª | 5 | 3 | 1 | 1 | 10 | 4 | 6 | 10 | 66,66% | Gabriel Batistuta: 5                                                                                                  |
| 2002    | Primera fase | 18.ª | 3 | 1 | 1 | 1 | 2 | 2 | 0 | 4 | 44,44% | Batistuta y Crespo: 1                                                                                                 |
| 2006    | Cuartos de final | 6.ª | 5 | 3 | 2 | 0 | 11 | 3 | 8 | 11 | 73,33% | Rodríguez y Crespo: 3                                                                                                 |
| 2010    | Cuartos de final | 5.ª | 5 | 4 | 0 | 1 | 10 | 6 | 4 | 12 | 80% | Gonzalo Higuaín: 4 |
| 2014    | Subcampeón | 2.ª | 7 | 5 | 1 | 1 | 8 | 4 | 4 | 16 | 76,19% | Lionel Messi: 4 |
| 2018    | Octavos de final | 16.ª | 4 | 1 | 1 | 2 | 6 | 9 | -3 | 4 | 33,33% | Sergio Agüero: 2 |
| 2022    | Campeón | 1.ª | 7 | 4 | 2 | 1 | 15 | 8 | 7 | 14 | 66,66% | Lionel Messi: 7 |
| 2026    | Clasificado | Clasificado | Clasificado | Clasificado | Clasificado | Clasificado | Clasificado | Clasificado | Clasificado | Clasificado | Clasificado | Clasificado |
| 2030    | Clasificado automáticamente por disputar un partido para la conmemoración del centenario de la primera copa del mundo | Clasificado automáticamente por disputar un partido para la conmemoración del centenario de la primera copa del mundo | Clasificado automáticamente por disputar un partido para la conmemoración del centenario de la primera copa del mundo | Clasificado automáticamente por disputar un partido para la conmemoración del centenario de la primera copa del mundo | Clasificado automáticamente por disputar un partido para la conmemoración del centenario de la primera copa del mundo | Clasificado automáticamente por disputar un partido para la conmemoración del centenario de la primera copa del mundo | Clasificado automáticamente por disputar un partido para la conmemoración del centenario de la primera copa del mundo | Clasificado automáticamente por disputar un partido para la conmemoración del centenario de la primera copa del mundo | Clasificado automáticamente por disputar un partido para la conmemoración del centenario de la primera copa del mundo | Clasificado automáticamente por disputar un partido para la conmemoración del centenario de la primera copa del mundo | Clasificado automáticamente por disputar un partido para la conmemoración del centenario de la primera copa del mundo | Clasificado automáticamente por disputar un partido para la conmemoración del centenario de la primera copa del mundo |
| 2034    | Por definirse | Por definirse | Por definirse | Por definirse | Por definirse | Por definirse | Por definirse | Por definirse | Por definirse | Por definirse | Por definirse | Por definirse |
| Total   | 19/22 | 3.ª | 88 | 47 | 17 | 24 | 152 | 101 | 51 | 134 | - | Lionel Messi: 13 |

### Clasificación para la Copa Mundial
| Edición | Resultado    | Pos.                                             | PJ                                               | PG                                               | PE                                               | PP                                               | GF                                               | GC                                               | Dif.                                             | Pts.                                             | Rend.                                            | Goleador                                         |
| ------- | ------------ | ------------------------------------------------ | ------------------------------------------------ | ------------------------------------------------ | ------------------------------------------------ | ------------------------------------------------ | ------------------------------------------------ | ------------------------------------------------ | ------------------------------------------------ | ------------------------------------------------ | ------------------------------------------------ | ------------------------------------------------ |
| 1930    | Clasificado  | Invitado                                         | Invitado                                         | Invitado                                         | Invitado                                         | Invitado                                         | Invitado                                         | Invitado                                         | Invitado                                         | Invitado                                         | Invitado                                         | Invitado                                         |
| 1934    | Clasificado  | Invitado tras las renuncias de otras selecciones | Invitado tras las renuncias de otras selecciones | Invitado tras las renuncias de otras selecciones | Invitado tras las renuncias de otras selecciones | Invitado tras las renuncias de otras selecciones | Invitado tras las renuncias de otras selecciones | Invitado tras las renuncias de otras selecciones | Invitado tras las renuncias de otras selecciones | Invitado tras las renuncias de otras selecciones | Invitado tras las renuncias de otras selecciones | Invitado tras las renuncias de otras selecciones |
| 1938    | Se retiró    | Se retiró                                        | Se retiró                                        | Se retiró                                        | Se retiró                                        | Se retiró                                        | Se retiró                                        | Se retiró                                        | Se retiró                                        | Se retiró                                        | Se retiró                                        | Se retiró                                        |
| 1950    | Se retiró    | Se retiró                                        | Se retiró                                        | Se retiró                                        | Se retiró                                        | Se retiró                                        | Se retiró                                        | Se retiró                                        | Se retiró                                        | Se retiró                                        | Se retiró                                        | Se retiró                                        |
| 1954    | Se retiró    | Se retiró                                        | Se retiró                                        | Se retiró                                        | Se retiró                                        | Se retiró                                        | Se retiró                                        | Se retiró                                        | Se retiró                                        | Se retiró                                        | Se retiró                                        | Se retiró                                        |
| 1958    | Clasificado  | 1.º Grupo 2                                      | 4                                                | 3                                                | 0                                                | 1                                                | 10                                               | 2                                                | 8                                                | 9                                                | 75%                                              | Corbatta y Menéndez: 3                           |
| 1962    | Clasificado  | 1.º Grupo 1                                      | 2                                                | 2                                                | 0                                                | 0                                                | 11                                               | 3                                                | 8                                                | 4                                                | 100%                                             | Corbatta y Sanfilippo: 3                         |
| 1966    | Clasificado  | 1.º Grupo 3                                      | 4                                                | 3                                                | 1                                                | 0                                                | 9                                                | 2                                                | 7                                                | 7                                                | 87,5%                                            | Ermindo Onega: 3                                 |
| 1970    | No clasificó | 3.º Grupo 1                                      | 4                                                | 1                                                | 1                                                | 2                                                | 4                                                | 6                                                | -2                                               | 3                                                | 37,50%                                           | Rafael Albrecht: 2                               |
| 1974    | Clasificado  | 1.º Grupo 2                                      | 4                                                | 3                                                | 1                                                | 0                                                | 9                                                | 2                                                | 7                                                | 7                                                | 87,50%                                           | Rubén Ayala: 5                                   |
| 1978    | Clasificado  | Anfitrión                                        | Anfitrión                                        | Anfitrión                                        | Anfitrión                                        | Anfitrión                                        | Anfitrión                                        | Anfitrión                                        | Anfitrión                                        | Anfitrión                                        | Anfitrión                                        | Anfitrión                                        |
| 1982    | Clasificado  | Campeón defensor                                 | Campeón defensor                                 | Campeón defensor                                 | Campeón defensor                                 | Campeón defensor                                 | Campeón defensor                                 | Campeón defensor                                 | Campeón defensor                                 | Campeón defensor                                 | Campeón defensor                                 | Campeón defensor                                 |
| 1986    | Clasificado  | 1.º Grupo 1                                      | 6                                                | 4                                                | 1                                                | 1                                                | 12                                               | 6                                                | 6                                                | 9                                                | 75%                                              | Diego Maradona: 3                                |
| 1990    | Clasificado  | Campeón defensor                                 | Campeón defensor                                 | Campeón defensor                                 | Campeón defensor                                 | Campeón defensor                                 | Campeón defensor                                 | Campeón defensor                                 | Campeón defensor                                 | Campeón defensor                                 | Campeón defensor                                 | Campeón defensor                                 |
| 1994    | Clasificado  | 2.º Grupo A                                      | 8                                                | 4                                                | 2                                                | 2                                                | 9                                                | 10                                               | -1                                               | 7                                                | 58,33%                                           | Ramón Medina Bello: 4                            |
| 1998    | Clasificado  | 1.º                                              | 16                                               | 8                                                | 6                                                | 2                                                | 23                                               | 13                                               | 10                                               | 30                                               | 62,5%                                            | Ariel Ortega: 4                                  |
| 2002    | Clasificado  | 1.º                                              | 18                                               | 13                                               | 4                                                | 1                                                | 42                                               | 15                                               | 27                                               | 43                                               | 79,63%                                           | Hernán Crespo: 9                                 |
| 2006    | Clasificado  | 2.º                                              | 18                                               | 10                                               | 4                                                | 4                                                | 29                                               | 17                                               | 12                                               | 34                                               | 62,96%                                           | Hernán Crespo: 7                                 |
| 2010    | Clasificado  | 4.º                                              | 18                                               | 8                                                | 4                                                | 6                                                | 23                                               | 20                                               | 3                                                | 28                                               | 51,85%                                           | Riquelme, Messi y Agüero: 4                      |
| 2014    | Clasificado  | 1.º                                              | 16                                               | 9                                                | 5                                                | 2                                                | 35                                               | 15                                               | 20                                               | 32                                               | 66,66%                                           | Lionel Messi: 10                                 |
| 2018    | Clasificado  | 3.º                                              | 18                                               | 7                                                | 7                                                | 4                                                | 19                                               | 16                                               | 3                                                | 28                                               | 51,85%                                           | Lionel Messi: 7                                  |
| 2022    | Clasificado  | 2.º                                              | 17                                               | 11                                               | 6                                                | 0                                                | 27                                               | 8                                                | 19                                               | 39                                               | 76,47%                                           | Martínez y Messi: 7                              |
| 2026    | Clasificado  | 1.º                                              | 16                                               | 11                                               | 2                                                | 3                                                | 28                                               | 9                                                | 19                                               | 35                                               | 72,91%                                           | Lionel Messi: 6                                  |
| 2030    | Clasificado  | Anfitrión del partido inaugural                  | Anfitrión del partido inaugural                  | Anfitrión del partido inaugural                  | Anfitrión del partido inaugural                  | Anfitrión del partido inaugural                  | Anfitrión del partido inaugural                  | Anfitrión del partido inaugural                  | Anfitrión del partido inaugural                  | Anfitrión del partido inaugural                  | Anfitrión del partido inaugural                  | Anfitrión del partido inaugural                  |
| Total   | 19/22        | 1.º                                              | 169                                              | 97                                               | 44                                               | 28                                               | 290                                              | 144                                              | 146                                              | 315                                              | -                                                | Lionel Messi: 34                                 |

- En negrita los goleadores del torneo.

### Copa América
| Edición | Resultado        | Pos.         | PJ           | PG           | PE           | PP           | GF           | GC           | Dif.         | Pts.         | Rend.        | Goleador                       |
| ------- | ---------------- | ------------ | ------------ | ------------ | ------------ | ------------ | ------------ | ------------ | ------------ | ------------ | ------------ | ------------------------------ |
| 1916    | Subcampeón       | 2.ª          | 3            | 1            | 2            | 0            | 7            | 2            | 5            | 5            | 83,33%       | Brown, Marcovecchio y Ohaco: 2 |
| 1917    | Subcampeón       | 2.ª          | 3            | 2            | 0            | 1            | 5            | 3            | 2            | 4            | 66,66%       | Alberto Ohaco: 2               |
| 1919    | Tercer puesto    | 3.ª          | 3            | 1            | 0            | 2            | 7            | 7            | 0            | 2            | 33,33%       | Clarke y Izaguirre: 3          |
| 1920    | Subcampeón       | 2.ª          | 3            | 1            | 2            | 0            | 4            | 2            | 2            | 4            | 66,66%       | Raúl Echeverría: 2             |
| 1921    | Campeón          | 1.ª          | 3            | 3            | 0            | 0            | 5            | 0            | 5            | 6            | 100%         | Julio Libonatti: 3             |
| 1922    | Cuarto puesto    | 4.ª          | 4            | 2            | 0            | 2            | 6            | 3            | 3            | 4            | 50%          | Julio Francia: 4               |
| 1923    | Subcampeón       | 2.ª          | 3            | 2            | 0            | 1            | 6            | 6            | 0            | 4            | 66,66%       | Vicente Aguirre: 3             |
| 1924    | Subcampeón       | 2.ª          | 3            | 1            | 2            | 0            | 2            | 0            | 2            | 4            | 66,66%       | Sosa y Loyarte: 1              |
| 1925    | Campeón          | 1.ª          | 4            | 3            | 1            | 0            | 11           | 4            | 7            | 7            | 87,5%        | Manuel Seoane: 6               |
| 1926    | Subcampeón       | 2.ª          | 4            | 2            | 1            | 1            | 14           | 3            | 11           | 5            | 62,5%        | Gabino Sosa: 5                 |
| 1927    | Campeón          | 1.ª          | 3            | 3            | 0            | 0            | 15           | 4            | 11           | 6            | 100%         | Carricaberry y Luna: 3         |
| 1929    | Campeón          | 1.ª          | 3            | 3            | 0            | 0            | 9            | 1            | 8            | 6            | 100%         | Manuel Ferreira: 3             |
| 1935    | Subcampeón       | 2.ª          | 3            | 2            | 0            | 1            | 8            | 5            | 3            | 4            | 66,66%       | Herminio Masantonio: 4         |
| 1937    | Campeón          | 1.ª          | 6            | 5            | 0            | 1            | 14           | 5            | 9            | 10           | 83,33%       | Alberto Zozaya: 5              |
| 1939    | No participó     | No participó | No participó | No participó | No participó | No participó | No participó | No participó | No participó | No participó | No participó | No participó                   |
| 1941    | Campeón          | 1.ª          | 4            | 4            | 0            | 0            | 10           | 2            | 8            | 8            | 100%         | Juan Marvezzi: 5               |
| 1942    | Subcampeón       | 2.ª          | 6            | 4            | 1            | 1            | 21           | 6            | 15           | 9            | 75%          | Masantonio y Moreno: 7         |
| 1945    | Campeón          | 1.ª          | 6            | 5            | 1            | 0            | 22           | 5            | 17           | 11           | 91,66%       | Norberto Méndez: 6             |
| 1946    | Campeón          | 1.ª          | 5            | 5            | 0            | 0            | 17           | 3            | 14           | 10           | 100%         | Labruna y Méndez: 5            |
| 1947    | Campeón          | 1.ª          | 7            | 6            | 1            | 0            | 28           | 4            | 24           | 13           | 92,85%       | Di Stefano y Méndez: 6         |
| 1949    | No participó     | No participó | No participó | No participó | No participó | No participó | No participó | No participó | No participó | No participó | No participó | No participó                   |
| 1953    | No participó     | No participó | No participó | No participó | No participó | No participó | No participó | No participó | No participó | No participó | No participó | No participó                   |
| 1955    | Campeón          | 1.ª          | 5            | 4            | 1            | 0            | 18           | 6            | 12           | 9            | 90%          | Rodolfo Micheli: 8             |
| 1956    | Tercer puesto    | 3.ª          | 5            | 3            | 0            | 2            | 5            | 3            | 2            | 6            | 60%          | Ángel Labruna: 2               |
| 1957    | Campeón          | 1.ª          | 6            | 5            | 0            | 1            | 25           | 6            | 19           | 10           | 83,33%       | Humberto Maschio: 9            |
| 1959    | Campeón          | 1.ª          | 6            | 5            | 1            | 0            | 19           | 5            | 14           | 11           | 91,66%       | Rubén Héctor Sosa: 4           |
| 1959    | Subcampeón       | 2.ª          | 4            | 2            | 1            | 1            | 9            | 9            | 0            | 5            | 62,5%        | José Sanfilippo: 6             |
| 1963    | Tercer puesto    | 3.ª          | 6            | 3            | 1            | 2            | 15           | 10           | 5            | 7            | 58,33%       | Mario Rodríguez: 5             |
| 1967    | Subcampeón       | 2.ª          | 5            | 4            | 0            | 1            | 12           | 3            | 9            | 8            | 80%          | Luis Artime: 5                 |
| 1975    | Primera fase     | 5.ª          | 4            | 2            | 0            | 2            | 17           | 4            | 13           | 4            | 50%          | Leopoldo Luque: 4              |
| 1979    | Primera fase     | 8.ª          | 4            | 1            | 1            | 2            | 7            | 6            | 1            | 3            | 37,5%        | Daniel Passarella: 2           |
| 1983    | Primera fase     | 6.ª          | 4            | 1            | 3            | 0            | 5            | 4            | 1            | 5            | 62,5%        | Jorge Burruchaga: 3            |
| 1987    | Cuarto puesto    | 4.ª          | 4            | 1            | 1            | 2            | 5            | 4            | 4            | 3            | 37,5%        | Diego Maradona: 3              |
| 1989    | Tercer puesto    | 3.ª          | 7            | 2            | 3            | 2            | 2            | 4            | -2           | 7            | 50%          | Claudio Caniggia: 2            |
| 1991    | Campeón          | 1.ª          | 7            | 6            | 1            | 0            | 16           | 6            | 10           | 13           | 92,85%       | Gabriel Batistuta: 6           |
| 1993    | Campeón          | 1.ª          | 6            | 2            | 4            | 0            | 6            | 4            | 2            | 8            | 66,66%       | Gabriel Batistuta: 3           |
| 1995    | Cuartos de final | 5.ª          | 4            | 2            | 1            | 1            | 8            | 6            | 2            | 7            | 58,33%       | Gabriel Batistuta: 4           |
| 1997    | Cuartos de final | 6.ª          | 4            | 1            | 2            | 1            | 4            | 3            | 1            | 5            | 41,66%       | Marcelo Gallardo: 3            |
| 1999    | Cuartos de final | 8.ª          | 4            | 2            | 0            | 2            | 6            | 6            | 0            | 6            | 50%          | Martín Palermo: 3              |
| 2001    | No participó     | No participó | No participó | No participó | No participó | No participó | No participó | No participó | No participó | No participó | No participó | No participó                   |
| 2004    | Subcampeón       | 2.ª          | 6            | 4            | 1            | 1            | 16           | 6            | 10           | 13           | 72,22%       | Saviola y González: 3          |
| 2007    | Subcampeón       | 2.ª          | 6            | 5            | 0            | 1            | 16           | 6            | 10           | 15           | 83,33%       | Juan Román Riquelme: 5         |
| 2011    | Cuartos de final | 7.ª          | 4            | 1            | 3            | 0            | 5            | 2            | 3            | 6            | 50%          | Sergio Agüero: 3               |
| 2015    | Subcampeón       | 2.ª          | 6            | 3            | 3            | 0            | 10           | 3            | 7            | 12           | 66,66%       | Sergio Agüero: 3               |
| 2016    | Subcampeón       | 2.ª          | 6            | 5            | 1            | 0            | 18           | 2            | 16           | 16           | 88,88%       | Lionel Messi: 5                |
| 2019    | Tercer puesto    | 3.ª          | 6            | 3            | 1            | 2            | 7            | 6            | 1            | 10           | 55,55%       | Martínez y Agüero: 2           |
| 2021    | Campeón          | 1.ª          | 7            | 5            | 2            | 0            | 12           | 3            | 9            | 17           | 80,95%       | Lionel Messi: 4                |
| 2024    | Campeón          | 1.ª          | 6            | 5            | 1            | 0            | 9            | 1            | 8            | 16           | 88,89%       | Lautaro Martínez: 5            |
| Total   | 44/48            | 1.ª          | 208          | 132          | 43           | 33           | 483          | 183          | 300          | 439          | -            | Norberto Méndez: 17            |

### Copa FIFA Confederaciones
| Edición | Resultado       | Pos.            | PJ              | PG              | PE              | PP              | GF              | GC              | Dif.            | Pts.            | Rend.           | Goleador                |
| ------- | --------------- | --------------- | --------------- | --------------- | --------------- | --------------- | --------------- | --------------- | --------------- | --------------- | --------------- | ----------------------- |
| 1992    | Campeón         | 1.ª             | 2               | 2               | 0               | 0               | 7               | 1               | 6               | 4               | 100%            | Gabriel Batistuta: 2    |
| 1995    | Subcampeón      | 2.ª             | 3               | 1               | 1               | 1               | 5               | 3               | 2               | 4               | 44,44%          | Gabriel Batistuta: 2    |
| 1997    | No se clasificó | No se clasificó | No se clasificó | No se clasificó | No se clasificó | No se clasificó | No se clasificó | No se clasificó | No se clasificó | No se clasificó | No se clasificó | No se clasificó         |
| 1999    | No se clasificó | No se clasificó | No se clasificó | No se clasificó | No se clasificó | No se clasificó | No se clasificó | No se clasificó | No se clasificó | No se clasificó | No se clasificó | No se clasificó         |
| 2001    | No se clasificó | No se clasificó | No se clasificó | No se clasificó | No se clasificó | No se clasificó | No se clasificó | No se clasificó | No se clasificó | No se clasificó | No se clasificó | No se clasificó         |
| 2003    | No se clasificó | No se clasificó | No se clasificó | No se clasificó | No se clasificó | No se clasificó | No se clasificó | No se clasificó | No se clasificó | No se clasificó | No se clasificó | No se clasificó         |
| 2005    | Subcampeón      | 2.ª             | 5               | 2               | 2               | 1               | 10              | 10              | 0               | 8               | 53,33%          | Luciano Figueroa: 4     |
| 2009    | No se clasificó | No se clasificó | No se clasificó | No se clasificó | No se clasificó | No se clasificó | No se clasificó | No se clasificó | No se clasificó | No se clasificó | No se clasificó | No se clasificó         |
| 2013    | No se clasificó | No se clasificó | No se clasificó | No se clasificó | No se clasificó | No se clasificó | No se clasificó | No se clasificó | No se clasificó | No se clasificó | No se clasificó | No se clasificó         |
| 2017    | No se clasificó | No se clasificó | No se clasificó | No se clasificó | No se clasificó | No se clasificó | No se clasificó | No se clasificó | No se clasificó | No se clasificó | No se clasificó | No se clasificó         |
| Total   | 3/10            | 7.ª             | 10              | 5               | 3               | 2               | 22              | 14              | 8               | 16              | -               | Batistuta y Figueroa: 4 |

### Torneo Olímpico de Fútbol
| Edición                                                                              | Resultado                     | Pos.                          | PJ                            | PG                            | PE                            | PP                            | GF                            | GC                            | Dif.                          | Pts.                          | Rend.                         | Goleador                      |
| ------------------------------------------------------------------------------------ | ----------------------------- | ----------------------------- | ----------------------------- | ----------------------------- | ----------------------------- | ----------------------------- | ----------------------------- | ----------------------------- | ----------------------------- | ----------------------------- | ----------------------------- | ----------------------------- |
| 1908                                                                                 | No participó                  | No participó                  | No participó                  | No participó                  | No participó                  | No participó                  | No participó                  | No participó                  | No participó                  | No participó                  | No participó                  | No participó                  |
| 1912                                                                                 | No participó                  | No participó                  | No participó                  | No participó                  | No participó                  | No participó                  | No participó                  | No participó                  | No participó                  | No participó                  | No participó                  | No participó                  |
| 1920                                                                                 | No participó                  | No participó                  | No participó                  | No participó                  | No participó                  | No participó                  | No participó                  | No participó                  | No participó                  | No participó                  | No participó                  | No participó                  |
| 1924                                                                                 | No participó                  | No participó                  | No participó                  | No participó                  | No participó                  | No participó                  | No participó                  | No participó                  | No participó                  | No participó                  | No participó                  | No participó                  |
| 1928                                                                                 | Subcampeón                    | 2.ª                           | 5                             | 3                             | 1                             | 1                             | 24                            | 7                             | 17                            | 7                             | 70%                           | Domingo Tarasconi: 11         |
| 1932                                                                                 | No hubo competición de fútbol | No hubo competición de fútbol | No hubo competición de fútbol | No hubo competición de fútbol | No hubo competición de fútbol | No hubo competición de fútbol | No hubo competición de fútbol | No hubo competición de fútbol | No hubo competición de fútbol | No hubo competición de fútbol | No hubo competición de fútbol | No hubo competición de fútbol |
| 1936                                                                                 | No participó                  | No participó                  | No participó                  | No participó                  | No participó                  | No participó                  | No participó                  | No participó                  | No participó                  | No participó                  | No participó                  | No participó                  |
| 1948                                                                                 | No participó                  | No participó                  | No participó                  | No participó                  | No participó                  | No participó                  | No participó                  | No participó                  | No participó                  | No participó                  | No participó                  | No participó                  |
| Los Juegos Olímpicos de 1948 fueron los últimos disputados por selecciones absolutas |                               |                               |                               |                               |                               |                               |                               |                               |                               |                               |                               |                               |
| Total                                                                                | 1/7                           | -                             | 5                             | 3                             | 1                             | 1                             | 24                            | 7                             | 17                            | 7                             | 70%                           | Domingo Tarasconi: 11         |

### Copa de Campeones Conmebol-UEFA
| Edición | Resultado       | Pos.            | PJ              | PG              | PE              | PP              | GF              | GC              | Dif.            | Pts.            | Rend.           | Goleador                                   |
| ------- | --------------- | --------------- | --------------- | --------------- | --------------- | --------------- | --------------- | --------------- | --------------- | --------------- | --------------- | ------------------------------------------ |
| 1985    | No se clasificó | No se clasificó | No se clasificó | No se clasificó | No se clasificó | No se clasificó | No se clasificó | No se clasificó | No se clasificó | No se clasificó | No se clasificó | No se clasificó                            |
| 1993    | Campeón         | 1.ª             | 1               | 0               | 1               | 0               | 1               | 1               | 0               | 1               | 50 %            | Claudio Caniggia: 1                        |
| 2022    | Campeón         | 1.ª             | 1               | 1               | 0               | 0               | 3               | 0               | 3               | 3               | 100%            | Martínez, Di María, Dybala: 1              |
| Total   | 2/3             | 1.ª             | 2               | 1               | 1               | 0               | 4               | 1               | 3               | 4               |                 | Caniggia, L. Martínez, Di María, Dybala: 1 |

### Campeonato Panamericano de Fútbol
| Edición | Resultado    | Pos.         | PJ           | PG           | PE           | PP           | GF           | GC           | Dif.         | Pts.         | Rend.        | Goleador            |
| ------- | ------------ | ------------ | ------------ | ------------ | ------------ | ------------ | ------------ | ------------ | ------------ | ------------ | ------------ | ------------------- |
| 1952    | No participó | No participó | No participó | No participó | No participó | No participó | No participó | No participó | No participó | No participó | No participó | No participó        |
| 1956    | Subcampeón   | 2.ª          | 5            | 2            | 3            | 0            | 9            | 5            | 4            | 7            | 70%          | Omar Sívori: 5      |
| 1960    | Campeón      | 1.ª          | 6            | 4            | 1            | 1            | 9            | 4            | 5            | 9            | 75%          | Belén, Nardiello: 3 |
| Total   | 2/3          | 2.ª          | 11           | 6            | 4            | 1            | 18           | 9            | 9            | 16           | 72,72%       | Omar Sívori: 5      |

## Clasificación en losrankingsmundiales
| Institución | Ranking actual | Ranking actual | Ranking actual | Ranking actual           | Mejor ranking | Mejor ranking | Mejor ranking | Mejor ranking       | Peor ranking | Peor ranking | Peor ranking | Peor ranking         | {\displaystyle {\overline {X}}} |
| Institución | Posición       | V              | Puntaje        | Fecha                    | Posición      | V             | Puntaje       | Fecha               | Posición     | V            | Puntaje      | Fecha                | {\displaystyle {\overline {X}}} |
| ----------- | -------------- | -------------- | -------------- | ------------------------ | ------------- | ------------- | ------------- | ------------------- | ------------ | ------------ | ------------ | -------------------- | ------------------------------- |
| FIFA        | 1.º            | Sin cambios    | 1886           | 2 de abril de 2025       | 1.º           | Sin cambios   | 1901          | 18 de julio de 2024 | 24.º         | 9            | 50           | 28 de agosto de 1996 | 6.º                             |
| Elo'1'      | 2.º            | Sin cambios    | 2149           | 12 de septiembre de 2024 | 1.º           | Sin cambios   | 2168          | 15 de julio de 2024 | 28.º         | 6            | 1716         | 8 de junio de 1990   | 5.º                             |

1El ranking Elo solamente mide la puntuación de los partidos clase "A" de todas las selecciones de fútbol en su historia.
| Año/Mes                                                                                  | Enero                  | Febrero                | Marzo                  | Abril                  | Mayo                   | Junio                  | Julio                  | Agosto      | Septiembre  | Octubre     | Noviembre   | Diciembre   |
| ---------------------------------------------------------------------------------------- | ---------------------- | ---------------------- | ---------------------- | ---------------------- | ---------------------- | ---------------------- | ---------------------- | ----------- | ----------- | ----------- | ----------- | ----------- |
| 1993                                                                                     | Sin Clasificación FIFA | Sin Clasificación FIFA | Sin Clasificación FIFA | Sin Clasificación FIFA | Sin Clasificación FIFA | Sin Clasificación FIFA | Sin Clasificación FIFA | 5.º (56)    | 12.º (55)   | 9.º (56)    | 9.º (55)    | 8.º (55)    |
| 1994                                                                                     | --                     | 9.º (55)               | 8.º (55)               | 10.º (54)              | 6.º (55)               | 8.º (55)               | 9.º (57)               | --          | 9.º (56)    | 9.º (56)    | 9.º (57)    | 10.º (56)   |
| 1995                                                                                     | --                     | 7.º (59)               | --                     | 8.º (58)               | 8.º (57)               | 10.º (57)              | 5.º (57)               | 5.º (57)    | 9.º (56)    | 7.º (57)    | 7.º (56)    | 7.º (56)    |
| 1996                                                                                     | 7.º (57)               | 8.º (55)               | --                     | 8.º (55)               | 8.º (56)               | --                     | 15.º (53)              | 24.º (50)   | 22.º (51)   | 17.º (53)   | 19.º (53)   | 22.º (52)   |
| 1997                                                                                     | --                     | 18.º (52)              | --                     | 19.º (54)              | 21.º (53)              | 16.º (55)              | 13.º (57)              | 13.º (57)   | 10.º (59)   | 13.º (58)   | 19.º (57)   | 17.º (57)   |
| 1998                                                                                     | --                     | 17.º (56)              | 7.º (59)               | 7.º (58)               | 6.º (60)               | --                     | 5.º (65)               | 5.º (65)    | 5.º (65)    | 5.º (65)    | 5.º (66)    | 5.º (66)    |
| 1999                                                                                     | 6.º (733)              | 6.º (732)              | 6.º (731)              | 7.º (732)              | 7.º (729)              | 8.º (716)              | 6.º (719)              | 6.º (715)   | 7.º (717)   | 8.º (713)   | 7.º (715)   | 6.º (721)   |
| 2000                                                                                     | 6.º (721)              | 6.º (718)              | 7.º (714)              | 6.º (720)              | 5.º (728)              | 5.º (726)              | 5.º (744)              | 3.º (749)   | 3.º (752)   | 3.º (764)   | 3.º (762)   | 3.º (773)   |
| 2001                                                                                     | 3.º (771)              | 3.º (769)              | 3.º (771)              | 3.º (770)              | 3.º (763)              | 3.º (771)              | 3.º (764)              | 3.º (783)   | 3.º (794)   | 3.º (796)   | 2.º (798)   | 2.º (802)   |
| 2002                                                                                     | 2.º (801)              | 2.º (799)              | 2.º (793)              | 3.º (786)              | 3.º (784)              | --                     | 2.º (784)              | 2.º (781)   | 5.º (760)   | 5.º (753)   | 5.º (741)   | 5.º (751)   |
| 2003                                                                                     | 5.º (750)              | 4.º (768)              | 4.º (761)              | 6.º (750)              | 5.º (753)              | 4.º (754)              | 6.º (746)              | 6.º (744)   | 4.º (750)   | 4.º (747)   | 4.º (750)   | 5.º (744)   |
| 2004                                                                                     | 5.º (744)              | 6.º (741)              | 6.º (735)              | 5.º (740)              | 5.º (741)              | 5.º (733)              | 11.º (722)             | 4.º (774)   | 4.º (775)   | 3.º (778)   | 3.º (784)   | 3.º (785)   |
| 2005                                                                                     | 3.º (785)              | 3.º (783)              | 3.º (777)              | 3.º (780)              | 3.º (778)              | 3.º (785)              | 2.º (787)              | 2.º (782)   | 3.º (778)   | 4.º (778)   | 4.º (774)   | 4.º (772)   |
| 2006                                                                                     | 4.º (772)              | 4.º (769)              | 4.º (765)              | 8.º (753)              | 9.º (746)              | --                     | 3.º (1472)             | 3.º (1479)  | 3.º (1492)  | 4.º (1446)  | 3.º (1551)  | 3.º (1551)  |
| 2007                                                                                     | 3.º (1551)             | 3.º (1535)             | 1.º (1616)             | 2.º (1594)             | 3.º (1520)             | 5.º (1373)             | 2.º (1476)             | 2.º (1491)  | 2.º (1451)  | 1.º (1533)  | 1.º (1523)  | 1.º (1523)  |
| 2008                                                                                     | 1.º (1523)             | 1.º (1518)             | 1.º (1556)             | 1.º (1519)             | 1.º (1520)             | 1.º (1559)             | 6.º (1298)             | 7.º (1219)  | 7.º (1230)  | 7.º (1200)  | 6.º (1181)  | 6.º (1180)  |
| 2009                                                                                     | 6.º (1180)             | 6.º (1181)             | 6.º (1219)             | 6.º (1201)             | 6.º (1195)             | 7.º (1203)             | 8.º (1091)             | 8.º (1080)  | 8.º (1113)  | 6.º (1103)  | 8.º (1085)  | 8.º (1085)  |
| 2010                                                                                     | 8.º (1082)             | 9.º (1087)             | 9.º (1075)             | 7.º (1084)             | 7.º (1076)             | --                     | 5.º (1289)             | 5.º (1288)  | 5.º (1351)  | 5.º (1320)  | 5.º (1353)  | 5.º (1338)  |
| 2011                                                                                     | 5.º (1338)             | 5.º (1367)             | 4.º (1412)             | 5.º (1276)             | 5.º (1267)             | 10.º (979)             | 10.º (1012)            | 9.º (1017)  | 10.º (1024) | 10.º (1030) | 10.º (1067) | 10.º (1067) |
| 2012                                                                                     | 10.º (1067)            | 11.º (1081)            | 8.º (1102)             | 10.º (1066)            | 9.º (1076)             | 7.º (1137)             | 7.º (1095)             | 7.º (1098)  | 7.º (1121)  | 4.º (1208)  | 3.º (1349)  | 3.º (1290)  |
| 2013                                                                                     | 3.º (1290)             | 3.º (1281)             | 3.º (1309)             | 3.º (1292)             | 3.º (1296)             | 3.º (1287)             | 4.º (1204)             | 4°(1210)    | 2.º (1263)  | 3.º (1266)  | 3.º (1251)  | 3.º (1251)  |
| 2014                                                                                     | 3.º (1251)             | 3.º (1255)             | 3.º (1234)             | 6° (1174)              | 7° (1178)              | 5° (1175)              | 2.º (1606)             | 2.º (1604)  | 2.º (1631)  | 2.º (1565)  | 2.º (1538)  | 2.º (1538)  |
| 2015                                                                                     | 2.º (1538)             | 2.º (1534)             | 2.º (1577)             | 2.º (1490)             | 2.º (1494)             | 3.º (1496)             | 1.º (1473)             | 1.º (1425)  | 1.º (1442)  | 1.º (1419)  | 3.º (1383)  | 2.º (1455)  |
| 2016                                                                                     | 2.º (1455)             | 2.º (1455)             | 2.º (1457)             | 1.º (1532)             | 1.º (1532)             | 1.º (1503)             | 1.º (1585)             | 1.º (1585)  | 1.º (1646)  | 1.º (1621)  | 1.º (1634)  | 1.º (1634)  |
| 2017                                                                                     | 1.º (1634)             | 1.º (1635)             | 1.º (1644)             | 2.º (1603)             | 2.º (1603)             | 2.º (1626)             | 3.º (1413)             | 3.º (1399)  | 4.º (1325)  | 4.º (1445)  | 4.º (1348)  | 4.º (1348)  |
| 2018                                                                                     | 4.º (1348)             | 4.º (1348)             | 4.º (1359)             | 5.º (1254)             | 5.º (1254)             | 5.º (1241)             | --                     | 11.º (1574) | 11.º (1575) | 12.º (1573) | 11.º (1582) | 11.º (1582) |
| 2019                                                                                     | --                     | 11.º (1582)            | --                     | 11.º (1580)            | --                     | 11.º (1582)            | 10.º (1610)            | --          | 10.º (1614) | 9.º (1617)  | 9.º (1623)  | 9.º (1623)  |
| 2020                                                                                     | --                     | 9.º (1623)             | --                     | 9.º (1623)             | --                     | 9.º (1623)             | 9.º (1623)             | --          | 9.º (1623)  | 8.º (1636)  | 7.º (1642)  | 7.º (1642)  |
| 2021                                                                                     | --                     | 7.º (1642)             | --                     | 8.º (1642)             | 8.º (1642)             | --                     | --                     | 6.º (1714)  | 6.º (1725)  | 6.º (1739)  | 5.º (1751)  | 5.º (1751)  |
| 2022                                                                                     | --                     | 4.º (1766)             | 4.º (1765)             | --                     | --                     | 3.º (1770)             | --                     | 3.º (1770)  | --          | 3.º (1773)  | --          | 2.º (1838)  |
| 2023                                                                                     | --                     | --                     | --                     | 1.º (1841)             | --                     | 1.º (1843)             | 1.º (1843)             | --          | 1.° (1851)  | 1.º (1861)  | 1.º (1855)  | 1.º (1855)  |
| 2024                                                                                     | --                     | 1.º (1855)             | --                     | 1.º (1858)             | --                     | 1.º (1860)             | 1.º (1901)             | --          | 1.º (1889)  | 1.° (1883)  | 1.° (1867)  | 1.° (1867)  |
| 2025                                                                                     | --                     | --                     | --                     | 1.° (1886)             | --                     | --                     | --                     | --          | --          | --          | --          | --          |
| Posición promedio desde la creación de la Clasificación mundial de la FIFA: 6.ª posición |                        |                        |                        |                        |                        |                        |                        |             |             |             |             |             |

Fuente: Ficha de Argentina en FIFA Archivado el 30 de enero de 2018 en Wayback Machine. y Estadísticas FIFA Archivado el 8 de junio de 2012 en Wayback Machine.
colores: dorado = 1.er puesto; plateado = 2.do puesto; bronce = 3.er puesto; rosado = Peor posición.

## Récords y notas
- Mayor goleada a favor:
  - 12-0 a Ecuador, en la Copa América 1942.[247]
- Mayor goleada en contra:[248]
  - 1-6 con Checoslovaquia, en la Copa Mundial de Fútbol de 1958 el 15 de junio de 1958.
  - 1-6 con Bolivia, en las Eliminatorias Sudáfrica 2010 el 1 de abril de 2009.
  - 1-6 con España, en fecha FIFA el 27 de marzo de 2018.
- Partido con más goles:
  - Victoria 11-2 contra Estados Unidos en los Juegos Olímpicos de 1928 el 29 de mayo.[249]
- Partidos sin recibir goles: 256
- Partidos sin convertir goles: 133
- Partidos sin goles: 54
- Partidos con goleadas a favor: 116
- Partidos con goleadas en contra: 24
- Mayor serie invicta:
  - 36 partidos (2019 a 2022) (25 ganados y 11 empatados)[250]
- Mayor serie invicta local:
  - 42 partidos (1996 a 2009) (32 ganados y 10 empatados)
- Mayor serie invicta visitante:
  - 14 partidos (1990 a 1993) (7 ganados y 7 empatados)
- Mayor serie invicta neutral:
  - 26 partidos (1941 a 1956) (23 ganados y 3 empatados)

- A nivel de selecciones absolutas, Argentina es la Selección con más títulos oficiales ganados de la historia, con 23 galardones de esta índole[13]
- El Clásico del Río de la Plata, frente a Uruguay es el segundo más añejo del mundo entre selecciones (después del clásico entre Inglaterra y Escocia). Además es el clásico entre selecciones más veces disputado del mundo.
- El primer partido de fútbol entre selecciones fuera de las islas británicas, fue protagonizado por Argentina y Uruguay.
- Como curiosidad, en aquellos primeros años del Clásico del Río de la Plata, Argentina jugaba con una camiseta toda celeste con vivos blancos (como la actual de Uruguay) y Uruguay lo hacía con una camiseta enteramente blanca. Hacia aproximadamente 1910, Argentina empezó a usar la tradicional casaca a rayas verticales celestes y blancas y Uruguay pasó a adoptar la vestimenta celeste.
- La selección argentina se posiciona cuarta en el mundo por cantidad de partidos disputados, después de Inglaterra, Suecia y Hungría.
- Junto a Francia son las únicas selecciones del mundo que han ganado la Copa Mundial, la Copa Confederaciones, la Copa de Campeones Conmebol-UEFA (Artemio Franchi), y su respectivo torneo regional (Copa América y Eurocopa, respectivamente). Cabe agregar que ambas selecciones también ganaron los Juegos Olímpicos, pero lo hicieron con la selección de fútbol olímpica y no con la absoluta.
- Fue la primera selección en ganar la Copa FIFA Confederaciones, en 1992.
- Solo cuatro selecciones campeonas del mundo consiguieron ser dos veces campeonas de los Juegos Olímpicos en la sección del fútbol: Argentina, Uruguay, Brasil y España. Inglaterra podría ser la quinta selección en reclamar semejante honor pero lo hizo bajo la bandera de Gran Bretaña. Hungría tiene el récord olímpico de tres preseas doradas pero no ha podido ser campeona del mundo.
- Disputó junto a Francia el segundo partido de la historia de los mundiales, y el primer partido para Argentina en el mismo torneo. En este partido Argentina le ganó a Francia por 1-0.
- Guillermo Stábile fue el máximo goleador de la primera edición de la Copa Mundial de Fútbol, en 1930.
- Fue la primera selección en llegar a una final de la Copa del Mundo, junto a Uruguay (Copa Mundial de Fútbol de 1930).
- Es la selección que más veces organizó la Copa América (nueve veces).
- Diego Maradona marcó el denominado Gol del Siglo, ante Inglaterra en los cuartos de final de la Copa Mundial de Fútbol de 1986.
- Norberto Méndez es el máximo goleador de toda la historia de la Copa América.
- Esteban Cambiasso y la selección de Argentina poseían el récord de haber convertido el mejor gol de jugada colectiva en la historia de la Copa Mundial de Fútbol, en el partido ante Serbia y Montenegro tras una jugada de 26 toques con la pelota, sin que la tocara ningún rival, marcando Cambiasso el segundo gol de la goleada 6-0 en el Mundial del año 2006. Sin embargo, dicho récord fue superado en el Mundial del año 2022, cuando en el tercer partido de la fase de grupos contra Polonia, tras 27 pases, Julián Álvarez terminó marcando el segundo gol de la victoria 2-0.[251]
- En fútbol masculino en los Juegos Olímpicos, Argentina marcha segunda en el medallero histórico, con 4 medallas en total: dos de oro y dos de plata, detrás de Brasil (7; 2 de oro, 3 de plata y 2 de bronce).
- En un partido amistoso disputado contra Uruguay (Argentina 2 - Uruguay 1), el día 2/10/1924 en Buenos Aires, Cesáreo Onzari convirtió un gol directo desde un saque de esquina, que si bien no fue el primero de la historia, sí fue el que dio origen al término "gol olímpico", por haber sido convertido contra la selección campeona de los Juegos Olímpicos de París de 1924.[252] De allí viene también el término "alambrado olímpico", ya que el partido disputado en el estadio de Sportivo Barracas requirió del mismo para controlar a la gran cantidad de almas allí presentes.
- Como nota ilustrativa del plantel argentino en el Mundial disputado en Uruguay en 1930, se destacó la presencia de los hermanos Juan y Mario Evaristo. Juan se desempeñaba como defensor y Mario era un veloz delantero. Jugaron juntos 3 partidos en la Copa del Mundo.[253][254][255]
- Argentina solo llevó 18 jugadores al Mundial de 1934 en Italia.[256]
- La selección argentina es una de las pocas selecciones que consiguieron ser campeonas del mundo habiendo perdido un partido (1978 y 2022). Los otros campeones del Mundo que estuvieron en la misma situación fueron Alemania (1954 y 1974) y España (2010), todos los demás campeones han sido invictos.
- Salió campeona invicta en la Copa Mundial de Fútbol de 1986.[257]
- En el Mundial de Suecia de 1958, Argentina debutó contra Alemania Federal, debiendo cambiar por primera vez en su historia el clásico uniforme celeste y blanco a bastones, usando la casaca amarilla del pequeño club IFK Malmö.[258]
- Disputó junto a Alemania la final del Mundial 2014, siendo esta la tercera final que disputaron estos dos equipos y conformando la final más repetida de la historia.[259]
- El encuentro entre Países Bajos y Argentina, jugado el 9 de diciembre de 2022 en la Copa Mundial de Catar, es el partido con mayor cantidad de tarjetas amarillas en la historia de la competición, con 17 tarjetas amarillas sacadas.

### Finales disputadas
La presente lista incluye solo partidos finales jugados por torneos mundiales, intercontinentales, y continentales oficiales a nivel de selecciones absolutas. Se excluyen los torneos en donde no se disputó una final, como el caso de la mayoría de los Campeonatos Sudamericanos (1916 a 1991, a excepción de 1937) o Campeonatos Panamericanos de Fútbol (1956 y 1960), los cuales se jugaban bajo el sistema de liguilla de enfrentamientos todos contra todos en una o dos ruedas. En la Copa América, este sistema cambió en 1975, y a partir de esa edición hasta la de 1987 se jugó una final para definir al campeón de la misma. En 1989 y 1991 se jugó a partir de grupos, y los dos primeros clasificados de cada grupo jugaron una liguilla final todos contra todos para decidir al campeón, pero sin la disputa de un partido final. A partir de la edición de 1993 el sistema volvió a cambiar, y los clasificados de cada grupo juegan cuartos de final, semifinales y un partido final para definir al campeón del continente.
Sí se tienen en cuenta los partidos desempates de Campeonatos Sudamericanos, en donde en una final se debió definir al campeón.
Se excluyen las finales olímpicas, excepto las disputadas por selecciones absolutas (desde las primeras olimpiadas hasta la edición de 1948 inclusive).
| Rival        | Resultado    | Torneo           | Año  |
| ------------ | ------------ | ---------------- | ---- |
| Uruguay      | 2-1          | Juegos Olímpicos | 1928 |
| Uruguay      | 4-2          | Mundial          | 1930 |
| Brasil       | 0-2          | Copa América     | 1937 |
| Países Bajos | 1-3          | Mundial          | 1978 |
| Alemania     | 2-3          | Mundial          | 1986 |
| Alemania     | 1-0          | Mundial          | 1990 |
| Arabia Saudí | 1-3          | Confederaciones  | 1992 |
| Dinamarca    | 1(4)-1(5)    | Conmebol-UEFA    | 1993 |
| México       | 1-2          | Copa América     | 1993 |
| Dinamarca    | 2-0          | Confederaciones  | 1995 |
| Brasil       | 2(4)-2(2)    | Copa América     | 2004 |
| Brasil       | 4-1          | Confederaciones  | 2005 |
| Brasil       | 3-0          | Copa América     | 2007 |
| Alemania     | 1-0          | Mundial          | 2014 |
| Chile        | 0(4)-0(1)    | Copa América     | 2015 |
| Chile        | 0(4)-0(2)    | Copa América     | 2016 |
| Brasil       | 0-1          | Copa América     | 2021 |
| Italia       | 0-3          | Conmebol-UEFA    | 2022 |
| Francia      | 3(2)-3(4)    | Mundial          | 2022 |
| Colombia     | 0-1          | Copa América     | 2024 |
| España       | Por disputar | Conmebol-UEFA    | 2025 |

Total: 21 finales: 10 ganadas (2 por penales), 10 perdidas (3 por penales), 1 por disputar.

## Palmarés

### Títulos
El equipo argentino es el seleccionado nacional más laureado del mundo. Ha obtenido un total de veintitrés títulos oficiales, habiendo ganado tres Mundiales, una Copa Confederaciones y dos Copas de Campeones Conmebol-UEFA en el plano mundial, además de dieciséis Copas América y un Campeonato Panamericano en el plano regional. Argentina es uno de los siete combinados que se ha proclamado campeón en los dos principales torneos de selecciones nacionales —la Copa Mundial y su respectiva copa regional—.
Argentina es una de las ocho selecciones campeonas del mundo junto a Alemania, Brasil, España, Francia, Inglaterra, Italia y Uruguay. Se proclamó como tal de local en 1978, en México 1986 y en Catar 2022.
En la época en la que las selecciones absolutas eran las responsables de representar a su país en el torneo futbolístico de los Juegos Olímpicos (desde 1908 hasta 1936), los argentinos consiguieron su primer gran logro al acabar subcampeones y conquistar la medalla de plata en los Juegos Olímpicos de 1928 de Ámsterdam.
El primer título oficial de su historia lo logró como anfitrión en el Campeonato Sudamericano 1921, en lo que fue la quinta edición del torneo, imponiéndose a Uruguay en un abarrotado Estadio Sportivo Barracas. Tras aquel título conquistaría otros quince, el último obtenido en la Copa América 2024 en Estados Unidos.
Además se adjudicó la «Copa Rey Fahd» en 1992 (renombrada y oficializada a partir de 1997 como Copa FIFA Confederaciones), el Campeonato Panamericano de Fútbol en 1960, y la Copa de Campeones Conmebol-UEFA (anteriormente llamada Copa Artemio Franchi) en 1993 y 2022. Siendo así, junto con Francia las únicas selecciones absolutas en la historia en conseguir al menos un título mundial, continental e interconfederativo, así como también una medalla olímpica cuando la disputaban selecciones absolutas.
| Competición                       | |                                                                                          |                                   |
| Competición                       | Títulos                                                                                              | Subcampeonatos                                                                           | Tercer lugar                      |
| --------------------------------- | --- | ---------------------------------------------------------------------------------------- | --------------------------------- |
| Copa Mundial de Fútbol            | 3 (1978, 1986 y 2022)                                                                                | 3 (1930, 1990 y 2014)                                                                    | –                                 |
| Copa América1                     | 16 (1921, 1925, 1927, 1929, 1937, 1941, 1945, 1946, 1947, 1955, 1957, 1959, 1991, 1993, 2021 y 2024) | 14 (1916, 1917, 1920, 1923, 1924, 1926, 1935, 1942, 1959, 1967, 2004, 2007, 2015 y 2016) | 5 (1919, 1956, 1963, 1989 y 2019) |
| Copa de Campeones Conmebol-UEFA2  | 2 (1993 y 2022)                                                                                      | –                                                                                        | –                                 |
| Copa FIFA Confederaciones         | 1 (1992)                                                                                             | 2 (1995 y 2005)                                                                          | –                                 |
| Campeonato Panamericano de Fútbol | 1 (1960)                                                                                             | 1 (1956)                                                                                 | –                                 |
| Torneo Olímpico de Fútbol         | - | 1 (1928)                                                                                 | –                                 |
| Total                             | 23 títulos                                                                                           | 21                                                                                       | 5                                 |

1 Es la selección que más títulos posee de esta competición.
2 Es la selección que más títulos posee de esta competición.

### Cronología de los títulos
| Sede           | Torneo                          | Año  | N.º  |
| -------------- | ------------------------------- | ---- | ---- |
| Argentina      | Copa América                    | 1921 | 1.º  |
| Argentina      | Copa América                    | 1925 | 2.º  |
| Perú           | Copa América                    | 1927 | 3.º  |
| Argentina      | Copa América                    | 1929 | 4.º  |
| Argentina      | Copa América                    | 1937 | 5.º  |
| Chile          | Copa América                    | 1941 | 6.º  |
| Chile          | Copa América                    | 1945 | 7.º  |
| Argentina      | Copa América                    | 1946 | 8.º  |
| Ecuador        | Copa América                    | 1947 | 9.º  |
| Chile          | Copa América                    | 1955 | 10.º |
| Perú           | Copa América                    | 1957 | 11.º |
| Argentina      | Copa América                    | 1959 | 12.º |
| Costa Rica     | Campeonato Panamericano         | 1960 | 13.º |
| Argentina      | Copa Mundial FIFA               | 1978 | 14.º |
| México         | Copa Mundial FIFA               | 1986 | 15.º |
| Chile          | Copa América                    | 1991 | 16.º |
| Arabia Saudita | Copa FIFA Confederaciones       | 1992 | 17.º |
| Argentina      | Copa de Campeones Conmebol-UEFA | 1993 | 18.º |
| Ecuador        | Copa América                    | 1993 | 19.º |
| Brasil         | Copa América                    | 2021 | 20.º |
| Inglaterra     | Copa de Campeones Conmebol-UEFA | 2022 | 21.º |
| Catar          | Copa Mundial FIFA               | 2022 | 22.º |
| Estados Unidos | Copa América                    | 2024 | 23.º |

### Títulos amistosos/no oficiales
- Copa de Caridad Lipton (18): 1906, 1907, 1908, 1909, 1913, 1915, 1916, 1917, 1918, 1937, 1942, 1945, 1957, 1962, 1968, 1971, 1976 y 1992.
- Copa Newton (17): 1906, 1907, 1908, 1909, 1911, 1916, 1918, 1924, 1927, 1928, 1937, 1942, 1945, 1957, 1973, 1975 y 1976.
- Copa Honor Argentino (7): 1909, 1911, 1913, 1914, 1918, 1919 y 1920.
- Copa Centenario Revolución de Mayo (1): 1910.
- Copa Montevideo (1): 1912.
- Copa Sáenz Peña (1): 1913.
- Copa Honor Uruguayo (5): 1915, 1916, 1917, 1923 y 1924.
- Copa Círculo de la Prensa (1): 1916.
- Copa Roca (4): 1923, 1939, 1940 y 1971.
- Copa Rosa Chevallier Boutell (13): 1924, 1925,[260] 1926, 1931, 1939, 1940, 1943, 1945, 1950, 1956, 1963, 1964 y 1971.
- Copa Cámara de Diputados de Argentina (1): 1929.
- Copa Centro Automovilístico de Uruguay (1): 1929.
- Copa Juan R. Mignaburu (5): 1935, 1936, 1938, 1940 y 1943.
- Copa Héctor Gómez (3): 1935, 1938 y 1943.
- Copa Presidente de Chile (1): 1940.
- Copa Presidente de Argentina (1): 1941.
- Copa Raúl Colombo (1): 1956.
- Copa Carlos Dittborn Pinto (8): 1962, 1964, 1965, 1968, 1971, 1972, 1974 y 1976.
- Copa de las Naciones (1): 1964.
- Copa Mariscal Ramón Castilla (3): 1973, 1976 y 1978.
- Torneo Esperanzas de Toulon (2): 1975 y 1998.
- Copa Cornelio Saavedra (1): 1975.
- Copa José Félix Bogado (1): 1976.
- Copa 75° Aniversário de la FIFA (1): 1979.
- Copa Kirin World Annual (2): 1992 y 2003.
- Copa Centenário de la A.F.A. (1): 1993.
- Copa Salta (1): 1994.
- Copa Nelson Mandela Challenge Cup (1): 1995.
- Copa Provincia de Buenos Aires (1): 1995.
- Copa Municipalidades de Córdoba (1): 1995.
- Copa Banco de Mendoza (1): 1998.
- Copa Coca-Cola (1): 1999.
- Copa Reebok (1): 2000.
- Copa Lotería de la Provincia (1): 2010.
- Copa Chaco (1): 2011.
- Copa Times Of India (1): 2011.
- Copa Francisco (1): 2013.
- Copa Amistad (1): 2015.
- Superclásico de las Américas (2): 2017 y 2019.
- Copa Adidas (1): 2018.
- Copa San Juan (1): 2019.

### Premios y distinciones
| Distinción                                            | Año               |
| ----------------------------------------------------- | ----------------- |
| Premio Fair Play de la Copa Mundial de la FIFA        | 1978              |
| Premio Fair Play de la Copa América                   | 2016              |
| Selección del año en Sudamérica según France Football | 2000, 2001 y 2003 |
| Premio al equipo del año por la FIFA                  | 2007, 2016 y 2023 |
| Premio Laureus al mejor equipo del año                | 2023              |

### Premios individuales
| Año  | Balón de Oro   | Bota de Oro     | Balón de Plata | Bota de Plata     | Balón de Bronce | Bota de Bronce  | Guante de Oro     |
| ---- | -------------- | --------------- | -------------- | ----------------- | --------------- | --------------- | ----------------- |
| 1978 | Mario Kempes   | No se entregaba | -              | No se entregaba   | -               | No se entregaba | No se entregaba   |
| 1986 | Diego Maradona | -               | -              | Diego Maradona    | -               | -               | No se entregaba   |
| 1990 | -              | -               | -              | -                 | Diego Maradona  | -               | No se entregaba   |
| 1998 | -              | -               | -              | Gabriel Batistuta | -               | -               | -                 |
| 2006 | -              | -               | -              | Hernán Crespo     | -               | -               | -                 |
| 2014 | Lionel Messi   | -               | -              | -                 | -               | -               | -                 |
| 2022 | Lionel Messi   | -               | -              | Lionel Messi      | -               | -               | Emiliano Martínez |

## Categorías inferiores
Las categorías inferiores son el conjunto de selecciones reguladas por la Asociación del Fútbol Argentino integradas en lo colectivo por jugadores de entre 15 a 23 años, que representan a Argentina en los diferentes torneos internacionales agrupados en distintas categorías de edad, y que constituyen a las distintas formaciones previas para la selección absoluta.

### Selección olímpica
| Torneo Olímpico de Fútbol | 2 (2004 y 2008)                   | 1 (1996)              | –                     |                  |                  |
| Torneo Preolímpico        | 5 (1960, 1964, 1980, 2004 y 2020) | 3 (1988, 1996 y 2024) | 3 (1972, 1976 y 2000) |                  |                  |
| Total                     | 7 títulos                         | Selección sub-23      | Selección sub-23      | Selección sub-23 | Selección sub-23 |

### Selección sub-22
| Juegos Panamericanos1 | 7 (1951, 1955, 1959, 1971, 1995, 2003 y 2019) | 2 (1963 y 2011)  | 3 (1975, 1979 y 1987) |                  |                  |
| Total                 | 7 títulos                                     | Selección sub-22 | Selección sub-22      | Selección sub-22 | Selección sub-22 |

### Selección sub-20
| Copa Mundial de Fútbol Sub-201 | 6 (1979, 1995, 1997, 2001, 2005 y 2007) | 1 (1983)                                            | –                                                   |                  |                  |
| Campeonato Sudamericano Sub-20 | 5 (1967, 1997, 1999, 2003 y 2015)       | 8 (1958, 1979, 1991, 1995, 2001, 2007, 2019 y 2025) | 8 (1971, 1975, 1981, 1983, 1987, 1988, 2005 y 2011) |                  |                  |
| Total                          | 11 títulos                              | Selección sub-20                                    | Selección sub-20                                    | Selección sub-20 | Selección sub-20 |

### Selección sub-19
| Juegos Suramericanos | 2 (1982 y 1986) | 1 (2014)         | -                |                  |                  |
| Total                | 2 títulos       | Selección sub-19 | Selección sub-19 | Selección sub-19 | Selección sub-19 |

### Selección sub-17
| Copa Mundial de Fútbol Sub-17  | –                           | –                                       | 3 (1991, 1995 y 2003)             |                  |                  |
| Campeonato Sudamericano Sub-17 | 4 (1985, 2003, 2013 y 2019) | 6 (1988, 1995, 1997, 2001, 2009 y 2015) | 5 (1991, 1993, 2007, 2011 y 2023) |                  |                  |
| Total                          | 4 títulos                   | Selección sub-17                        | Selección sub-17                  | Selección sub-17 | Selección sub-17 |

### Selección sub-15
| Campeonato Sudamericano Sub-15 | 1 (2017) | 2 (2005 y 2019)  | 6 (2004, 2007, 2011, 2013, 2015 y 2023) |                  |                  |
| Total                          | 1 título | Selección sub-15 | Selección sub-15                        | Selección sub-15 | Selección sub-15 |

1Es la selección que más títulos posee de esta competición.